# كليوباترا
كليوباترا السابعة أو كليوباترا اختصارًا (70/69 قبل الميلاد - 10 أغسطس 30 قبل الميلاد)، ملكة المملكة البطلمية في مصر من عام 51 وحتى 30 قبل الميلاد وآخر ملوكها. تنتمي كليوباترا إلى سلالة البطالمة وتعود في نسبها إلى مؤسس السلالة بطليموس الأول، وهو جنرال يوناني مقدوني ورفيق للإسكندر الأكبر. تحولت مصر إلى مقاطعة تابعة للإمبراطورية الرومانية بعد وفاة كليوباترا، ومثَّل هذا الحدث نهاية آخر دولة هلنتسية في البحر الأبيض المتوسط تأسست نتيجة تفكك الإمبراطوربة المقدونية. كانت لغةُ كليوباترا الأم اليونانيةَ العاميةَ المختلطة، وهي الملكة البطلمية الوحيدة المعروفة التي أتقنت اللغة المصرية.
يُعتقد أن كليوباترا رافقت والدها بطليموس الثاني عشر حين نُفي إلى روما عام 58 قبل الميلاد بعد وقوع ثورة في مصر التي كانت آنذاك مقاطعة تابعة للرومان، وهذا ما سمح لابنته المنافسة برينيكي الرابعة للمطالبة بعرشه. قُتلت برينيكي الرابعة عام 55 قبل الميلاد عندما عاد بطليموس الثاني عشر إلى مصر بمساعدة عسكرية رومانية.
تولّت كليوباترا وشقيقها بطليموس الثالث عشر الحكم توليًا مشتركًا بعد وفاة بطليموس الثاني عشر عام 51 قبل الميلاد، ومع ذلك تدهورت علاقتهما وتحول الخلاف بينهما إلى حرب أهلية مفتوحة. فر رجل الدولة الروماني بومبيوس عام 48 قبل الميلاد إلى مصر بعد هزيمته في معركة فرسالوس في اليونان ضد منافسه يوليوس قيصر (ديكتاتور روماني وقنصل) في الحرب الأهلية التي خاضها قيصر. كان بومبيوس حليفًا سياسيًا لبطليموس الثاني عشر، لكن بطليموس الثالث عشر وبناءً على مشورة من رجال بلاطه، نصب كمينًا لبومبيوس واغتاله قبل وصول قيصر واحتلاله الإسكندرية.
بذل قيصر جهودًا للتوسط والمصالحة بين الأشقاء البطالمة المتنازعين بعد مقتل بومبيوس، لكن بوثينوس رأى أن الشروط التي اقترحها قيصر للمصالحة كانت متحيزة لصالح كليوباترا، لذا أمر قواته بمحاصرة كليوباترا وقيصر في القصر الملكي. قُتِل بطليموس الثالث عشر في معركة النيل، بعد وقت قصير من فك الحصار عن طريق التعزيزات، ونُفِيت أرسينوي الرابعة أخت كليوباترا غير الشقيقة إلى أفسس لدورها في تنفيذ الحصار. في أعقاب هذه الأحداث أعلن قيصر أن كليوباترا وشقيقها بطليموس الرابع عشر حاكمان مشتركان، ومع ذلك حافظ قيصر على علاقة خاصة مع كليوباترا فأنجبت منه ابنها (قيصريون). سافرت كليوباترا بين عامي 46 و44 قبل الميلاد إلى روما وأقامت في فيلا قيصر. عيَّنت كليوباترا ابنها قيصريون حاكمًا مشاركًا باسم بطليموس الخامس عشر بعد اغتيال قيصر، ومقتل بطليموس الرابع عشر بعد وقت قصير (بناءً على أوامرها) عام 44 قبل الميلاد.
انحازت كليوباترا إلى الحكومة الثلاثية الرومانية الثانية التي شكلها أوكتافيان (حفيد قيصر ووريثه)، ومارك أنطوني، وماركوس أميليوس ليبيدوس، خلال حرب المحررين الأهلية التي جرت بين عامي 43 و42 قبل الميلاد. أقامت كليوباترا علاقة غرامية مع أنطوني بعد لقائهما في طرسوس عام 41 قبل الميلاد، حيث أعدم أنطوني أرسينوي الرابعة بناءً على طلبها، وأصبح يعتمد بشكل متزايد على كليوباترا للحصول على التمويل والمساعدات العسكرية خلال غزواته للإمبراطورية البارثية ومملكة أرمينيا.
خلال تبرعات الإسكندرية، تم إعلان أبنائها من مارك أنطوني وكليوباترا: الإسكندر هيليوس، وكليوباترا سيليني الثانية، وبطليموس فيلادلفوس حكامًا على مناطق مختلفة كانت تحت سلطة أنطوني الثلاثية سابقًا. أدى هذا الحدث، بالإضافة إلى زواج كليوباترا من مارك أنطوني وطلاق أنطوني من أوكتافيا الصغرى (شقيقة أوكتافيان)، إلى اندلاع الحرب النهائية للجمهورية الرومانية.
دخل أوكتافيان في حرب دعائية، وأجبر حلفاء أنطوني في مجلس الشيوخ الروماني على الفرار من روما عام 32 قبل الميلاد، وأعلن الحرب على كليوباترا. بعد هزيمة أسطول أنطوني وكليوباترا البحري في معركة أكتيوم عام 31 قبل الميلاد، غزت قوات أوكتافيان مصر في عام 30 قبل الميلاد، مما أدى إلى هزيمة أنطوني وانتحاره لاحقًا. وعندما علمت كليوباترا أن أوكتافيان يخطط لإحضارها إلى موكب النصر الروماني، قتلت نفسها بالسم، على عكس الاعتقاد الشائع بأنها تعرضت للدغة أفعى.
لا يزال إرث كليوباترا حاضرًا في الأعمال الفنية القديمة والحديثة. فقد قدم التأريخ الروماني ووالشعر اللاتيني منظورًا نقديًا لشخصيتها كملكة، وهو الرأي الذي استمر في التأثير على الأدب في العصور الوسطى وعصر النهضة لاحقًا. وقد خُلدت صورتها في الفنون البصرية عبر العصور، بما في ذلك الصور القديمة، التماثيل النصفية، اللوحات، المنحوتات الرومانية، النقوش الزجاجية، والعملات البطلمية والرومانية، والنقوش البارزة. في عصر النهضة والفن الباروكي، كانت كليوباترا موضوعًا للعديد من الأعمال الفنية، بما في ذلك الأوبرا، اللوحات، الشعر، المنحوتات، والدراما المسرحية. كما أصبحت رمزًا للثقافة الشعبية المتعلقة بالهوس بالحضارة المصرية منذ العصر الفيكتوري، وظهرت في العصر الحديث في الفنون التطبيقية والجمالية، الهجاء الهزلي، أفلام هوليوود، وفي صور العلامات التجارية لبعض المنتجات.

## نبذة تاريخية

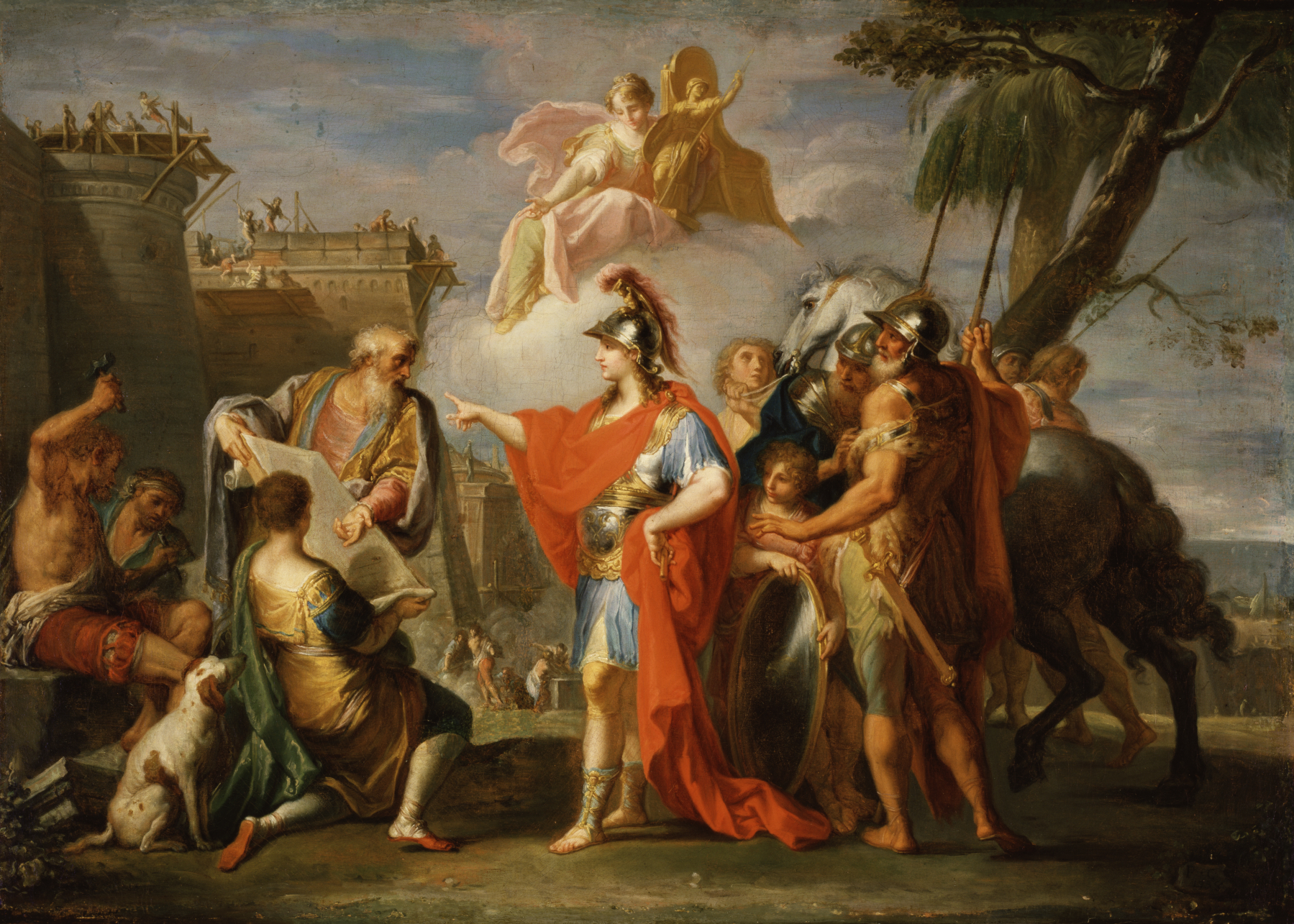
لوحة "الاسكندر الأكبر مؤسس الإسكندرية" بريشة الفنان بلاسيدو كوستانزي.

كان رئيس كهنة بتاح المصري في ممفيس يتوج الفراعنة من سلالة البطالمة، لكن مقر إقامتهم الفعلي كان في مدينة الإسكندرية اليونانية التي أسسها الإسكندر الأكبر المقدوني. تحدث البطالمة باللغة اليونانية وحكموا مصر كالملوك اليونانيين الهلنستيين رافضين تعلم اللغة المصرية الأصلية. في المقابل أجادت كليوباترا التحدث بلغات متعددة بحلول سن الرشد وكانت أول ملك بطلمي يتعلم اللغة المصرية.
ذكر الفيلسوف والمؤرخ اليوناني بلوطرخس أن كليوباترا أجادت التحدث بعدة لغات كاللغة المروية والعبرية (أو الآرامية) والعربية والسورية (على الأرجح السريانية) والميدية والفرثية واللاتينية أيضًا، على الرغم من أن معاصريها الرومان كانوا يفضلون التحدث معها باليونانية العامية المختلطة وهي لغتها الأصلية. وبصرف النظر عن اليونانية والمصرية واللاتينية، عكست هذه اللغات رغبة كليوباترا في استعادة مناطق شمال إفريقيا وغرب آسيا التي كانت تنتمي يومًا إلى المملكة البطلمية.
سبق التدخل الروماني في مصر عهد كليوباترا. عندما توفي بطليموس التاسع في أواخر سنة 81 قبل الميلاد خلفته ابنته برنيكي الثالثة. رأى الحاكم الروماني الدكتاتور سولا عداءًا متزايدًا في البلاط الملكي لفكرة وجود ملكة واحدة حاكمة، فرتب لبرنيكي الثالثة تقاسم الحكم مع ابن عمها وربيبها بطليموس الحادي عشر والزواج منه.
قَتَلَ بطليموس الحادي عشر زوجته برنيكي الثالثة عام 80 قبل الميلاد بعد فترة وجيزة من زواجهما، مما أدى إلى اندلاع أعمال شغب عنيفة أعدم على إثرها الحشد الغاضب بطليموس الحادي عشر دون محاكمة نتيجة لهذا الفعل. وضع بطليموس الحادي عشر قبل وفاته (ربما مع عمه بطليموس التاسع أو والده بطليموس العاشر) خطة لجعل المملكة البطلمية تابعة لروما ضمانًا للحصول على القروض، مما منح الرومان تبريرًا قانونيًا لتولي السيطرة على مصر بعد وفاة بطليموس الحادي عشر. ومع ذلك اختار الرومان تقسيم المملكة البطلمية بين الأبناء غير الشرعيين لبطليموس التاسع، فمنحوا قبرص لبطليموس القبرصي ومصر لبطليموس الثاني عشر (والد كليوباترا).

## حياتها

### نشأتها
ولدت كليوباترا السابعة أوائل عام 69 قبل الميلاد للفرعون البطلمي الحاكم بطليموس الثاني عشر وأم مجهولة الهوية يرجح أنها كليوباترا الخامسة (التي ربما هي نفسها كليوباترا السادسة تريفاينا) والتي أنجبت أيضا شقيقة كليوباترا الكبرى برينيكي الرابعة. اختفى اسم كليوباترا تريفينا من السجلات الرسمية عام 69 قبل الميلاد بعد أشهر قليلة من ولادة كليوباترا. الأطفال الثلاثة الأصغر سنًا لبطليموس الثاني عشر (أشقاء كليوباترا) هم أرسينوي الرابعة وبطليموس الثالث عشر وبطليموس الرابع عشر وجميعهم ولدوا في غياب زوجته (أي ربما كان الزوجان منفصلين آنذاك). تلقت كليوباترا تعليمها في طفولتها على يد مدرسها فيلوستراطوس الذي علمها فن الخطابة والفلسفة اليونانية. يعتقد أن كليوباترا تابعت دراستها في شبابها في متحف الإسكندرية القديم الذي كان آنذاك جزءًا من مكتبة الإسكندرية.

### تولي الحكم ونفي بطليموس الثاني عشر
دعا الرقيب الروماني ماركوس ليسينيوس كراسوس في عام 65 قبل الميلاد أمام مجلس الشيوخ الروماني إلى ضم مصر البطلمية، لكن مشروع قانونه المقترح رُفض، ورُفض مشروع قانون مشابه قدّمه الأطربون سيرفيليوس رولوس في عام 63 قبل الميلاد. ورداً على التهديد الذي كان يلوح في الأفق بضم مصر البطلمية، اتخذ بطليموس الثاني عشر حاكم مصر آنذاك تدابير لعرقلة الانضمام من خلال تقديم مكافآت وهدايا سخية لإرضاء رجال الدولة الرومانيين المؤثرين وكسب تأييدهم، أحد الأمثلة على ذلك كان بومبيوس الذي تلقى هذه الحوافز خلال حملته العسكرية ضد ميثراداتس السادس، وتلقى أيضًا قيصر مكافآت بعد أن تولى منصب القنصل الروماني عام 59 قبل الميلاد. تسبب سلوك بطليموس الثاني عشر المتهور بإفلاسه، فاضطر إلى الحصول على قروض من المصرفي الروماني جايوس رابيريوس بوستوموس.
ضم الرومان قبرص عام 58 قبل الميلاد، وبناءً على اتهامات بالقرصنة أجبروا بطليموس القبرصي (شقيق بطليموس الثاني عشر) على الانتحار بدلاً من نفيه إلى بافوس. التزم بطليموس الثاني عشر الصمت علنًا بشأن وفاة أخيه، وهو القرار الذي أضر بمصداقيته بين رعاياه الذين كانوا غاضبين بالفعل من سياساته الاقتصادية، إلى جانب تنازله عن الأراضي البطلمية التقليدية للرومان. لاحقًا نُفي بطليموس الثاني عشر من مصر بالقوة، فسافر أولاً إلى رودس، ثم إلى أثينا، واستقر أخيراً في منزل ريفي روماني يملكه الحاكم الثلاثي بومبيوس يقع في تلال ألبان بالقرب من بالسترينا في إيطاليا.
أقام بطليموس الثاني عشر في ضواحي روما مدة عام تقريبًا برفقة ابنته كليوباترا التي كانت تبلغ من العمر 11 عامًا تقريبًا آنذاك. خلال هذه الفترة أرسلت برينيكي الرابعة (ابنة بطليموس الثاني عشر من زواج سابق) سفراء إلى روما تدافع فيها عن أحقيتها في الحكم وتعارض إعادة والدها إلى منصبه، فلجأ بطليموس الثاني عشر إلى توظيف قتلة لاغتيال السفراء، وهي الجريمة التي تستر عليها مؤيدوه الرومان المؤثرون. وعندما رفض مجلس الشيوخ الروماني طلبه بمرافقة مسلحة وإمدادات لرحلة العودة إلى مصر، اتخذ بطليموس الثاني عشر قرارًا بمغادرة روما أواخر عام 57 قبل الميلاد واستقر في معبد أرتميس في أفسس.
أصر المصرفيون الرومانيون في عهد بطليموس الثاني عشر والموالون له على إعادته إلى السلطة. حاول بومبيوس جاهدًا إقناع الحاكم الروماني لسوريا أولوس جابينيوس بغزو مصر وإعادة تنصيب بطليموس الثاني عشر وعرض عليه مبلغ 10000 طالن لتنفيذ المقترح. وبالرغم من أن هذا الغزو يتعارض مع القانون الروماني، إلا أن جابينيوس هاجم مصر في ربيع عام 55 قبل الميلاد عبر الأراضي التي تسيطر عليها السلالة الحشمونية، ورتب هيركانوس الثاني (ملك السلالة الحشمونية) مع أنتيباتر الأدومي (والد هيرودس الكبير) لتزويد الجيش بالإمدادات اللازمة. كان مارك أنطوني ضابطًا شابًا في سلاح الفرسان تحت قيادة أولوس جابينيوس، عزز سمعته جنديًا شجاعًا عندما منع بطليموس الثاني عشر من تنفيذ مذبحة بسكان مدينة بيلوسيون، وأنقذ جثة أرخيلوس (رئيس الكهنة وزوج برينيكي الرابعة) الذي قُتل في المعركة ودفنها بمراسم ملكية مناسبة. من المرجح أن كليوباترا البالغة من العمر 14 عامًا آنذاك قد رافقت الحملة الرومانية إلى مصر، اعترف أنطوني بعد سنوات أنه وقع في حبها في هذا الوقت.

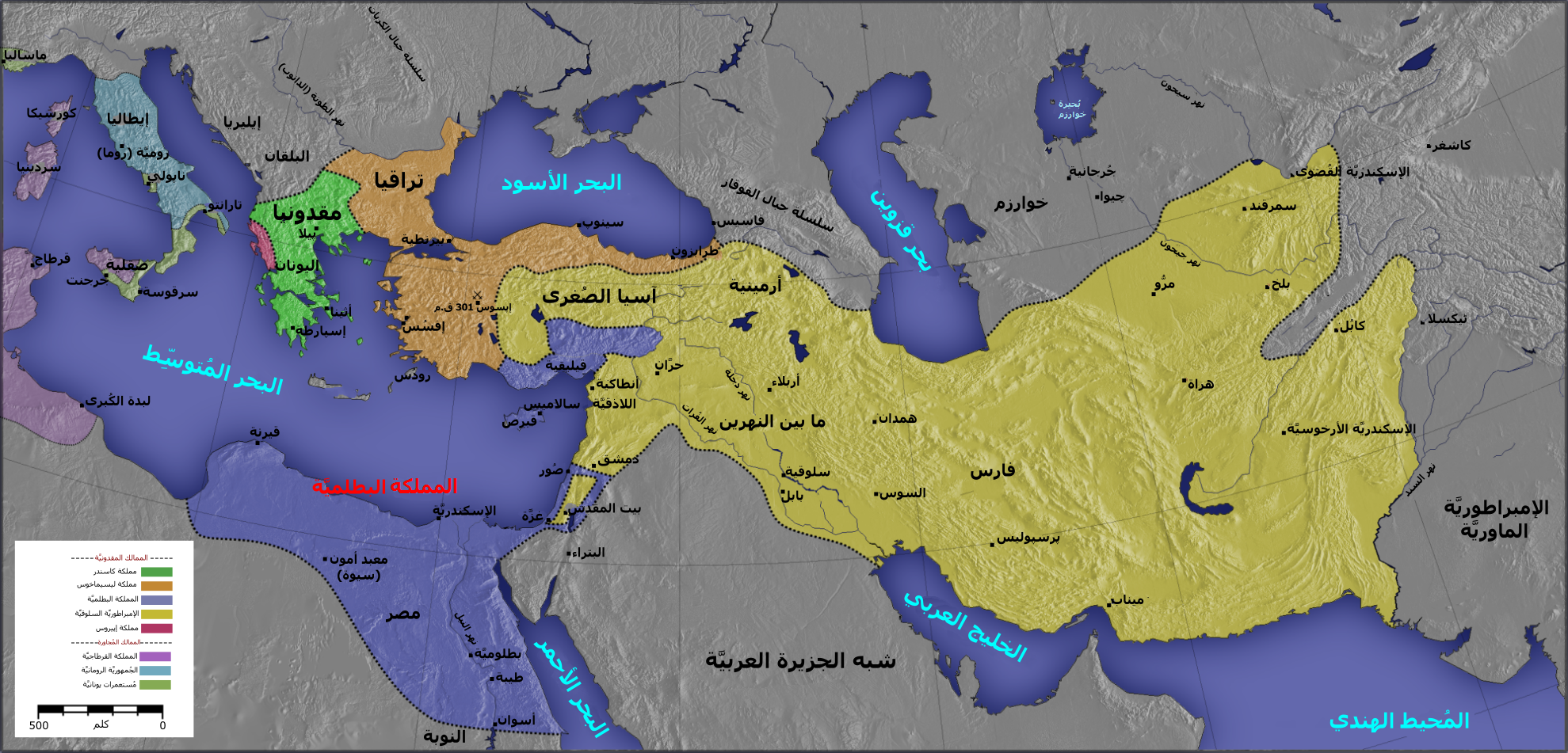
الحواضر الهلنستية الرئيسية في قرابة عام 300 قبل الميلاد؛ المملكة البطلمية (بالأزرق الداكن) والإمبراطورية السلوقية (بالأصفر).

قُدِّم جابينيوس للمحاكمة في روما بتهمة إساءة استخدامه لسلطته ولكن نال حكم البراءة في النهاية، لاحقًا قُدِّم للمحاكمة مرة ثانية بتهمة قبوله للرشاوى مما أدى إلى نفيه. استدعاه قيصر عام 48 قبل الميلاد بعد قضائه سبع سنوات في المنفى. حل كراسوس مكانه حاكمًا لسوريا ووسع قيادته الإقليمية إلى مصر، لكنه قُتل على يد البارثيين في معركة كارهاي سنة 53 قبل الميلاد. أمر بطليموس الثاني عشر بإعدام برينيكي الرابعة وحلفائها الأثرياء وصادر ممتلكاتهم، وسمح لحامية جابينيوس العسكرية المكونة من أفراد من شعب الجرمان والغاليون بمضايقة الناس في شوارع الإسكندرية وعين صديقه المصرفي الروماني جايوس رابيريوس بوستوموس الذي يثق به مديرًا ماليًا له.
وُضع بوستوموس في غضون عام تحت الحجز الوقائي وأعيد إلى روما بعد أن أصبحت حياته معرضة للخطر بسبب استنزاف الموارد في مصر، وبالرغم من هذه المشكلات، صاغ بطليموس الثاني عشر وصية أعلن فيها أن كليوباترا وبطليموس الثالث عشر هما ورثته، وأشرف على مشاريع البناء الكبرى مثل معبد إدفو ومعبد آخر في دندرة، وعمل على استقرار الاقتصاد. في 31 مايو 52 قبل الميلاد، أصبحت كليوباترا وصية على عرش بطليموس الثاني عشر، وهذا يتضح من النقش الذي اكتُشف في معبد حتحور في دندرة. لم يكن بوستوموس قادرًا على تحصيل كامل ديون بطليموس الثاني عشر بحلول وقت وفاة الأخير، نتيجة لذلك ورثت كليوباترا وبطليموس الثالث عشر هذه الديون.

### اعتلاء العرش

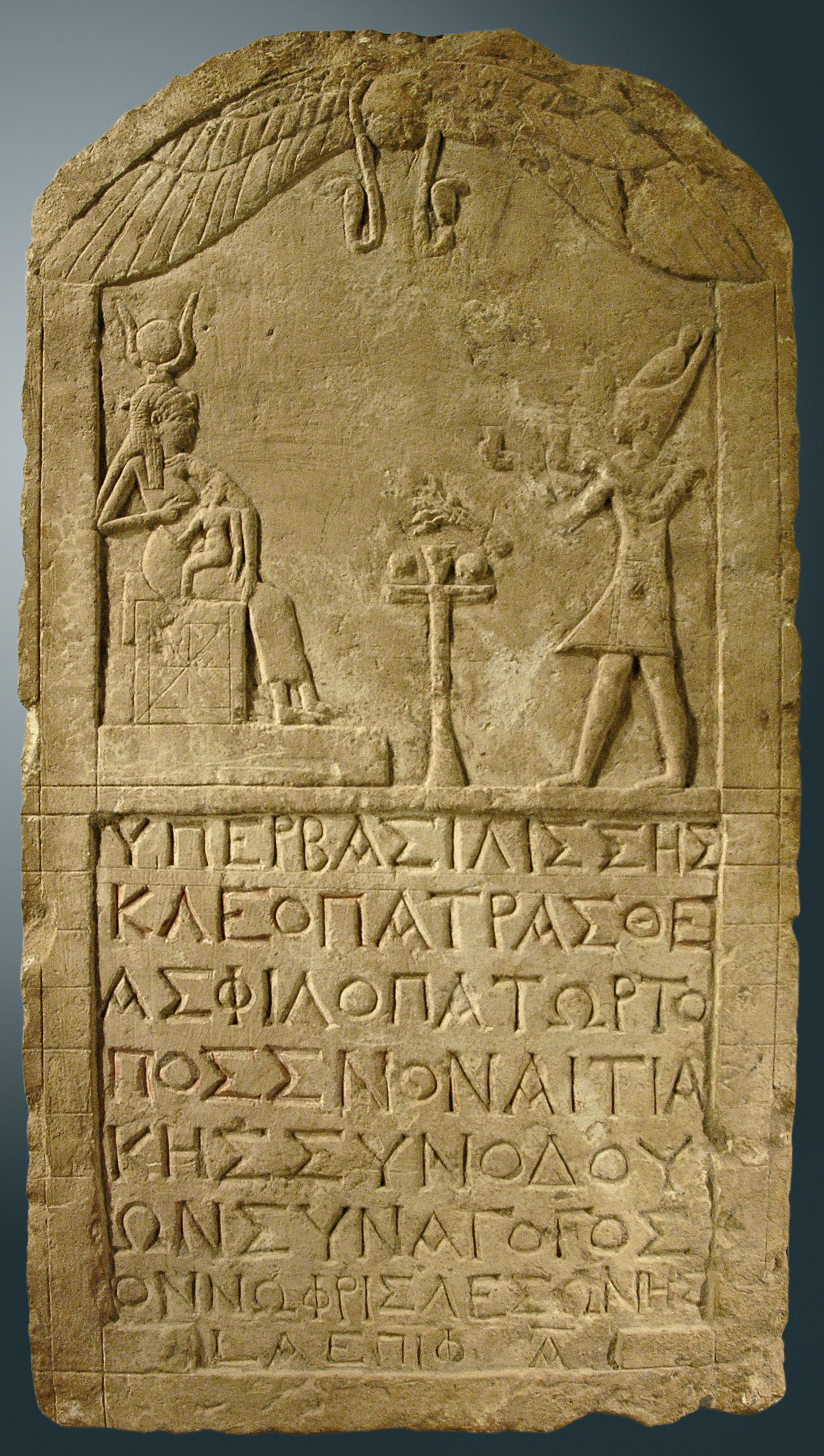
شاهد من الحجر الجيري لكليوباترا السابعة ملكة مصر وهي ترتدي زي فرعون وتقدم القرابين لإيزيس (51 قبل الميلاد).

توفي بطليموس الثاني عشر في وقت ما قبل 22 مارس سنة 51 قبل الميلاد. وبعد وقت قصير من توليها الحكم، انطلقت كليوباترا في رحلة إلى مدينة أرمنت الواقعة بالقرب من طيبة للمشاركة في احتفالات تنصيب ثور بوخيس، وهو كيان مقدس يحظى بالتبجيل كوسيط للإله منتو في الديانة المصرية القديمة. واجهت كليوباترا العديد من القضايا الملحة والطارئة بعد فترة وجيزة من توليها العرش، شمل ذلك المجاعة الشديدة الناجمة عن الجفاف وانخفاض مستوى فيضانات النيل السنوية والسلوك الخارج عن القانون والفوضى التي حرّض عليها مقاتلو جابينياني وهم الجنود الرومان العاطلون عن العمل الذين تركهم أولوس جابينيوس لحامية مصر. ورثت كليوباترا ديون والدها، وكانت مدينة للجمهورية الرومانية بمبلغ 17.5 مليون دراخما.
أرسل حاكم سوريا ماركوس كالبورنيوس بيبولوس ولديه الأكبرين إلى مصر عام 50 قبل الميلاد، على الأرجح للتفاوض مع الجابينياني وتجنيدهم للدفاع اليائس عن سوريا ضد البارثيين. لكن الجابينياني اعتقلوهما وعذبوهما وقتلوهما في النهاية، ربما بدعم سري من كبار المسؤولين المارقين في بلاط كليوباترا. قبضت كليوباترا على الجناة الجابينياني وأرسلتهم إلى بيبولوس كأسرى في انتظار أن يُصدر حكمه عليهم، لكن بيبولوس أعادهم إلى كليوباترا ووبخها لتدخلها في قضيتهم كونها من اختصاص مجلس الشيوخ الروماني. فشل بيبولوس الذي وقف إلى جانب بومبيوس في حرب قيصر الأهلية في منع قيصر من إنزال أسطول بحري في اليونان، مما سمح لقيصر في النهاية بالوصول إلى مصر لملاحقة بومبيوس.
بدأت السجلات الرسمية تشير إلى كليوباترا كحاكم وحيد بحلول 29 أغسطس 51 قبل الميلاد، مما يشير لرفضها مشاركة شقيقها بطليموس الثالث في الحكم. من المرجح أنها تزوجته، لكن لا أحد يثبت ذلك في السجلات. أصبح زواج الأخوة عادة بطلمية شائعة خلال حكم بطليموس الثاني وشقيقته أرسينوي الثانية، كره الإغريق القدماء هذه العادة الملكية المصرية القديمة، ولكن بحلول عصر كليوباترا كان يُنظر إليها على أنها عادة نموذجية للملوك البطالمة.
على الرغم من رفض كليوباترا الاعتراف به حاكمًا مشاركًا، حافظ بطليموس الثالث عشر على قاعدة دعم قوية، لا سيما بين الشخصيات المؤثرة مثل بوثينوس معلمه والوصي عليه ومدير ممتلكاته في طفولته. تآمر أيضًا ضد كليوباترا بعض الشخصيات النافذة مثل أخيلاس القائد العسكري البارز، و ثيودوت وهو معلم آخر لبطليموس الثالث عشر. حاولت كليوباترا لفترة وجيزة تشكيل تحالف مع شقيقها الآخر بطليموس الرابع عشر، ولكن بحلول خريف عام 50 قبل الميلاد، اكتسب بطليموس الثالث عشر اليد العليا في الصراع على السلطة، فبدأ بتوقيع الوثائق باسمه الخاص قبل اسم كليوباترا وأسس أول تأريخ لبدايه حكمه في عام 49 قبل الميلاد، مما يشير إلى تزايد سلطته وسيطرته على المملكة.

### اغتيال بومبيوس

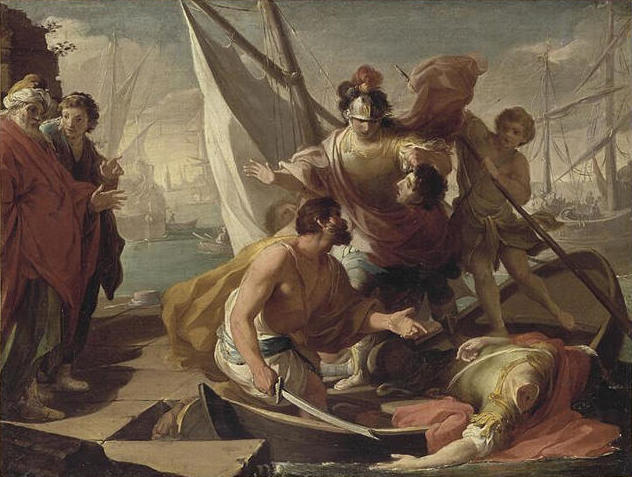
لوحة اغتيال بومبيوس ويظهر فيها رأسه مقطوعًا.

كانت كليوباترا وقواتها في صيف عام 49 قبل الميلاد لا تزال تقاتل ضد بطليموس الثالث عشر داخل الإسكندرية، خلال هذا الوقت وصل جنايوس بومبيوس (ابن بومبيوس) ناشدًا المساعدة العسكرية نيابة عن والده. عاد قيصر إلى إيطاليا في يناير عام 49 قبل الميلاد بعد أن انتهى من حملاته في بلاد الغال واجتياز الروبيكوني، وأجبر بومبيوس وأنصاره على الفرار إلى اليونان. وافقت كليوباترا وبطليموس الثالث عشر (ربما في مرسومهما المشترك الأخير) على طلب جنايوس بومبيوس فأرسلوا لوالده 60 سفينة و500 جندي بما في ذلك مجموعة المقاتلين (جابينياني)، وهي خطوة ساعدت في محو بعض الديون المستحقة لروما. اضطرت كليوباترا بعد خسارة القتال ضد شقيقها إلى الفرار من الإسكندرية والانسحاب إلى منطقة طيبة. وسافرت بحلول ربيع عام 48 قبل الميلاد إلى سوريا الرومانية برفقة أختها الصغرى أرسينوي الرابعة لحشد قوة عسكرية والعودة بها إلى مصر، لكن قوات شقيقها منعتها من التقدم نحو الإسكندرية، بما في ذلك بعض مقاتلي الجابينياني الذين حُشدوا للقتال ضدها، نتيجة لذلك أقامت كليوباترا معسكرًا خارج بيلوسيون في شرق دلتا النيل.
اشتبكت قوات قيصر وبومبيوس في 9 أغسطس 48 قبل الميلاد في معركة فارسالوس الحاسمة في اليونان، نتج عن هذه المواجهة العنيفة هزيمة مدمرة لجيش بومبيوس مما أجبره على الانسحاب والهروب القسري إلى مدينة صور بلبنان. اتخذ بومبيوس قرارًا باللجوء إلى مصر بسبب علاقاته الوثيقة مع سلالة البطالمة الحاكمة، معتقدًا أنه يمكنه إعادة تجميع قواته والحصول على الدعم هناك. ومع ذلك، خشي مستشارو بطليموس الثالث عشر من استخدام بومبيوس لمصر كقاعدة له في حرب أهلية رومانية طويلة الأمد، فابتكر ثيودوت خطة لاغتيال بومبيوس فبعث إليه برسالة يدعوه فيها إلى القدوم، وحين وصل بومبيوس في 28 سبتمبر 48 قبل الميلاد على متن سفينة وعند اقترابه من بيلوسيون نُصب له كمين وطُعن حتى الموت. أرسل بطليموس الثالث عشر (في محاولة لإظهار قوته ونزع فتيل الأزمة) رأس بومبيوس مقطوعًا ومحنطًا إلى قيصر الذي وصل إلى الإسكندرية أوائل أكتوبر وأقام في القصر الملكي. أعرب قيصر عن حزنه وغضبه لمقتل بومبيوس ودعا بطليموس الثالث عشر وكليوباترا إلى حل قواتهما والتصالح مع بعضهما.

### العلاقة مع يوليوس قيصر

لوحة من القرن التاسع عشر تصور استسلام فرسن جتريكس (ملك الغال) ليوليوس قيصر.

وصل بطليموس الثالث عشر إلى الإسكندرية على رأس جيشه متحديًا أمر قيصر بحل الجيش والمغادرة مع قواته قبل وصوله. في البداية أرسلت كليوباترا مبعوثين إلى قيصر، وبعد أن بلغها بأنه يميل إلى إقامة علاقات مع النساء الملكيات، سافرت إلى الإسكندرية لرؤيته شخصيًا. وفقًا للمؤرخ كاسيوس ديو فقد عزمت على المضي بهذه الرحلة دون إبلاغ شقيقها وارتدت ملابس أنيقة وسحرت قيصر بذكائها. في حين يذكر المؤرخ بلوطرخس رواية مختلفة تمامًا يقول فيها أن كليوباترا كانت مخبأة داخل كيس وهُرِّبَت سرًّا إلى القصر لمقابلة قيصر.

عندما علم بطليموس الثالث عشر بأن شقيقته كليوباترا داخل القصر مع قيصر، سعى إلى إثارة سكان الإسكندرية ودفعهم للقيام بأعمال شغب واضطرابات، لكن قيصر اعتقله واستخدم مهاراته الخطابية المقنعة لتهدئة الحشد الغاضب، لاحقًا دعا قيصر كليوباترا وبطليموس الثالث عشر للمثول أمام مجلس الإسكندرية، وكشف عن وصية مكتوبة مخفية لأبيهما بطليموس الثاني عشر (كانت في حوزة بومبيوس سابقًا) تنص على تسمية كليوباترا وبطليموس الثالث عشر وريثين مشتركين للعرش، ثم حاول قيصر أن يرتب للأخوين الآخرين أرسينوي الرابعة وبطليموس الرابع عشر ليحكما على قبرص حكمًا مشتركًا، وبذلك إزاحة المطالبين المنافسين المحتملين للعرش المصري واسترضاء الرعايا البطالمة الذين كانوا يشعرون بالحسرة بسبب خسارة قبرص للرومان عام 58 قبل الميلاد.

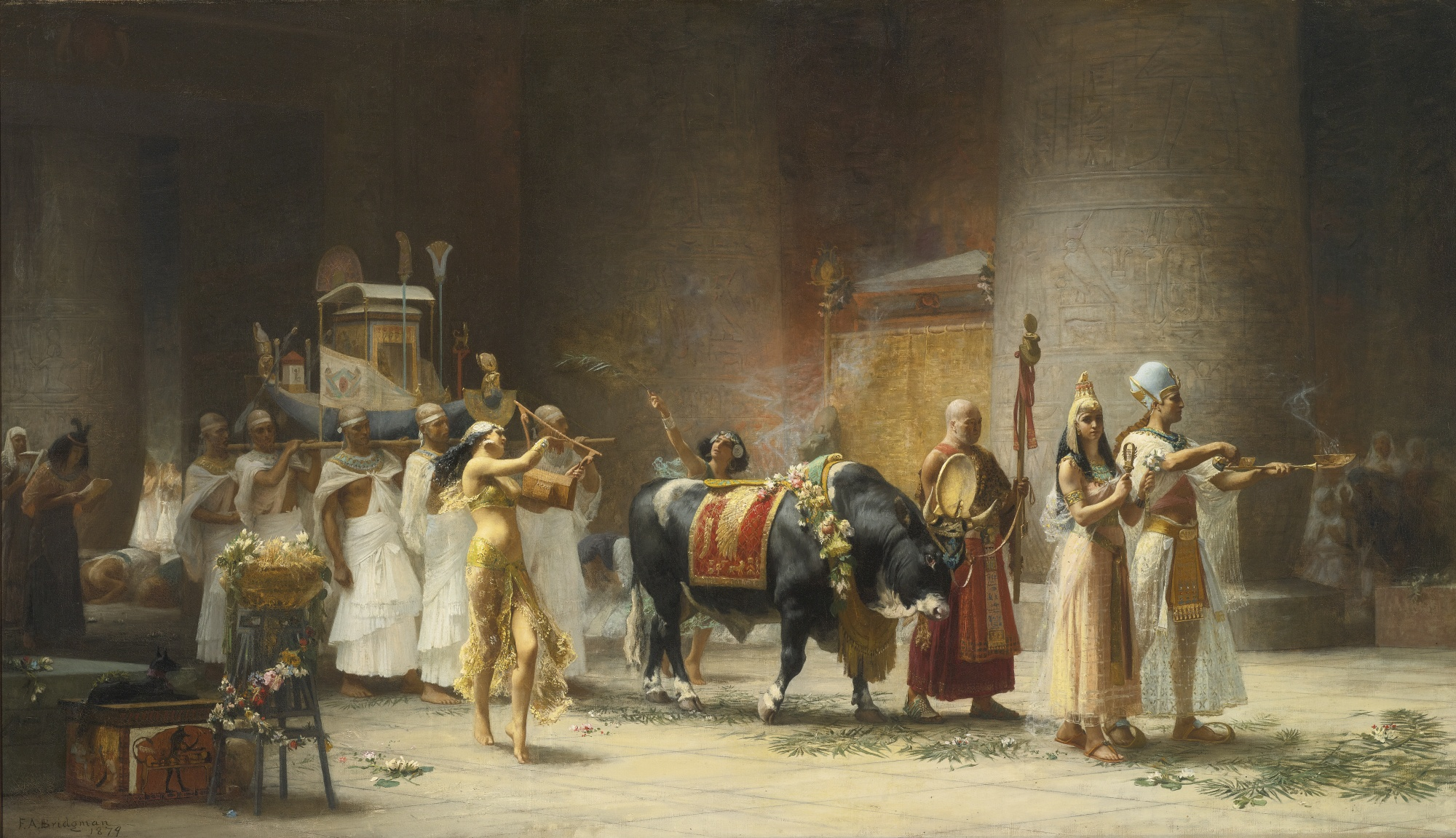
لوحة موكب الثور أبيس، بريشة الفنان فردريك أرثر برديجمان، 1879

شعر بوثينوس بأن هذه الوصية قد فضلت كليوباترا على بطليموس الثالث عشر، فقرر تشكيل قوة عسكرية للزحف إلى الإسكندرية ومحاربة قيصر وكليوباترا، ونصَّب أخيلاس قائدًا لهذه القوات مرجحًا أن جيش بطليموس الثالث عشر المكون من 20 ألف جندي بما فيهم مقاتلي الجابينياني يمكن أن يهزم جيش قيصر المكون من 4000 جندي غير مدعوم، لكن قيصر ألقى القبض على بوثينوس وأعدمه فتغير مسار الأحداث، ثم تحالفت أرسينوي الرابعة مع أخيلاس ونُِّصبت ملكة، وبعد فترة وجيزة قتل معلمها غانيمديس القائد أخيلاس ونصب نفسه مكانه قائدًا لجيش أرسينوي الرابعة. لاحقًا استخدم غانيمديس حيلة ذكية لخداع قيصر، إذ طلب منه السماح لبطليموس الثالث عشر الذي كان أسيرًا آنذاك بالقدوم والمشاركة في المفاوضات، لكن غرضه الحقيقي كان اقناع بطليموس الثالث عشر بالإنضمام إلى جيش أرسينوي الرابعة. وبالفعل خان بطليموس الثالث عشر ثقة قيصر وانضم إلى جيش أرسينوي الرابعة. أدى هذا التحول في الأحداث إلى إطالة أمد الحصار على القصر الذي كانت كليوباترا وقيصر محاصرين معًا داخله، استمر هذا الحصار حتى عام 47 قبل الميلاد.

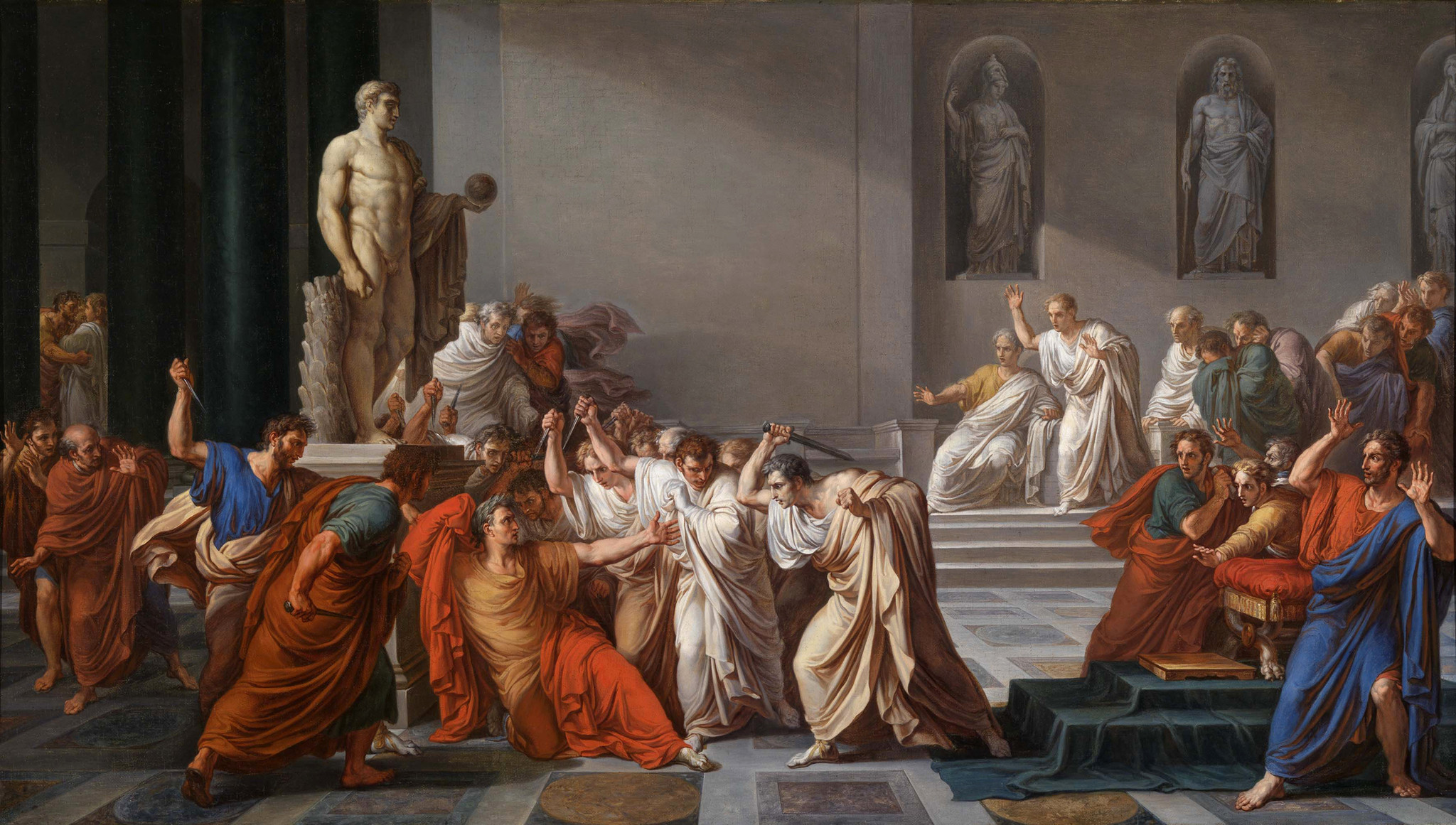
لوحة وفاة يوليوس قيصر بريشة الفنان فينسينزو كاموتشيني 1805.

وصلت تعزيزات عسكرية لدعم قيصر في وقت ما بين يناير ومارس من عام 47 قبل الميلاد، بما في ذلك القوات التي يقودها ميثريداتس بيرغامون وأنتيباتر الأدومي. سحب بطليموس الثالث عشر وأرسينوي الرابعة قواتهما إلى نهر النيل حين بدأ قيصر بالهجوم عليهما، استقل بطليموس الثالث عشر قاربًا في محاولة يائسة للهرب لكنه انقلب وغرق. من المرجح أن غانيمديس قد قتل في هذه المعركة، وعُثر على ثيودوت بعد سنوات في آسيا على يد ماركوس جونيوس بروتوس وأعدم، أما أرسينوي الرابعة فقد قُبض عليها وأُرسلت إلى روما لشارك قسرًا في عرض انتصار قيصر في روما ثم نفيت لاحقًا إلى معبد أرتميس في أفسس. كانت كليوباترا غائبة غيابًا واضحًا عن هذه الأحداث ومقيمة في القصر، على الأرجح لأنها كانت حاملًا بطفل قيصر منذ 48 سبتمبر قبل الميلاد.

انتهت فترة ولاية قيصر كقنصل في نهاية عام 48 ق.م. ومع ذلك ساهم أنطوني الذي كان أحد ضباطه في تعيين قيصر في منصب ديكتاتور وهو المنصب الذي شغله مدة عام تقريبا (حتى أكتوبر 47 قبل الميلاد)، مما منح قيصر السلطة القانونية لتسوية النزاع الأسري في مصر. وخوفًا من تكرار الخطأ السابق الذي ارتكبه مع برينيكي الرابعة (أخت كليوباترا) التي حكمت باعتبارها العاهل الأنثى الوحيدة، كان قيصر أكثر حذرًا هذه المرة، إذ عين بطليموس الرابع عشر (شقيق كليوباترا) البالغ من العمر 12 عامًا حاكمًا مشاركًا، ورتب له الزواج من كليوباترا البالغة من العمر 22 عامًا زواجًا رمزيًا. ومع ذلك ظلت كليوباترا تقيم خصوصًا مع قيصر. التاريخ الدقيق الذي عادت فيه قبرص إلى سيطرة كليوباترا غير معروف، على الرغم من أنها عينت حاكمًا هناك بحلول عام 42 قبل الميلاد.

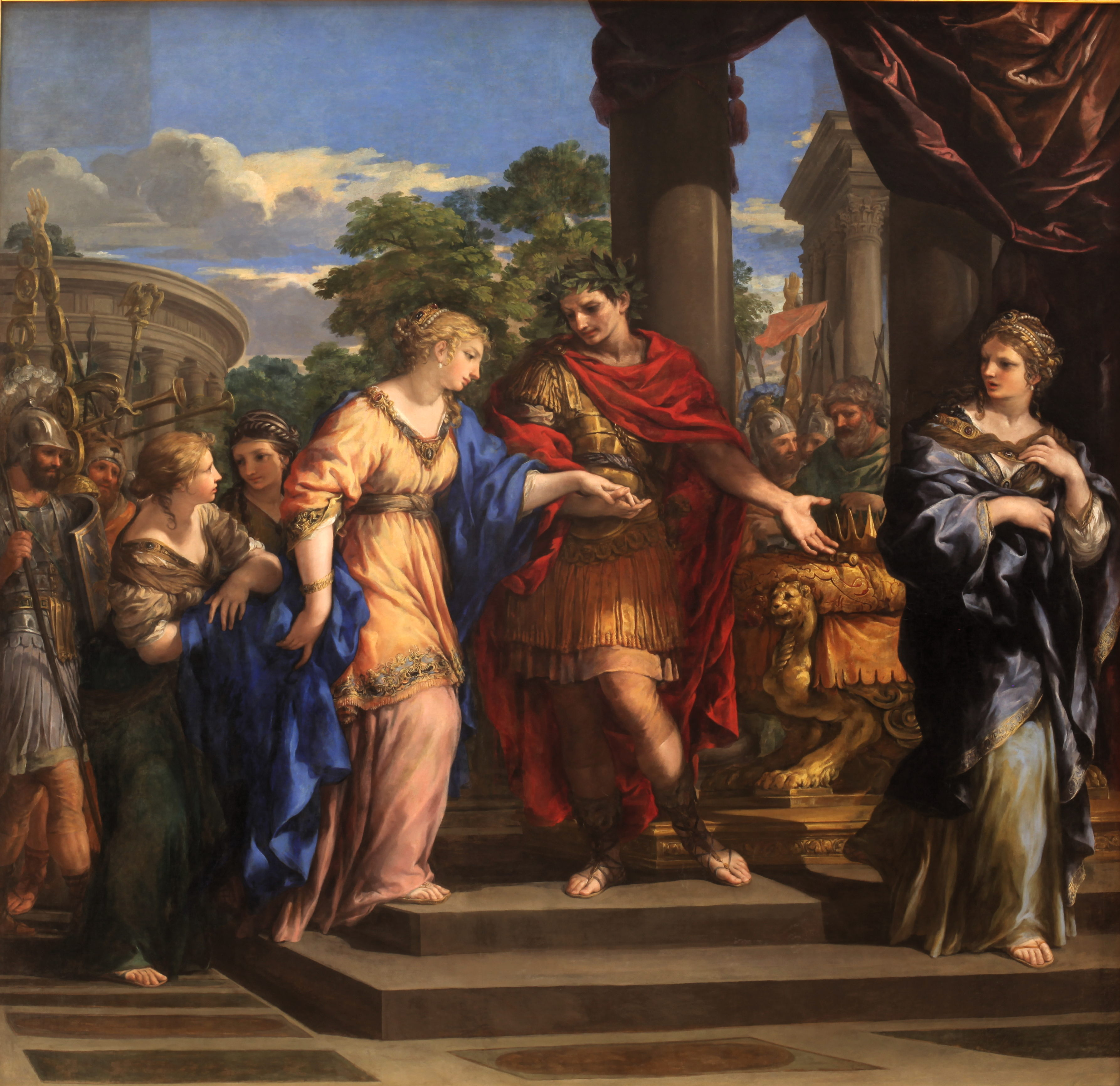
قيصر ينصب كليوباترا ملكة على عرش مصر.

يُزعم أن قيصر انضم إلى كليوباترا في رحلة بحرية عبر نهر النيل لمشاهدة المعالم الأثرية المصرية، قد تعكس هذه القصة الرومانسية ميول الأثرياء الرومان اللاحقين وليست بالضرورة أن تكون حدثًا تاريخيًا حقيقيًا. قدم المؤرخ سوتونيوس تفاصيل كثيرة حول هذه الرحلة بما في ذلك استخدام (الثالاميغوس)، وهي بارجة ترفيهية بناها بطليموس الرابع بلغ طولها 90 مترًا (300 قدم) وارتفاعها 24 مترًا (80 قدمًا) واحتوت على غرف طعام وغرف رسمية ومزارات مقدسة ومتنزهات على طابقيها وكانت أشبه بفيلا عائمة. من الممكن أن يكون اهتمام قيصر بالرحلة النيلية هو بسبب شغفه بالجغرافيا؛ إذ كان يقرأ جيدًا أعمال إراتوستينس وبيثياس، وربما أراد اكتشاف منبع نهر النيل، لكنه عاد قبل أن يصل إلى إثيوبيا.
غادر قيصر مصر قرابة أبريل 47 قبل الميلاد بدعوى مواجهة فارناسيس الثاني ملك بونتوس ابن ميثريداتس السادس الذي كان يثير المشكلات لروما في الأناضول. من المرجح أن قيصر (المتزوج من المرأة الرومانية البارزة كالبورنيا) قد سعى أيضًا إلى تجنب الظهور مع كليوباترا عندما أنجبت ابنهما. ترك قيصر في مصر ثلاثة فيالق وزادت فيما بعد إلى أربعة، ووضعت هذه الفيالق تحت قيادة المعتوق روفيو، بهدف حماية وضع كليوباترا غير المستقر، وربما أيضًا لإبقاء أنشطتها تحت السيطرة والمراقبة.
وُلد قيصريون الطفل المزعوم لكليوباترا وقيصر في 23 يونيو 47 قبل الميلاد وكان اسمه في الأصل (فرعون قيصر) مثلما هو موثق على شاهد عثر عليه في سيرابيوم في سقارة. امتنع قيصر (ربما بسبب زواجه من كالبورنيا التي لم تنجب له أي أطفال في تلك المرحلة) عن الإدلاء بتصريحات عامة حول قيصريون (ولكن ربما اعترف بنسبه في حوارات خاصة). من ناحية أخرى، أصدرت كليوباترا تصريحات رسمية متكررة حول نسب قيصريون، وكانت دائمًا ما تشير إلى قيصر صراحة على أنه والد الطفل.

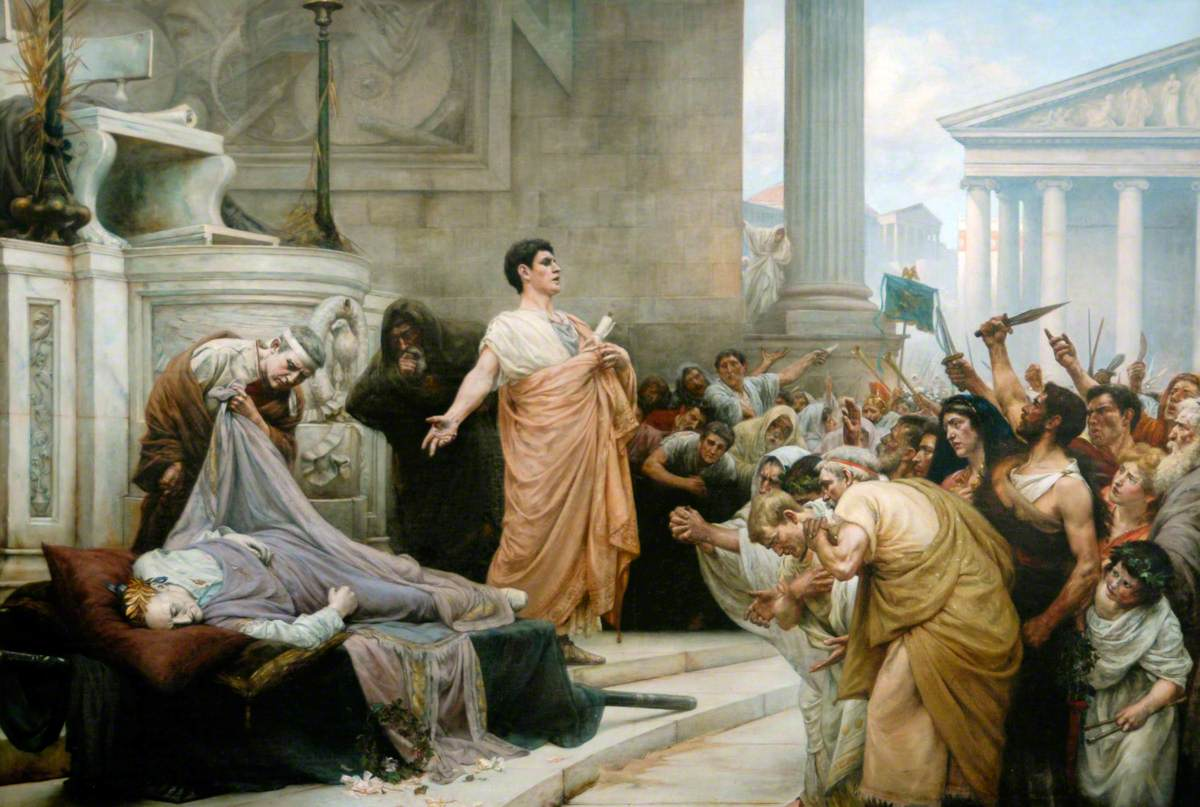
مارك أنطوني يلقي خطبة بعد اغتيال قيصر.

زارت كليوباترا وحاكمها المشترك الإسمي بطليموس الرابع عشر روما في وقت ما في أواخر عام 46 قبل الميلاد دون قيصرون على الأرجح، ومنحا السكن في فيلا قيصر الواقعة داخل هورتي القيصرية، منح قيصر كليوباترا وبطليموس الرابع عشر (كما فعل مع والدهما بطليموس الثاني عشر من قبل) الوضع القانوني «صديقًا وحليفًا للشعب الروماني»، مما جعلهما حكامًا تابعين في الولاء لروما. كان من بين زوار كليوباترا في فيلا قيصر الواقعة بالقرب من نهر التيبر هو السيناتور شيشرون الذي وجد سلوكها متعجرفًا إلى حد ما. لعب سوسيجينيس الإسكندري (أحد أعضاء بلاط كليوباترا) دورًا في مساعدة قيصر في الحسابات اللازمة لتنفيذ التقويم اليولياني الجديد، والذي دخل حيز التنفيذ في 1 يناير 45 قبل الميلاد. كان معبد فينوس جينيتريكس الذي أنشئ في منتدى قيصر في 25 سبتمبر 46 قبل الميلاد يحتوي على تمثال ذهبي لكليوباترا (الذي ظل قائمًا هناك حتى القرن الثالث الميلادي على الأقل)، ربط هذا التمثال بين كليوباترا مباشرة بالإلهة فينوس التي كانت تعتبر أم الشعب الروماني. بالإضافة إلى ذلك، ربط التمثال بين الإلهة المصرية إيزيس والدين الروماني.
من المرجح أن وجود كليوباترا في روما كان له تأثير على الأحداث التي وقعت في مهرجان لوبركاليا الذي أقيم قبل شهر من اغتيال قيصر. خلال المهرجان، حاول أنطوني وضع إكليل ملكي على رأس قيصر، لكن الأخير رفض فيما كان على الأرجح عرضًا مسرحيًا، ربما كان يهدف إلى تقييم مدى تقبل الجمهور الروماني لفكرة اعتناق ملكية على الطراز الهلنستي. استفسر شيشرون الذي كان حاضرًا في المهرجان ساخرًا عن أصل الإكليل، في إشارة واضحة إلى الملكة البطلمية كليوباترا التي كان يمقتها.
اغتيل قيصر في منتصف شهر مارس (15 مارس 44 ق.م.)، ومع ذلك ظلت كليوباترا مقيمة في روما حتى منتصف أبريل تقريبًا على أمل يائس بالحصول على اعتراف بقيصرون كوريث لعرش قيصر. ومع ذلك، فإن وصية قيصر أشارت إلى حفيده أوكتافيان باعتباره الوريث الأساسي. وصل أوكتافيان بعد ذلك إلى إيطاليا في نفس الوقت تقريبًا الذي قررت فيه كليوباترا العودة إلى مصر. وبعد بضعة أشهر، قتلت كليوباترا شقيقها بطليموس الرابع عشر بالسم، ورفعت ابنها قيصريون ليكون حاكمًا مشاركًا لها.

### كليوباترا في الحرب الأهلية للأحرار
شكل أوكتافيان وأنطوني وماركوس أميليوس ليبيدوس الحكومة الثلاثية الثانية في عام 43 قبل الميلاد، وانتُخب كل منهم مدة خمس سنوات بهدف استعادة النظام في الجمهورية وتقديم قتلة قيصر إلى العدالة. تلقت كليوباترا في هذا الوقت رسائل من غايوس كاسيوس لونغينوس (أحد قتلة قيصر) وبوبليوس كورنيليوس دولابيلا حاكم سوريا الموالي للقياصرة ينشدان المساعدة العسكرية. وردًا على ذلك، أرسلت كليوباترا رسالة إلى غايوس توضح فيها أن مملكتها تواجه العديد من المشكلات الداخلية، مما يجعل من المستحيل عليها تقديم المساعدة العسكرية، بينما أرسلت كليوباترا الجحافل الأربعة التي تركها قيصر في مصر لدعم دولابيلا. لكن غايوس تمكن من الاستيلاء على هذه القوات في فلسطين.

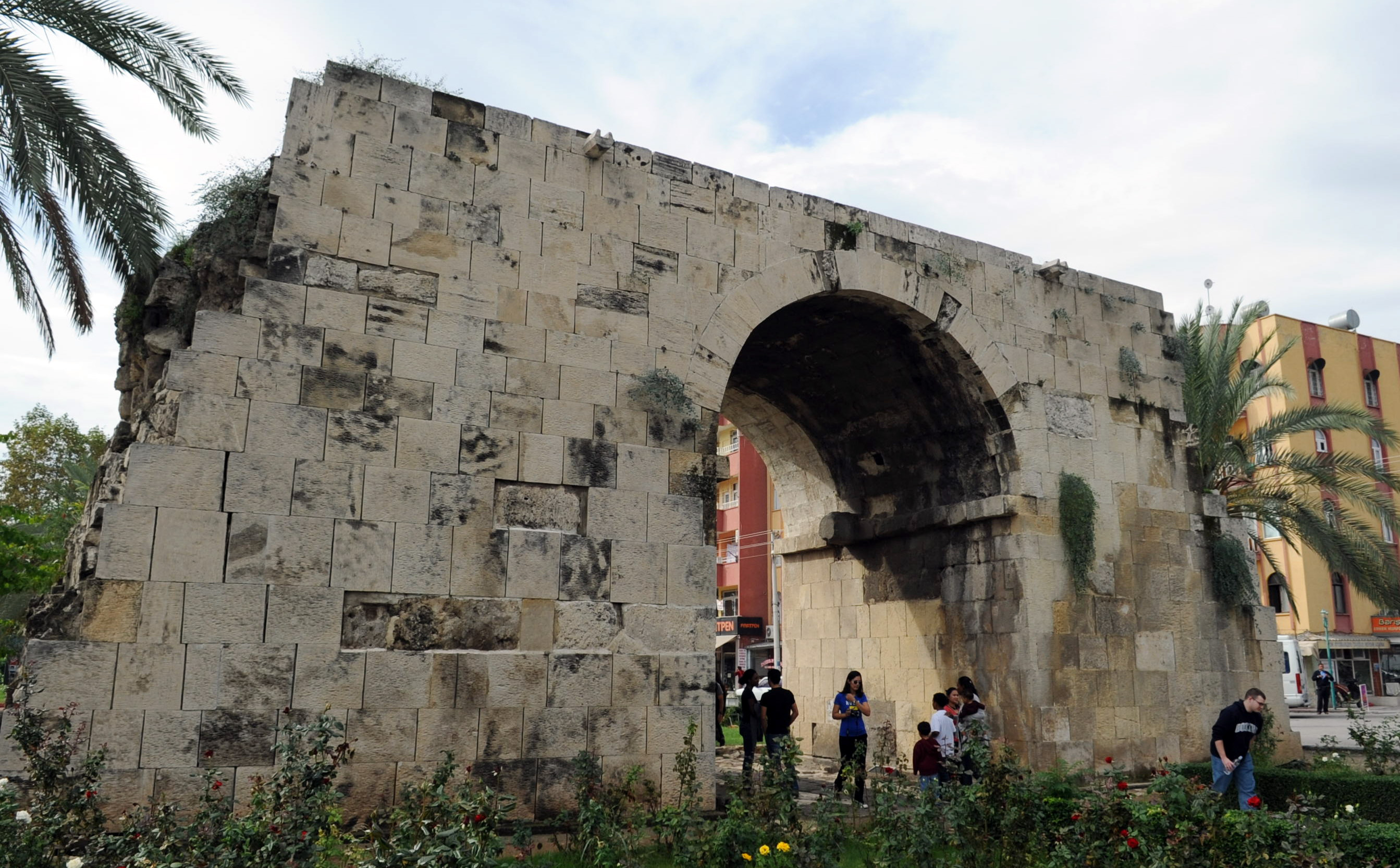
بوابة كليوباترا في طرسوس (مرسين، تركيا)، الموقع الذي التقت فيه كليوباترا بمارك أنطوني عام 41 ق.م.

انشق سيرابيون (حاكم قبرص في عهد كليوباترا) وتحالف مع غايوس وزوده بالسفن، أبحرت كليوباترا بأسطولها الخاص إلى اليونان بهدف تقديم الدعم المباشر لأوكتافيان وأنطوني. لكن سفنها تعرضت لأضرار جسيمة بسبب عاصفة في البحر الأبيض المتوسط فوصلت بعد فوات الأوان للمساعدة في القتال. نجح أنطوني في هزيمة قتلة قيصر في معركة فيليبي في اليونان بحلول خريف عام 42 قبل الميلاد، مما أدى في النهاية إلى انتحار غايوس وماركوس جونيوس بروتوس.
سيطر أوكتافيان بحلول نهاية عام 42 قبل الميلاد على جزء كبير من النصف الغربي من الجمهورية الرومانية بينما سيطر أنطوني على النصف الشرقي، مما أدى إلى تهميش دور ماركوس أميليوس ليبيدوس إلى حد كبير. أنشأ أنطوني في صيف عام 41 قبل الميلاد مقره الرئيسي في طرسوس في الأناضول واستدعى كليوباترا هناك وأرسل لها عدة رسائل، لكنها في كل مرة كانت ترفض القدوم إلى أن أقنعها مبعوث أنطوني كوينتوس ديليوس بالمجيء. سمح هذا الاجتماع لكليوباترا بتوضيح الاعتقاد الخاطئ عنها بأنها دعمت كاسيوس خلال الحرب الأهلية ومعالجة التبادلات الإقليمية في بلاد الشام، لكن أنطوني أيضًا رغب بلا شك في تكوين علاقة رومانسية شخصية معها. أبحرت كليوباترا عبر نهر كيدنوس إلى طرسوس باستخدام الثالاميغوس (مركب عائم)، واستضافت أنطوني وضباطه مدة ليلتين على متن السفينة المليئة بالمآدب الفخمة. نجحت كليوباترا في تبرئة نفسها، موضحة أن نيتها الحقيقية كانت دعم بوبليوس كورنيليوس دولابيلا في سوريا وليس غاسيوس، وأقنعت أنطوني بإعدام أختها المنفية أرسينوي الرابعة في أفسس، وسُلِّم حاكم قبرص المتمرد السابق إلى كليوباترا لإعدامه.

### العلاقة مع مارك أنطوني
وجهت كليوباترا دعوة إلى أنطوني للقدوم إلى مصر قبل مغادرتها لطرسوس، فقبل الدعوة ووصل إلى الإسكندرية في نوفمبر عام 41 قبل الميلاد. قوبل وصوله باستقبال حار من أهل الإسكندرية الذين كانوا يكنون له تقديرًا كبيرًا لجهوده البطولية في إعادة بطليموس الثاني عشر إلى العرش ولقدومه إلى مصر دون قوة احتلال مثلما فعل قيصر. واصل أنطوني في مصر بالاستمتاع بأسلوب الحياة الملكي الفخم الذي شهده على متن سفينة كليوباترا التي رست في طرسوس، بالإضافة إلى ذلك فقد كلف مرؤوسيه ومنهم بوبليوس فينتيديوس باسوس بمهمة طرد البارثيين من الأناضول وسوريا.

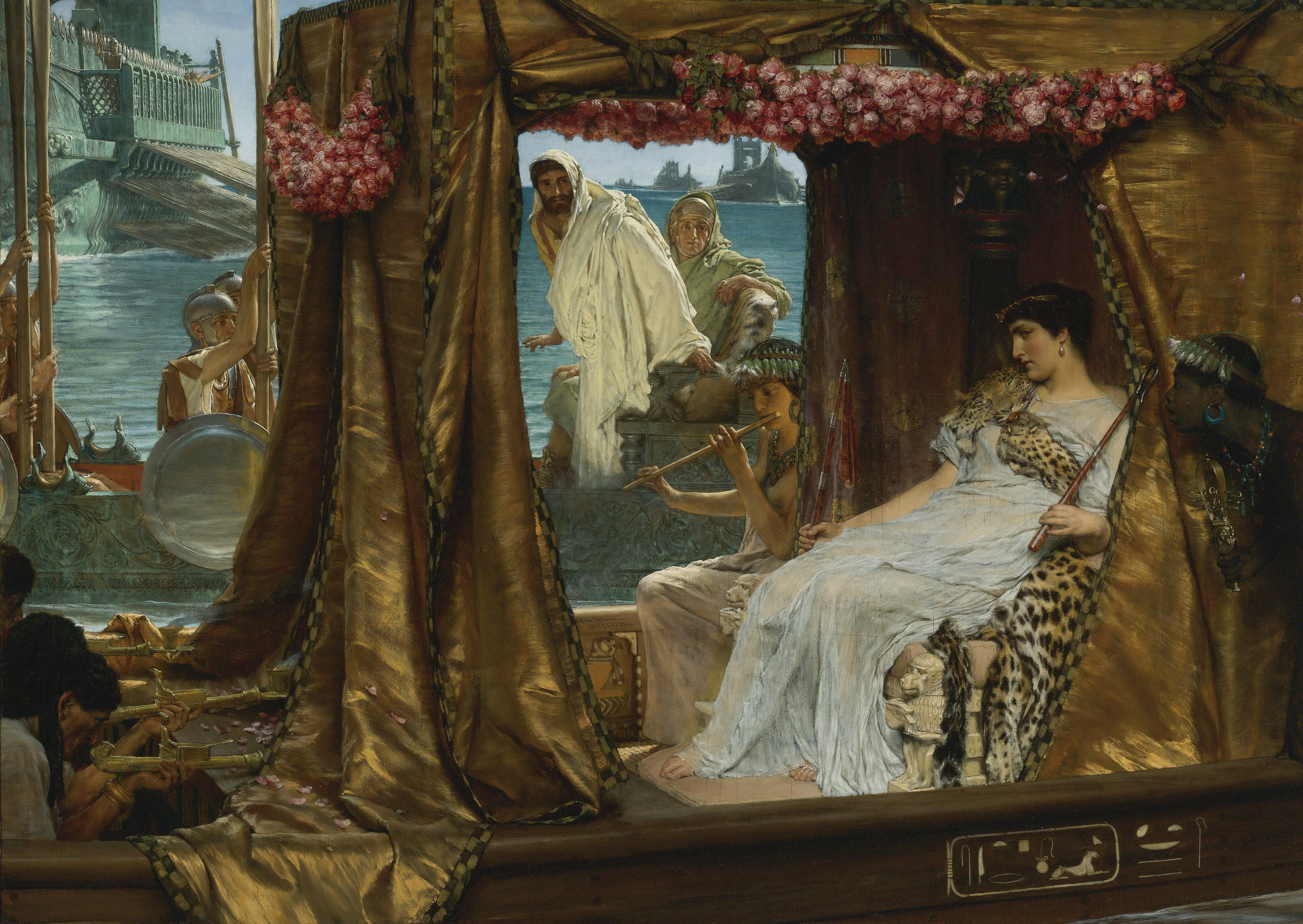
لقاء أنطوني وكليوباترا، 41 ق.م.(لوحة بالألوان الزيتية للرسام لورينس تديما).

اختارت كليوباترا أنطوني بعناية ليكون شريكًا لها في إنجاب المزيد من الورثة، إذ كان يُعتبر أقوى شخصية رومانية بعد وفاة قيصر. وبفضل صلاحياته كحاكم ثلاثي، كان لأنطوني أيضًا سلطة واسعة لاستعادة الأراضي البطلمية السابقة التي أصبحت تحت السيطرة الرومانية وإعادتها إلى كليوباترا. في حين أنه من الواضح أن كلا من قيليقية وقبرص كانتا تحت سيطرة كليوباترا بحلول 19 نوفمبر 38 قبل الميلاد، فمن المحتمل أن استعادة الأراضي قد حدث في وقت سابق في شتاء 41-40 قبل الميلاد خلال الفترة التي قضتها مع أنطوني.
غادر أنطوني مصر بحلول ربيع عام 40 قبل الميلاد بسبب الاضطرابات في سوريا، إذ قُتل حاكمه لوسيوس ديسيديوس ساكسا واستولى كوينتوس لابينوس على جيشه، وهو ضابط سابق في عهد غايوس وكان متحالفًا مع الإمبراطورية البارثية. قدمت كليوباترا لأنطوني 200 سفينة لحملته وكدفعة للأراضي المكتسبة حديثًا. لم تتمكن كليوباترا من رؤية أنطوني مرة أخرى حتى عام 37 قبل الميلاد، لكنها حافظت على المراسلات بينهما، وتشير الأدلة إلى أنها احتفظت بجاسوس في معسكره. أنجبت كليوباترا من أنطوني توأمان بحلول نهاية عام 40 قبل الميلاد: صبي اسمه ألكسندر هيليوس وفتاة اسمها كليوباترا سيليني الثانية، واعترف أنطوني بكلاهما بأنهما أبناؤه. كانت أسماء أبنائهما هيليوس (وتعني الشمس) وسيليني (وتعني القمر) ترمز إلى الوعد بعصر جديد من تجديد المجتمع، وعكست هذه الأسماء رغبة كليوباترا وأملها في أن يكرر أنطوني مآثر الإسكندر الأكبر ويقهر البارثيين.
تعطلت حملة مارك أنطوني البارثية في الشرق بسبب أحداث حرب بيروسين (41-40 قبل الميلاد)، التي بدأتها زوجته الطموحة فولفيا ضد أوكتافيان على أمل جعل زوجها زعيم روما بلا منازع. اقترح البعض أن دافع فولفيا ربما كان إبعاد أنطوني عن كليوباترا، لكن الصراع ظهر في إيطاليا حتى قبل لقاء كليوباترا مع أنطوني في طرسوس. حاصر أوكتافيان فولفيا وشقيق أنطوني لوسيوس أنطونيوس في بيروسيا (بروجة الحديثة، إيطاليا) في نهاية المطاف ونُفيا لاحقًا من إيطاليا، لاحقًا ماتت فولفيا في سيكيون في اليونان أثناء محاولتها الوصول إلى أنطوني. أدى موتها المفاجئ إلى مصالحة بين أوكتافيان وأنطوني في برونديسيوم في إيطاليا في سبتمبر 40 قبل الميلاد. ومع أن الاتفاق في برونديسيوم عزز سيطرة أنطوني على أراضي الجمهورية الرومانية الواقعة شرق البحر الأيوني، إلا أنه نص أيضًا على تنازل أنطوني عن إيطاليا وهسبانيا وبلاد الغال، والزواج من أوكتيفيا الصغرى (شقيقة أوكتافيان) المنافسة المحتملة لكليوباترا.

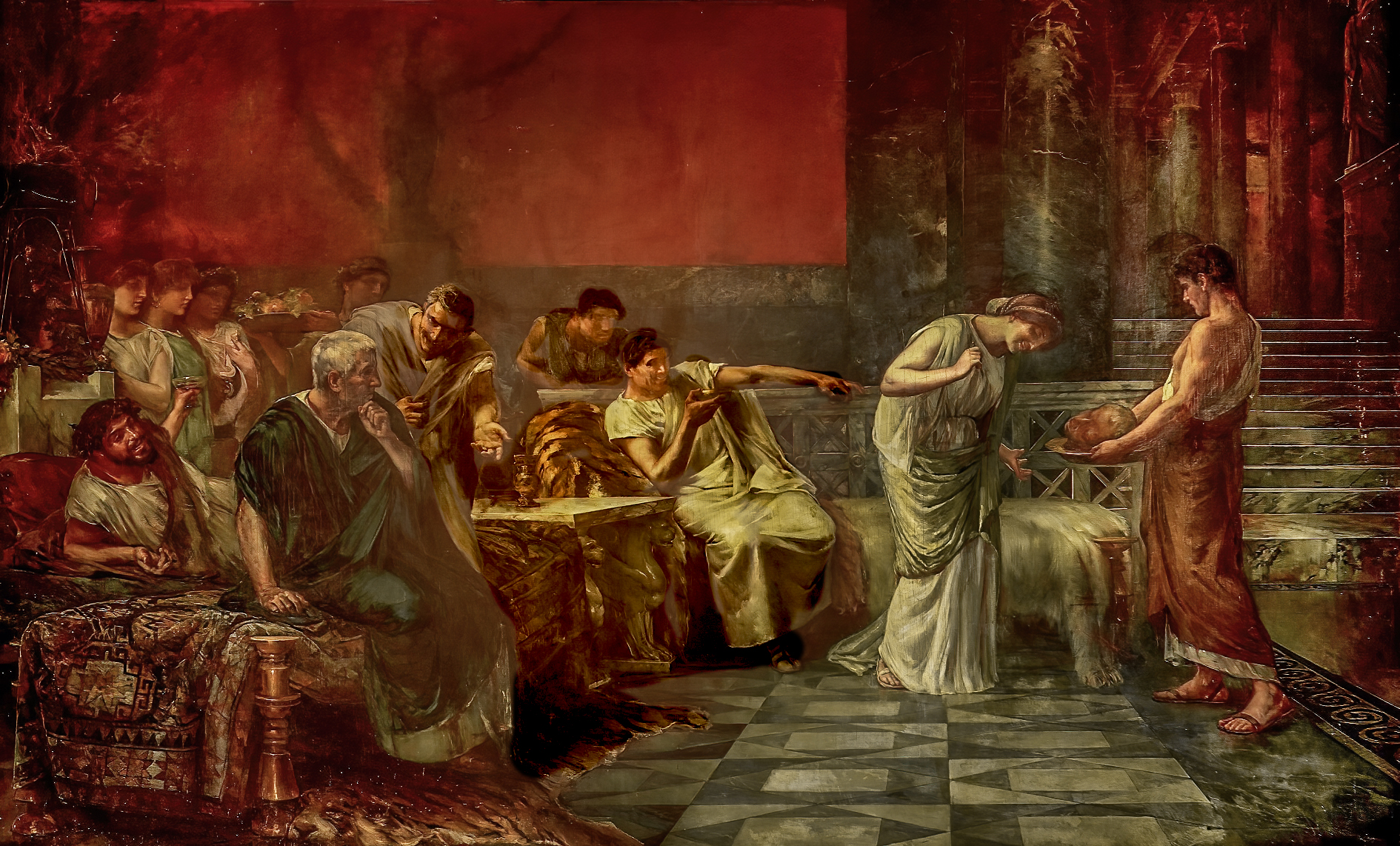
فولفيا (زوجة مارك أنطوني) تقدم الرأس المقطوع للسياسي والخطيب الشهير ماركوس توليوس شيشرون الذي أُعدم عام 43 قبل الميلاد انتقامًا لخطبه العديدة ضد أنطوني.

استقبلت كليوباترا هيرودس في الإسكندرية في ديسمبر 40 قبل الميلاد ضيفًا غير متوقع ولاجئ فر من الوضع المضطرب في يهودا. كان أنطوني قد عين هيرودس في الأصل رئيسًا للربع في المنطقة، لكن سرعان ما وجد هيرودس نفسه في صراع مع أنتيجونوس الحشموني، وهو عضو في سلالة الحشمونائيم العريقة. وكان الأخير قد سجن شقيق هيرودس وزميله فاسيل، الذي أُعدم بينما كان هيرودس هاربًا ويبحث عن ملجأ في بلاط كليوباترا. حاولت كليوباترا تكليف هيرودس بمهمة عسكرية، لكن هيرودس رفض وسافر إلى روما، وهناك عينه الثلاثي أوكتافيان وأنطوني ملكًا على يهودا. وضع هذا الفعل هيرودس على مسار تصادمي مع كليوباترا، التي كانت ترغب في استعادة الأراضي البطلمية السابقة التي شكلت مملكته الهيرودية الجديدة.
من المرجح أن العلاقة بين أنطوني وكليوباترا قد توترت ليس فقط لأنه تزوج أوكتافيا، بل لأنه أنجب منها طفلين أيضًا: أنطونيا الكبرى في عام 39 قبل الميلاد وأنطونيا الصغرى في عام 36 قبل الميلاد، ونقل مقر إقامته إلى أثينا. ومع ذلك، ظل وضع كليوباترا داخل مصر مستقرًا. كان منافسها هيرودس مشغولاً بالحرب الأهلية في يهودا والتي تطلبت مساعدة عسكرية رومانية ثقيلة، لكنه لم يتلق أي مساعدة من كليوباترا. انتهت سلطة أنطوني وأوكتافيان حاكمين ثلاثيين في 1 يناير 37 قبل الميلاد، فرتبت أوكتافيا لاجتماع في تارانتوم، مددت فيه السلطة الثلاثية رسميًا إلى 33 قبل الميلاد.

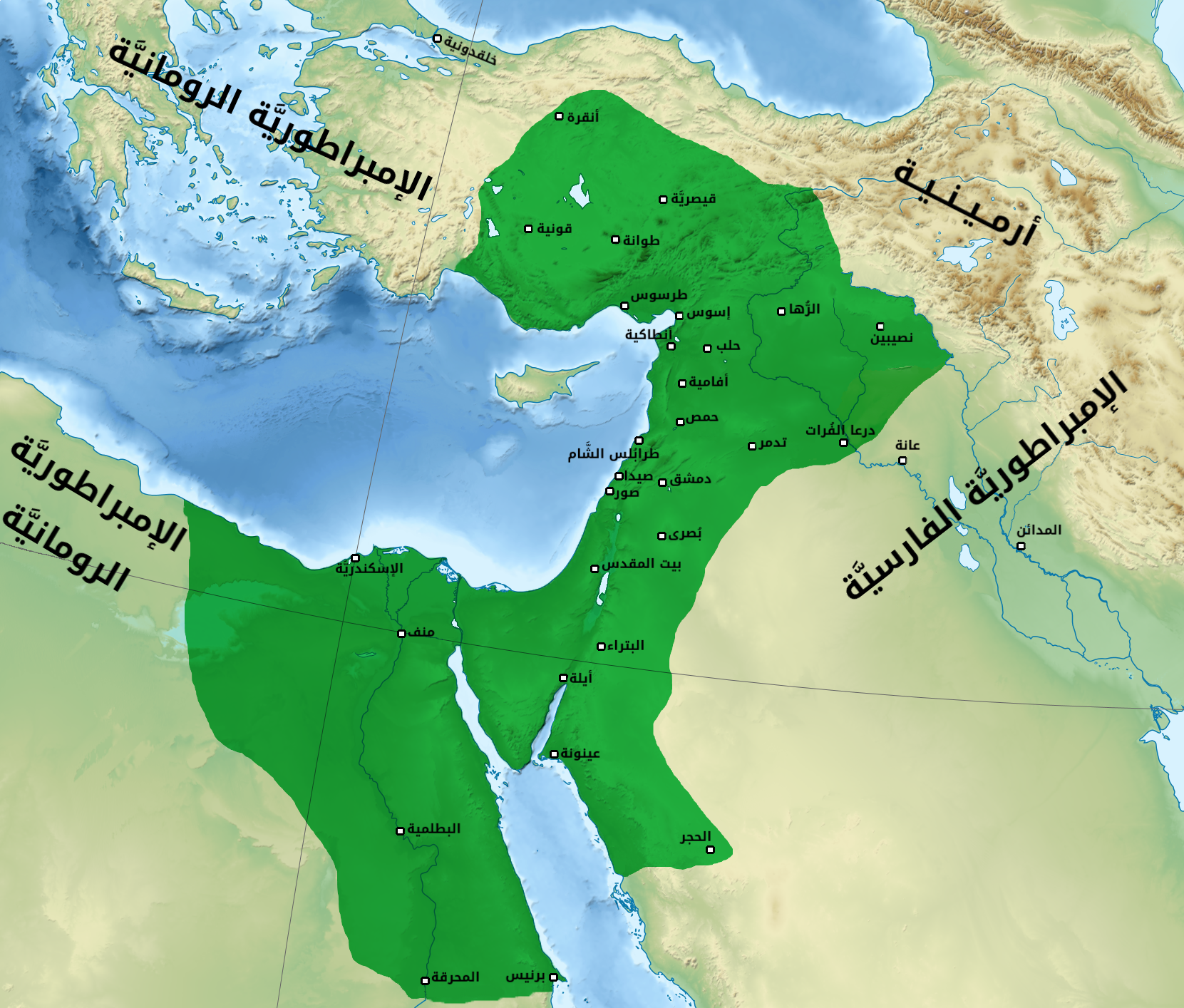
مملكة تدمر في أقصى اتساع لها عام 271 م. ضمت تدمر المقاطعات الرومانية في الشرق: مصر وسوريا وفينيقية وسوريا فلسطين والجزيرة العربية وبلاد ما بين النهرين ومناطق الأناضول حتى أنقرة بما في ذلك غلاطية.

سافر أنطوني إلى أنطاكية مع فيلقين منحهما أوكتافيان وألف جندي أعارتهم أوكتافيا للبدأ بالاستعدادات للحرب ضد البارثيين. استدعى أنطوني كليوباترا إلى أنطاكية لمناقشة بعض القضايا الملحة، بما في ذلك وضع مملكة هيرودس وتأمين الدعم المالي لحملته البارثية القادمة. وصلت كليوباترا برفقة طفليها التوأم البالغين من العمر آنذاك ثلاث سنوات إلى أنطاكية، ورآهما أنطوني للمرة الأولى، ومن المحتمل أنهما حصلا على لقبيهما (هيليوس) و(سيلين) لأول مرة كجزء من خطط أنطوني وكليوباترا الطموحة للمستقبل. ومن أجل تحقيق الاستقرار في الشرق، لم يوسع أنطوني مملكة كليوباترا فحسب، بل أنشأ أيضًا سلالات حاكمة جديدة وحكامًا تابعين كي يظلوا موالين له حتى بعد وفاته.
وفقًا لهذا الترتيب، حصلت كليوباترا على مناطق بطلمية سابقة شاسعة في بلاد الشام، وشمل ذلك تقريبًا كل فينيقيا (لبنان) باستثناء صور وصيدا اللتان ظلتا تحت السيطرة الرومانية. واستحوذت كليوباترا على بطليموس عكا (عكا الحديثة) وهي المدينة التي أنشأها بطليموس الثاني. ونظرًا لعلاقات أسلافها مع السلوقيين، مُنحت كليوباترا منطقة سوريا الجوفاء على طول نهر العاصي العلوي. علاوة على ذلك، حصلت على المنطقة المحيطة بأريحا في فلسطين، لكنها أعادت هذه المنطقة إلى هيرودس. مُنحت كليوباترا أيضًا جزءًا من المملكة النبطية حول خليج العقبة على البحر الأحمر على حساب الملك النبطي ماليخوس الأول (ابن عم هيرودس)، بما في ذلك إيلانا (العقبة، الأردن). وإلى الغرب مُنحت كليوباترا قورينا على طول الساحل الليبي، بالإضافة إلى إيتانوس وأولوس في جزيرة كريت الرومانية. وعلى الرغم من استمرار إدارة المسؤولين الرومان لهذه الأراضي، إلا أنها أغنت مملكة كليوباترا وقادتها إلى تدشين حقبة جديدة وهو ما يتضح من عملاتها المعدنية في عام 36 قبل الميلاد.

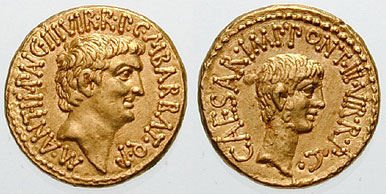
عملات ذهبية رومانية تحمل صور مارك أنطوني (يسار) وأوكتافيان (يمين)، صدرت عام 41 قبل الميلاد للاحتفال بتأسيس الحكم الثلاثي الثاني على يد أوكتافيان وأنطوني وماركوس أميليوس ليبيدوس عام 43 قبل الميلاد.

وسع أنطوني المملكة البطلمية من خلال التخلي عن الأراضي الرومانية الخاضعة للسيطرة المباشرة، استغل أوكتافيان تصرفات أنطوني كأداة سياسية ضده، واستغل أيضًا المشاعر السائدة في روما آنذاك ضد تمكين ملكة أجنبية على حساب جمهوريتهم. عزز أوكتافيان السرد القائل بأن أنطوني كان يهمل أوكتافيا زوجته الرومانية الفاضلة، فمنحها هي وزوجته ليفيا دروسيلا امتيازات استثنائية. أصبحت كورنيليا أفريكانا (إبنة شيبيون الإفريقي) قبل زهاء 50 عامًا أول إمرأة رومانية على قيد الحياة يقام لها تمثال مخصص لها، وتبعتها أوكتافيا وليفيا اللتان نصبت تماثيلهما على الأرجح في منتدى قيصر لمنافسة تمثال كليوباترا الذي نصبه قيصر بنفسه. رافقت كليوباترا أنطوني في حملته نحو غزو الإمبراطورية البارثية في عام 36 قبل الميلاد، وسافرت معه إلى نهر الفرات. ثم عادت إلى مصر، ربما بسبب مرحلة حملها المتقدمة. وبحلول صيف عام 36 قبل الميلاد، أنجبت بطليموس فيلادلفوس (ابنها الثالث من أنطوني).
انتهت حملة أنطوني البارثية في عام 36 قبل الميلاد بكارثة محققة، ويرجع ذلك في المقام الأول إلى عدة عوامل، أبرزها خيانة أرتافاسديس الثاني ملك أرمينيا، الذي أنشق وحول ولاءه إلى البارثيين. أسفرت الحملة عن مقتل قرابة 30,000 رجل، متجاوزة الخسائر التي تكبدها كراسوس في معركة كارهاي، وهي النتيجة التي كان أنطوني يأمل في الانتقام منها. وصل أنطوني أخيرًا إلى ليوكوكوم بالقرب من بيريتوس (بيروت، لبنان) في ديسمبر، وكان قد أفرط في شرب الخمر قبل وصول كليوباترا التي عادت محملة بالأموال والملابس لقواته المنهكة التي كانت في أمس الحاجة إليها. أراد أنطوني تجنب المخاطر التي تنطوي عليها العودة إلى روما، لذا اختار السفر مع كليوباترا عائداً إلى الإسكندرية لرؤية ابنه حديث الولادة.

### تبرعات الأسكندرية

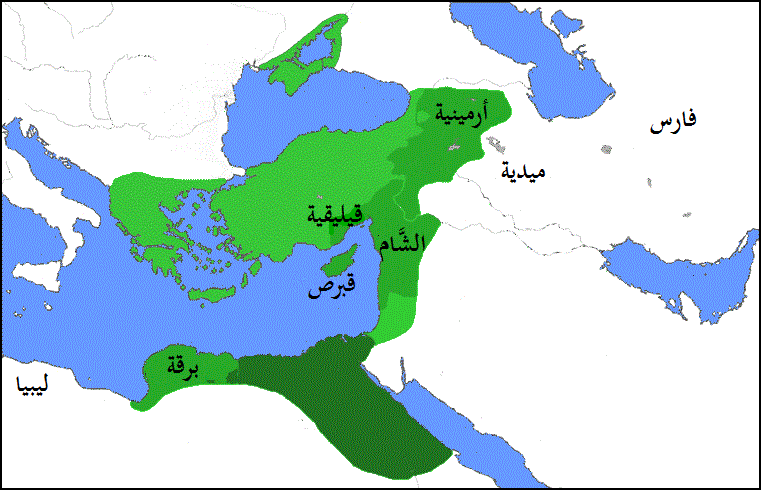
خريطة الأراضي والأقاليم التي حكمتها الأسكندرية والتي سلمها مارك أنطوني إلى كليوباترا وأبنائها في سنة 34 ق.م.

بينما كان أنطوني يستعد لرحلة استكشافية بارثية أخرى في عام 35 قبل الميلاد موجهة هذه المرة نحو حليفتهم أرمينيا، سافرت أوكتافيا إلى أثينا برفقة 2000 جندي ظاهريًا لإظهار الدعم لأنطوني، ولكن هذه الخطوة على الأرجح كانت جزءًا من مخطط ابتكره أوكتافيان لإحراج أنطوني بسبب خسائره العسكرية. استقبل أنطوني هذه القوات لكنه طلب من أوكتافيا ألا تبتعد شرق أثينا بينما سافر هو وكليوباترا معًا إلى أنطاكية، ومع ذلك، فقد تخلى عن الحملة العسكرية تخليًا مفاجئًا وغير مفهوم وعاد إلى الإسكندرية. عندما عادت أوكتافيا إلى روما، صور أوكتافيان أخته كضحية ظلمها أنطوني، على الرغم من أنها رفضت مغادرة منزله. ازدادت ثقة أوكتافيان بنفسه عندما قضى على منافسيه في المناطق الغربية، بما في ذلك سكستوس بومبيوس وحتى ليبيدوس (العضو الثالث في الحكم الثلاثي) والذي وُضع تحت الإقامة الجبرية بعد الثورة ضد أوكتافيان في صقلية.
أرسل أنطوني مبعوثه كوينتوس ديليوس إلى أرتافاسديس الثاني عام 34 قبل الميلاد للتفاوض على تحالف وزواج محتمل من شأنه أن يزوج إبنة الملك الأرمني إلى ألكسندر هيليوس (ابن أنطوني وكليوباترا). وعندما رفض أرتافاسديس الثاني هذا الاقتراح، سار أنطوني بجيشه إلى أرمينيا، وهزم قوات الملك الأرميني وأسره والعائلة المالكة الأرمنية. أقام أنطوني عرضًا عسكريًا في الإسكندرية تقليدًا لعرض للانتصار الروماني مرتديًا زي ديونيسوس ودخل المدينة على عربة لتقديم السجناء الملكيين إلى كليوباترا التي كانت تجلس على عرش ذهبي فوق منصة فضية. قوبل هذا العرض بانتقادات شديدة في روما باعتباره تحريفًا للعادات والطقوس الرومانية القديمة التي لا ينبغي أن تستمتع بها ملكة مصرية، إذ كانت هذه الاحتفالات تخص القادة الرومان وحدهم.

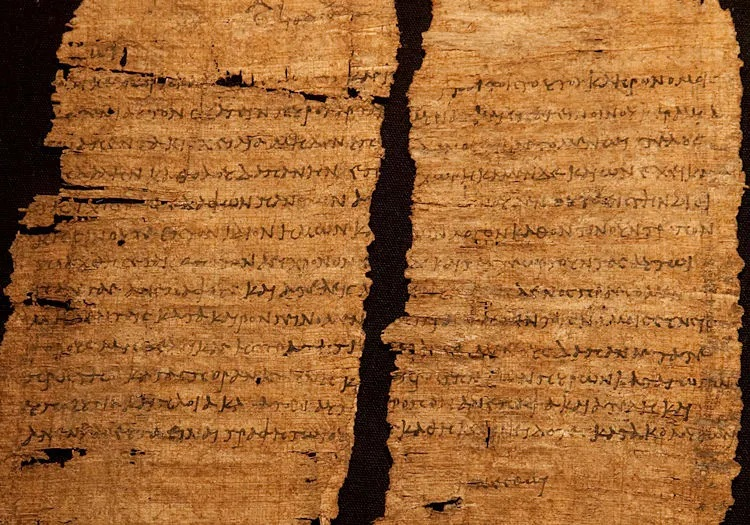
وثيقة من ورق البردي مؤرخة في 33 فبراير قبل الميلاد تمنح إعفاءات ضريبية لشخص في مصر وتحتوي على توقيع كليوباترا مكتوبًا بواسطة مسؤول، تذكر الوثيقة عبارة "اجعل الأمر يحدث" أو "هكذا فليكن" أضيفت باللغة اليونانية، ومن المحتمل أنه خط يد كليوباترا.

في حدث أقيم في صالة الألعاب الرياضية بعد فترة وجيزة من عرض الانتصار، ارتدت كليوباترا زي إيزيس وأعلنت نفسها ملكة الملوك وأن ابنها قيصريون هو ملك الملوك، في حين أُعلِن ابنها الآخر ألكسندر هيليوس ملكًا على أرمينيا وميدي وبارثيا، بالإضافة إلى ذلك، سُمِّي بطليموس فيلادلفوس البالغ من العمر عامين ملكًا على سوريا وقيليقية. مُنحت كليوباترا سيليني الثانية جزيرة كريت وقورينا. من الممكن أن يكون زواج أنطوني وكليوباترا قد حدث خلال هذا الحفل. لاحقًا أرسل أنطوني تقريرًا إلى روما يطلب فيه التصديق على هذه المطالبات الإقليمية التي أصبحت تُعرف فيما بعد باسم "تبرعات الإسكندرية". سعى أوكتافيان إلى نشر هذا الحدث لأغراض دعائية، ولكن اثنين من القناصل من أنصار أنطوني حجباه عن الرأي العام.
انخرط أنطوني وأوكتافيان في حرب دعائية ساخنة استمرت سنوات في أواخر عام 34 قبل الميلاد. ادعى أنطوني أن أوكتافيان قد عزل ليبيدوس عزلًا غير قانوني من حكومتهم الثلاثية ومنعه من تجنيد القوات في إيطاليا، بينما اتهم أوكتافيان أنطوني باحتجاز ملك أرمينيا احتجازًا غير قانوني، والزواج من كليوباترا على الرغم من أنه لا يزال متزوجًا من أخته أوكتافيا، والادعاء ظلماً بأن قيصريون هو وريث قيصر بدلاً من أوكتافيان. شكلت سلسلة الاتهامات والشائعات المرتبطة بهذه الحرب الدعائية التصورات الشعبية حول كليوباترا بدءًا من فترة الأدب الأوغستاني وحتى وسائل الإعلام المختلفة في العصر الحديث. قيل أن كليوباترا غسلت دماغ مارك أنطوني من خلال استخدام السحر والشعوذة وكانت شخصية شريرة مثل شخصية هيلين الطروادية التي ذكرت في إحدى روايات هوميروس ودمرت حضارة بأكملها. ادعى بليني الأكبر في كتابه (التاريخ الطبيعي) أن كليوباترا قامت ذات مرة بإذابة لؤلؤة تبلغ قيمتها عشرات الملايين من السسترس (عملة فضية) في الخل كي تفوز برهان في حفل العشاء. بالإضافة إلى ذلك، فإن الادعاء بأن أنطوني قد سرق كتبًا من مكتبة بيرغاموم لتجديد مكتبة الإسكندرية كُشف عنه لاحقًا على أنه تلفيق اعترف به جايوس كالفيسيوس سابينوس.
عُثِر على توقيع كليوباترا على وثيقة من ورق البردي يرجع تاريخها إلى 33 فبراير قبل الميلاد واستخدمت فيما بعد لتغليف مومياء، من المرجح أن هذه الوثيقة كتبها مسؤول مفوض بالتوقيع لها. تتعلق الوثيقة بإعفاءات ضريبية في مصر ممنوحة إما لكوينتوس كايسيليوس أو بوبليوس كانيديوس كراسوس، وهو قنصل روماني سابق وأحد المقربين من أنطوني وقائد قواته البرية في معركة أكتيوم، كُتب أسفل البردية بخط يد مختلف عبارة "اجعل الأمر يحدث،" أو "فليكن،" ومن المحتمل أنه توقيع كليوباترا، إذ كان من المعتاد عند البطالمة التوقيع على المستندات لتجنب تزويرها.

### معركة أكتيوم

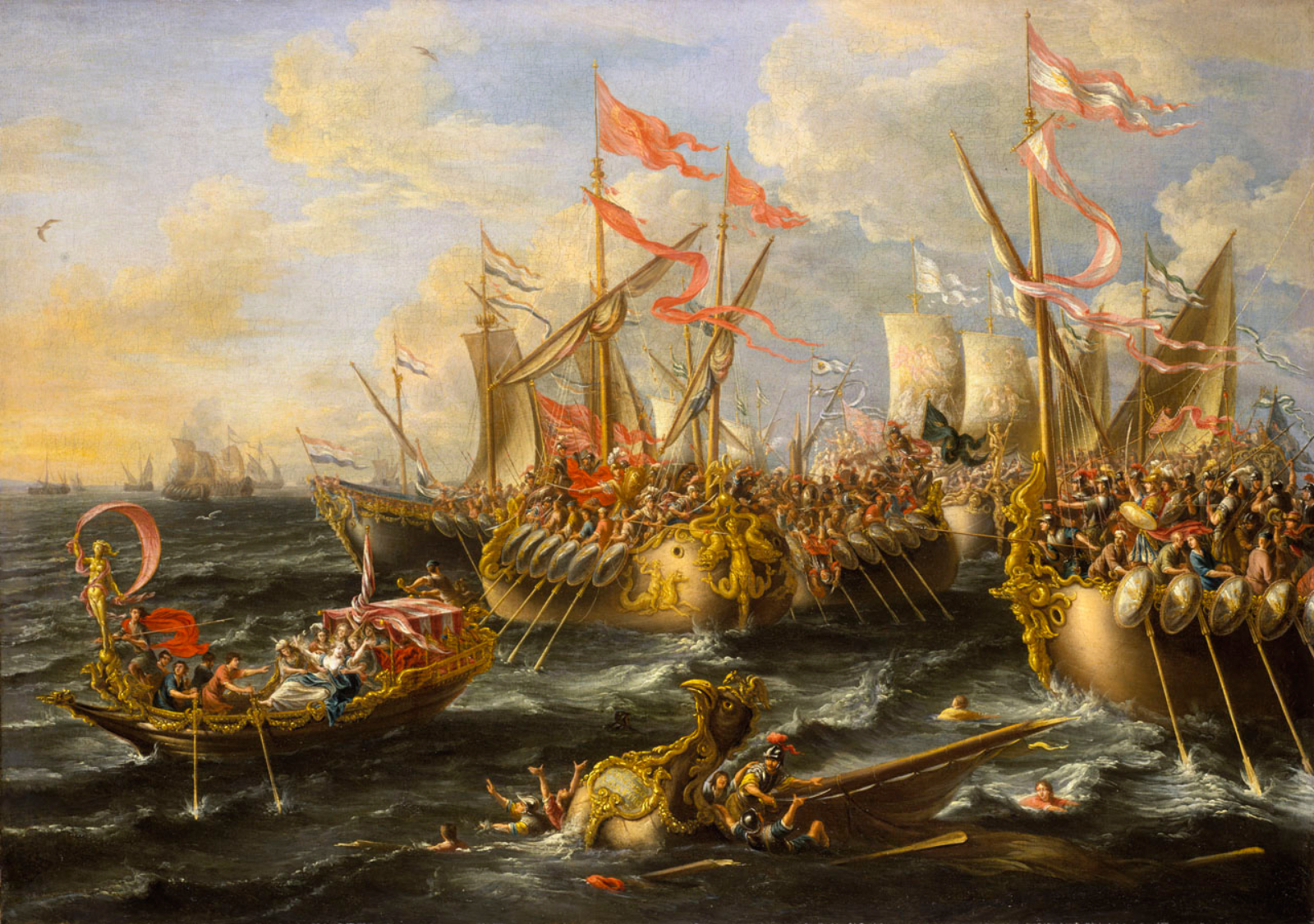
لوحة معركة أكتيوم، بريشة الفنان لوريس كاسترو، 1672

اتهم أوكتافيان أنطوني بمحاولة تقويض الحريات الرومانية والسلامة الإقليمية باعتباره عبدًا لملكته الشرقية (يقصد كليوباترا) في خطاب ألقاه أمام مجلس الشيوخ الروماني في اليوم الأول من توليه منصب القنصل في 1 يناير 33 قبل الميلاد. أعلن أنطوني أن قيصريون هو الوريث الحقيقي لقيصر في محاولة لإضعاف أوكتافيان قبل انتهاء إمبراطورية أنطوني وأوكتافيان المشتركة في 31 ديسمبر 33 قبل الميلاد. تولى جايوس سوسيوس وجنايوس دوميتيوس أهينوباربوس المواليان لأنطوني منصب القنصل في عام 32 قبل الميلاد. ألقى الأول خطابًا شديد اللهجة أدان فيه أوكتافيان، الذي أصبح بحلول ذلك الوقت مواطنًا عاديًا دون شغل أي منصب عام وقدم تشريعات ضده. خلال جلسة مجلس الشيوخ التالية، دخل أوكتافيان إلى مجلس الشيوخ برفقة حراس مسلحين ووجه اتهاماته الخاصة ضد القناصل. وخوفًا من هذا الفعل، فر القناصل وأكثر من 200 من أعضاء مجلس الشيوخ الذين يدعمون أنطوني من روما في اليوم التالي للوقوف إلى جانب أنطوني.
سافر أنطوني وكليوباترا معًا إلى أفسس عام 32 قبل الميلاد، حيث قدمت كليوباترا 200 سفينة من أصل 800 سفينة بحرية تمكن أنطوني من الحصول عليها. كان أهينوباربوس، الذي شعر بالقلق من هذا التحول الخطير في الأحداث، يبذل جهدًا كبيرًا لإقناع أنطوني باستبعاد كليوباترا من الحملة العسكرية ضد أوكتافيان. من ناحية أخرى، قدم بوبليوس كانيديوس كراسوس مضادة مفادها أن كليوباترا كانت تمول المجهود الحربي وكانت ملكة تتمتع بكفاءة كبيرة.

على الرغم من طلب أنطوني لكليوباترا بالعودة إلى مصر، إلا أنها رفضت بشدة، معتبرة أن مشاركتها في هذه الحرب ضرورية لعرقلة تقدم أوكتافيان في اليونان، مما سيمكنها من الدفاع عن مصر بشكل أسهل. وقد أدى إصرار كليوباترا على المشاركة في معركة اليونان إلى انشقاق بعض الشخصيات الرومانية البارزة مثل جنايوس دوميتيوس أهينوباربوسولوسيوس موناتيوس بلانكوس

خارطة لمعركة أكتيوم.

سافر أنطوني وكليوباترا إلى أثينا في ربيع عام 32 قبل الميلاد، وأقنعت كليوباترا أنطوني بإرسال إعلان رسمي للطلاق إلى أوكتافيا. نتيجة لذلك، قدم بلانكوس نصيحة إلى أوكتافيان بضرورة الاستيلاء على وصية أنطوني المحفوظة عند عذارى فستال. وعلى الرغم من أن هذا العمل كان يُعتبر انتهاكًا للحقوق المقدسة والقانونية، إلا أن أوكتافيان حصل على الوصية بالقوة من معبد فيستا، واستخدمها كأداة في الحرب الدعائية ضد أنطوني وكليوباترا.
سلط أوكتافيان الضوء على بعض أجزاء من الوصية، مثل تعيين قيصريون وريثًا لقيصر، وأن تبرعات الإسكندرية كانت قانونية، وأن أنطوني يجب أن يُدفن جنبًا إلى جنب مع كليوباترا في مصر بدلاً من روما، وأن الإسكندرية ستصبح العاصمة الجديدة للجمهورية الرومانية. ومن أجل إظهار الولاء لروما، قرر أوكتافيان البدء في بناء ضريحه الخاص في حرم مارتيوس الجامعي.
تحسن الوضع القانوني لأوكتافيان بعد انتخابه قنصلًا في عام 31 قبل الميلاد. ومع الكشف العلني عن وصية أنطوني، أصبح لدى أوكتافيان مبرر لشن حرب، فأعلنت روما الحرب على كليوباترا وليس أنطوني. كانت الحجة القانونية للحرب تعتمد بدرجة أقل على استحواذات كليوباترا على الأراضي، التي شملت الأراضي الرومانية السابقة التي يحكمها أطفالها من أنطوني، وبدرجة أكبر على حقيقة أنها كانت تقدم الدعم العسكري لأنطوني (الذي أصبح مواطنًا عاديًا بعد انتهاء سلطته الثلاثية).
كان لدى أنطوني وكليوباترا أسطول أكبر من أسطول أوكتافيان، لكن أطقم البحرية التابعة لأنطوني وكليوباترا لم تكن كلها مدربة تدريبًا جيدًا، وربما كان بعضها من السفن التجارية، في حين كان لدى أوكتافيان قوة بحرية محترفة بالكامل. أراد أنطوني عبور البحر الأدرياتيكي وحصار أوكتافيان إما في طارنت أو ابرندس، لكن كليوباترا التي كانت مهتمة في المقام الأول بالدفاع عن مصر ألغت قرار مهاجمة إيطاليا مباشرة. أنشأ أنطوني وكليوباترا مقرهما الشتوي في باتراس في اليونان، وبحلول ربيع عام 31 قبل الميلاد كانا قد انتقلا إلى أكتيوم الواقعة على الجانب الجنوبي من خليج أمبراسيان.

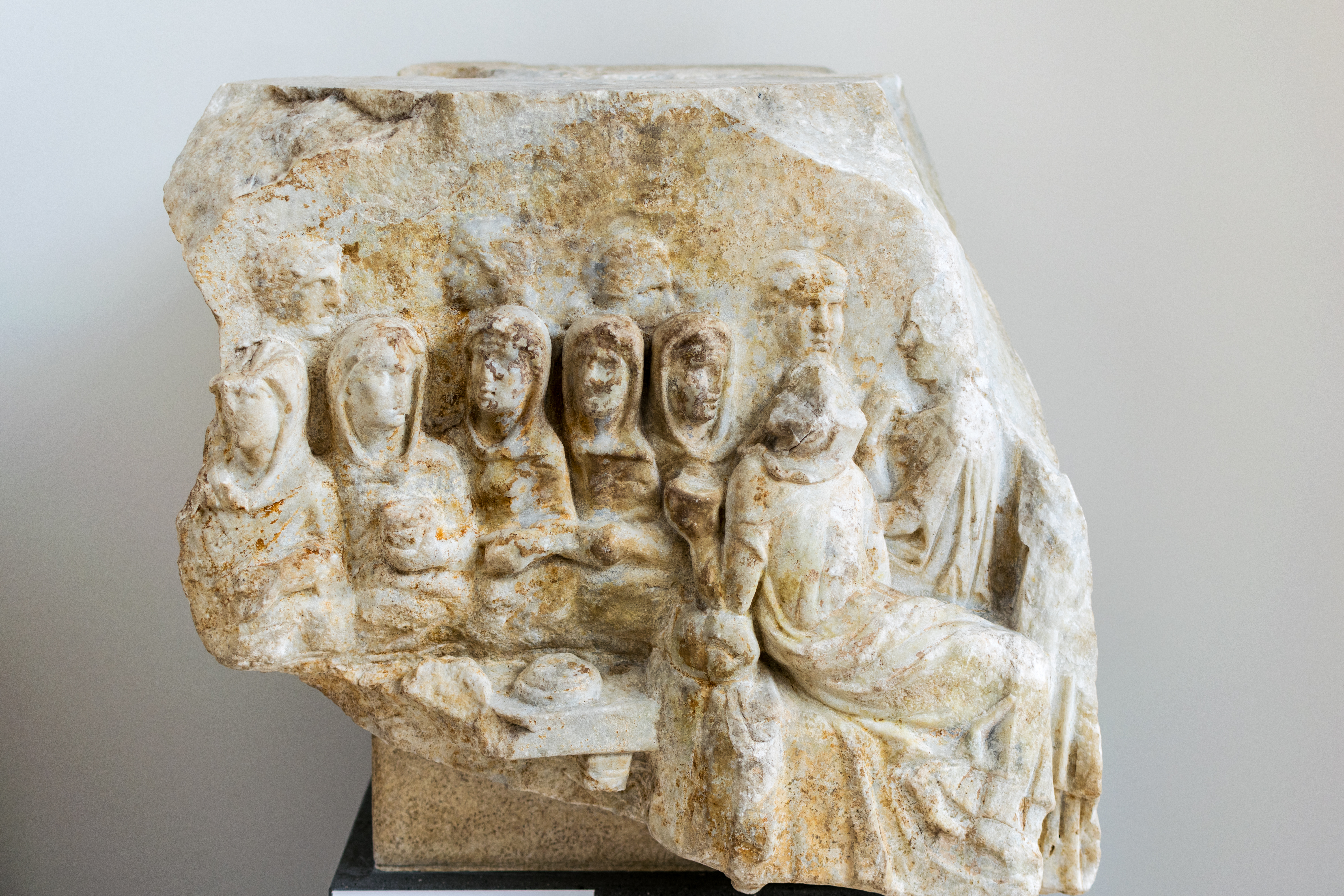
قطعة رخامية من لونا في إيطاليا تظهر عذارى فستال في مأدبة. عثر على القطعة عام 1935 على الجانب الشرقي من شارع فيا ديل كورسو.

حصلت كليوباترا وأنطوني على دعم العديد من الملوك المتحالفين بما فيهم هيرودس (الذي كانت كليوباترا في نزاع معه)، وبسبب وقوع زلزال في يهودا فقد تغيب هيرودس عن الحملة.
فقدت كليوباترا وأنطوني أيضًا دعم ماليخوس الأول، الأمر الذي كان له عواقب استراتيجية.
تعرض أنطوني وكليوباترا لعدة هزائم في مناوشات ضد أوكتافيان بالقرب من أكتيوم خلال صيف عام 31 قبل الميلاد، واستمرت انشقاقات النخب السياسية والعسكرية إلى معسكر أوكتافيان، بما في ذلك رفيق أنطوني القديم كوينتوس ديليوس والملوك المتحالفين أمينتاس ملك غلاطية وديوتاروس ملك بافلاغونيا. اقترح البعض في معسكر أنطوني التراجع إلى الداخل والتخلي عن الصراع البحري، بينما دعت كليوباترا إلى مواجهة بحرية لإبقاء أسطول أوكتافيان بعيدًا عن مصر.
في 2 سبتمبر 31 قبل الميلاد، التقت القوات البحرية لأوكتافيان بقيادة ماركوس فيبسانيوس أغريبا بقوات أنطوني وكليوباترا في معركة أكتيوم. أشرفت كليوباترا من على متن سفينتها الرئيسية أنطونيا على أسطول مكون من 60 سفينة متمركزة عند مدخل خليج أمبراسيان، وكانت سفنها متمركزة في الجزء الخلفي من الأسطول. من المحتمل أن يكون هذا الترتيب قد نسَّقه ضباط أنطوني لتقليل نفوذها أثناء المعركة. أصدر أنطوني أوامره برفع أشرعة السفن بهدف الحصول على فرصة أفضل لملاحقة العدو أو الهروب منه، أعجبت كليوباترا التي كانت مهتمة دائمًا بالدفاع عن مصر بهذه الفكرة، واستفادت منها للتحرك بسرعة عبر منطقة القتال الرئيسية ونفذت انسحابًا استراتيجيًا إلى شبه جزيرة البيلوبونيز.
ذكر المؤرخ ستانلي بورستين أن الكتاب الرومان المتحيزين اتهموا كليوباترا لاحقًا بالجبن لأنها تركت أنطوني، ومع ذلك، اقترح الكتاب أن الهدف الأساسي من إبقاء الأشرعة على متن السفينة ربما لكسر الحصار وإنقاذ أكبر عدد ممكن من سفن الأسطول.
تبع أنطوني كليوباترا واستقل سفينتها التي تعرف عليها من خلال أشرعتها الأرجوانية المميزة، ثم هرب الاثنان من المعركة واتجها إلى تاينارون. وبحسب ما ورد تجنب أنطوني الحديث مع كليوباترا خلال هذه الرحلة التي استغرقت ثلاثة أيام، حتى حثته سيداتها المنتظرات في تاينارون على التحدث معها. استمرت معركة أكتيوم بدون كليوباترا وأنطوني حتى صباح يوم 3 سبتمبر، وأعقبتها انشقاقات هائلة من الضباط والقوات والملوك المتحالفين الذين انضموا إلى أوكتافيان.

## نهاية الحكم والوفاة

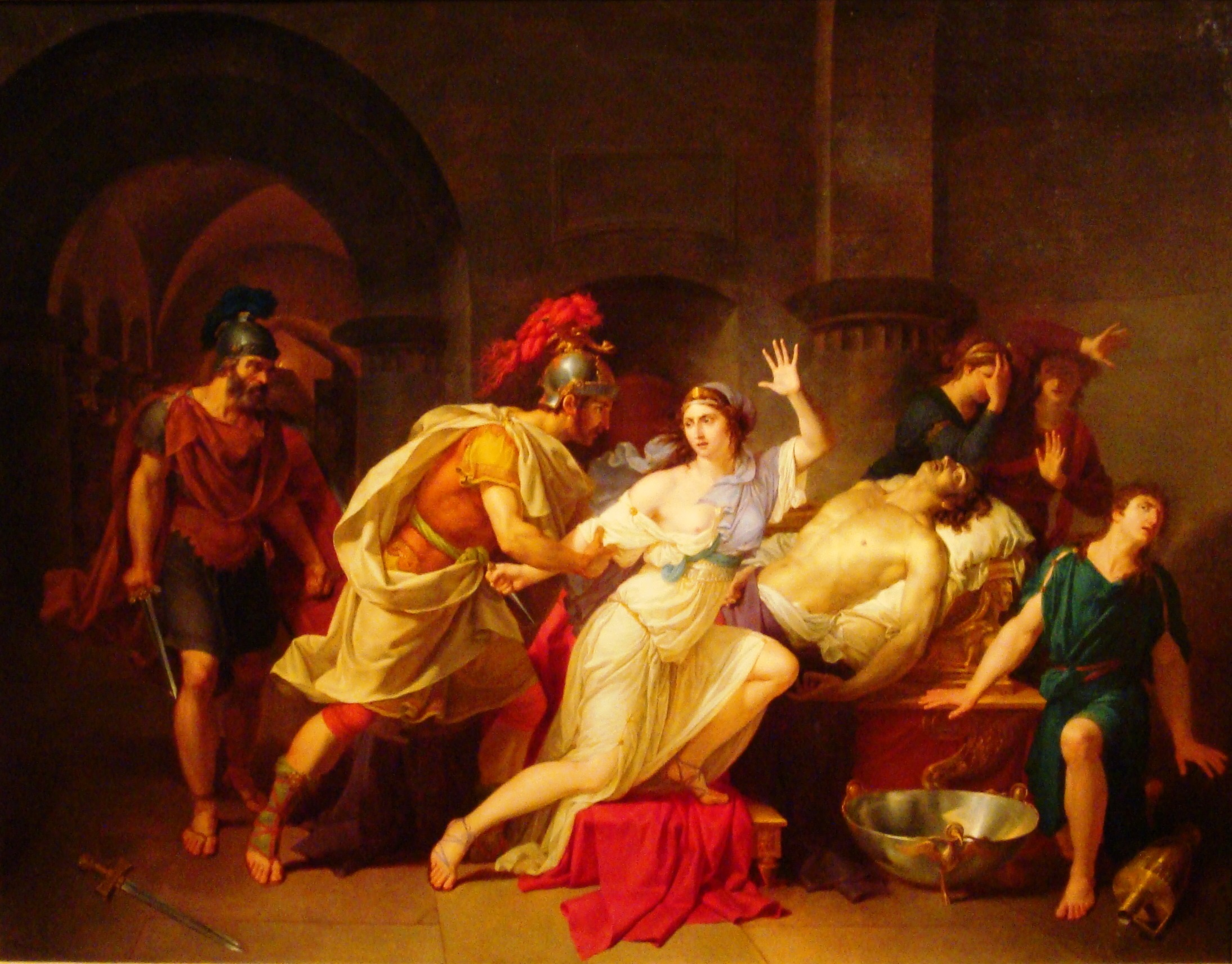
كليوباترا في قبضة الجنود الرومان بعد وفاة مارك أنطوني، لوحة بريشة الفنان برنارد دوفيفييه 1789

في الوقت الذي احتل فيه أوكتافيان مدينة أثينا، وصل مارك أنطوني وكليوباترا إلى بارايتونيون في مصر،  حيث افترق الزوجان؛ إذ توجه أنطوني إلى قورينا لجمع المزيد من القوات، بينما عادت كليوباترا إلى ميناء الإسكندرية، ساعيةً إلى تضليل الفصيل المعارض وتصوير التطورات في اليونان على أنها انتصار، خوفًا من أن تؤدي الأخبار عن نتيجة معركة أكتيوم إلى اندلاع تمرد.
لا يزال من غير المؤكد ما إذا كانت كليوباترا قد أمرت في ذلك الوقت بإعدام أرتافاسديس الثاني، ثم أرسلت رأسه المقطوع إلى منافسه أرتافاسديس الأول في محاولة لعقد تحالف معه.
وصلت الأنباء إلى لوسيوس بيناريوس حاكم قورينا المعين، تفيد بانتصار أوكتافيان في معركة أكتيوم حتى قبل أن يتمكن رسل مارك أنطوني من الوصول إليه. أمر بيناريوس بإعدام هؤلاء الرسل ثم انشق إلى جانب أوكتافيان، وسلم له الفيالق الأربعة التي كانت تحت قيادته، والتي كان أنطوني يسعى للسيطرة عليها.
عندما علم أنطوني بهذه الخيانة، قرر الانتحار، لكن بعض ضباطه المخلصين تدخلوا ومنعوه. في الإسكندرية، انسحب أنطوني إلى كوخ منعزل بناه في جزيرة فاروس، وأطلق عليه اسم "تيمونيون"، نسبةً إلى الفيلسوف تيمون الأثيني، المعروف بسخريته واحتقاره للبشر.
في تلك الأثناء، سافر هيرودس الأول، الذي كان قد نصح أنطوني سابقًا بخيانة كليوباترا بعد معركة أكتيوم، إلى جزيرة رودس للقاء أوكتافيان، حيث أعلن عن استعداده للتنازل عن الحكم بسبب ولائه لأنطوني. غير أن أوكتافيان، الذي أعجب بإحساسه بالولاء، سمح له بالاحتفاظ بمنصبه في يهودا، مما زاد من عزلة أنطوني وكليوباترا.

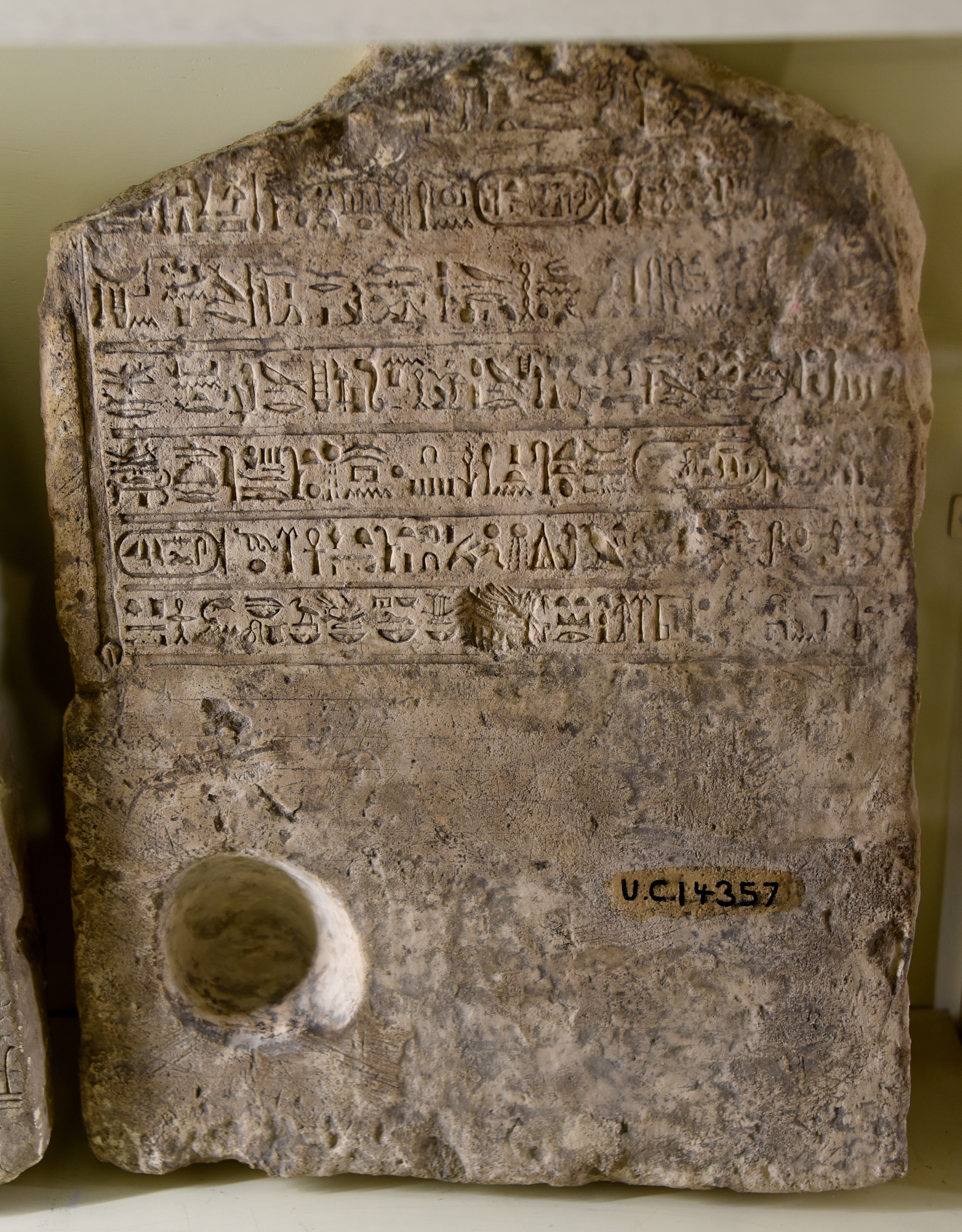
لوحة من الحجر الجيري لكاهن كبير للإله بتاح. تحمل خراطيش كليوباترا وقيصريون. متحف بيتري للآثار المصرية، لندن

يعتقد أن كليوباترا وبحلول أواخر صيف عام 31 قبل الميلاد قد بدأت تنظر إلى أنطوني باعتباره عائقًا، لذا استعدت لمغادرة مصر، خططت كليوباترا للتنازل عن حكم مصر لابنها قيصريون، ونقل أسطولها من البحر الأبيض المتوسط إلى البحر الأحمر، ثم الإبحار إلى ميناء أجنبي ربما إلى الهند، حيث يمكنها قضاء بعض الوقت في التعافي. ومع ذلك، تخلت كليوباترا عن هذه الخطط في نهاية المطاف عندما تمكن ماليخوس الأول (بناءً على نصيحة كوينتوس ديديوس الحاكم الذي عينه أوكتافيان على سوريا) من حرق أسطول كليوباترا انتقامًا لخسائره في الحرب مع هيرودس وهي الحرب التي حرضت عليها كليوباترا إلى حد كبير. لم يكن أمام كليوباترا آنذلك خيار آخر سوى البقاء في مصر والتفاوض مع أوكتافيان. وبدأت كليوباترا في هذا الوقت في اختبار قوة السموم المختلفة على السجناء وحتى على خدمها.
جندت كليوباترا قيصريون ليلتحق بصفوف الإفيبيين، وأظهرت النقوش البارزة التي عُثر عليها على شاهد في كوبتوس والتي يعود تاريخها إلى 21 سبتمبر 31 قبل الميلاد أن كليوباترا كانت آنذلك تخطط ليصبح ابنها هو الحاكم الوحيد لمصر. وفي نفس الوقت استدعى أنطوني ولإظهار تضامنه ابنه ماركوس أنطونيوس أنتيلوس للانضمام إلى صفوف الإفيبيين. أرسل أنطوني وكليوباترا العديدَ من الرسائل والمبعوثين إلى أوكتافيان الذي كان لا يزال متمركزًا في رودس، ومع ذلك، يبدو أن أوكتافيان كان يجيب على رسائل كليوباترا فقط. طلبت كليوباترا أن يرث أطفالها مصر وأن يسمح لأنطوني بالعيش في المنفى في مصر، وعرضت على أوكتافيان المال في المستقبل، وأرسلت له على الفور هدايا سخية. أرسل أوكتافيان مبعوثه ثيرسوس إلى كليوباترا بعد أن هددت بحرق نفسها وحرق كميات هائلة من كنوزها وثروتها داخل مقبرة قيد الإنشاء. نصحها ثيرسوس بقتل أنطوني حتى تنجو بحياتها، ولكن عندما شك أنطوني في وجود نوايا شريرة، أمر بجلد المبعوث وإعادته إلى أوكتافيان دون صفقة.
بعد مفاوضات مطولة لم تسفر في النهاية عن أي نتائج، انطلق أوكتافيان لغزو مصر في ربيع عام 30 قبل الميلاد، وتوقف عند مدينة سانت جون داكر، وزود حليفه الجديد هيرودس جيشه بإمدادات جديدة. تحرك أوكتافيان جنوبًا واستولى بسرعة على بيلوسيون، بينما كان كورنيليوس جالوس يتقدم شرقًا من قورينا وهزم قوات أنطوني بالقرب من بارايتونيون. تقدم أوكتافيان بسرعة إلى الإسكندرية، لكن أنطوني عاد وحقق انتصارًا صغيرًا على قوات أوكتافيان المتعبة بالقرب من ميدان سباق الخيل بالمدينة. ومع ذلك استسلم أسطول أنطوني البحري لأوكتافيان في 1 أغسطس 30 قبل الميلاد، وتلاه سلاح الفرسان التابع لأنطوني.

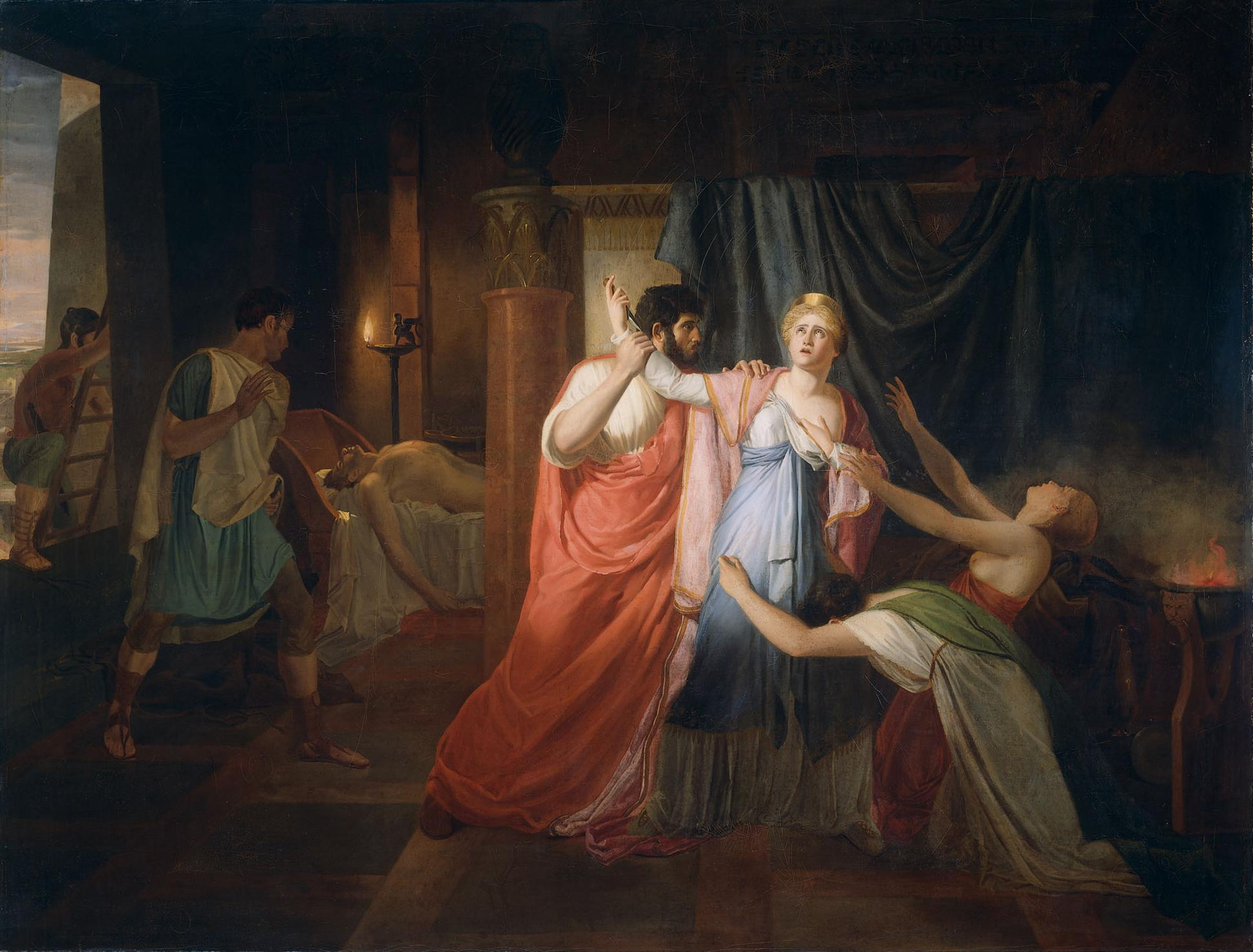
بعد العثور على جثة أنطوني داخل أحد القصور المصرية، أرادت كليوباترا أيضًا الانتحار، لكن بروكوليوس منعها من القيام بذلك. (لوحة للرسام جان ألبيرتي)

اختبأت كليوباترا في مقبرتها مع مرافقيها المقربين ومن هناك أرسلت رسالة إلى أنطوني مفادها أنها انتحرت. شعر أنطوني باليأس ورد على الرسالة بطعن نفسه في بطنه وانتحر عن عمر يناهز 53 عامًا. وفقًا للمؤرخ بلوطرخس، كان أنطوني لا يزال يحتضر عندما أُحضر إلى كليوباترا عند مقبرتها، وأخبرها وقبل أن يلفظ أنفاسه الأخيرة أنه مات بشرف وأنها يمكن أن تثق في جايوس بروكليوس (رفيق أوكتافيان) أكثر من أي شخص آخر في حاشيته. كان بروكليوس هو من تسلل إلى مقبرة كليوباترا باستخدام سلم واحتجزها، ومنعها من حرق نفسها مع كنوزها. سُمح لكليوباترا بتحنيط ودفن أنطوني داخل مقبرتها قبل اصطحابها إلى القصر.
دخل أوكتافيان الإسكندرية واحتل القصر، وألقى القبض على أصغر أطفال كليوباترا الثلاثة. وفقًا للمؤرخ تيتوس ليفيوس عندما التقت كليوباترا بأوكتافيان قالت له بصراحة: "لن أشارك في عرض الانتصار" (باليونانية القديمة: οὑ θριαμβεύσομαι، بالحروف اللاتينية: ou thriambéusomai) وهي عبارة تدل على التحدي والرفض، كان هذا التصريح من كليوباترا يعكس إصرارها على عدم الخضوع للإهانة أو للظهور كعدو مهزوم في روما، خاصة في ظل مكانتها الملكية باعتبارها آخر حكام مصر. لقد كانت عبارتها تأكيدًا على كرامتها ورفضًا لأن تكون مشهدًا لانتصار عدوها.

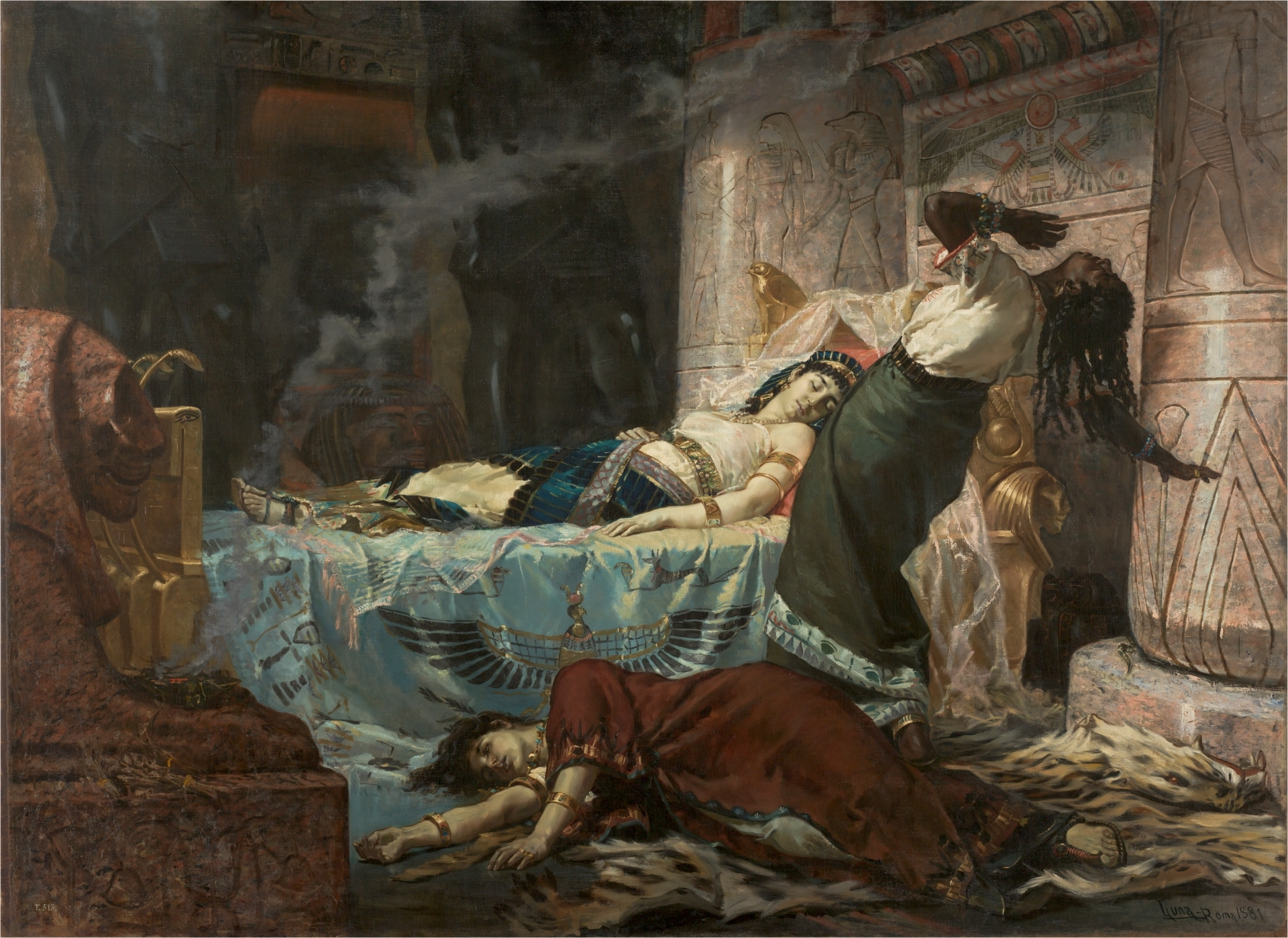
لوحة وفاة كليوباترا، بريشة الفنان خوان لونا.

وعد أوكتافيان بأنه سيبقي كليوباترا على قيد الحياة لكنه لم يقدم أي تفسير حول خططه المستقبلية لمملكتها. وعندما أبلغها أحد الجواسيس بأن أوكتافيان يخطط لنقلها وأطفالها إلى روما في غضون ثلاثة أيام، استعدت كليوباترا للانتحار لأنها لم تكن تنوي الظهور في موكب الانتصار الروماني مثلما ظهرت سابقا أختها أرسينوي الرابعة. من غير الواضح ما إذا كان انتحار كليوباترا في 10 أغسطس 30 قبل الميلاد عن عمر يناهز 39 عامًا قد حدث داخل القصر أو في مقبرتها، ويقال إنها كانت برفقة خادميها إيراس وتشارميون اللذان انتحرا أيضًا.
يُقال إن أوكتافيان شعر بالغضب من هذه النهاية، لكنه مع ذلك أمر بدفن كليوباترا بجنازة ملكية في مقبرتها إلى جوار أنطوني. لم يوضح طبيبها، أوليمبوس، سبب وفاتها، لكن الرواية الأكثر انتشارًا تشير إلى أنها تعمدت السماح لأفعى، ربما الكوبرا المصرية، بلدغها لتسميمها. هذه الفرضية أوردها المؤرخ بلوطرخس، الذي طرح أيضًا احتمال استخدامها أداة تُعرف باسم knêstis (بمعنى "العمود الفقري" أو "مبشرة الجبن") لحقن السم عبر الخدوش. في المقابل، ذكر كاسيوس ديو أنها استخدمت إبرة، بينما رأى سترابو أنها ربما لجأت إلى مرهم سام. ورغم عدم العثور على أي أثر لثعبان سام بجوار رفاتها، إلا أن وجود جروح صغيرة على ذراعها قد يشير إلى استخدام إبرة في حقن السم.
قررت كليوباترا في لحظاتها الأخيرة إرسال قيصريون إلى صعيد مصر، ربما كانت تأمل في تهريبه إلى النوبة الكوشية أو إثيوبيا أو حتى الهند. لكن بعد اعتلائه العرش باسم بطليموس الخامس عشر، لم يدم حكمه سوى 18 يومًا، إذ أُعدم في 29 أغسطس عام 30 قبل الميلاد، بعدما خُدع بالعودة إلى الإسكندرية بوعد زائف من أوكتافيان بالسماح له بالحكم. استجاب أوكتافيان لنصيحة الفيلسوف أريوس ديديموس، الذي قال إنه لا يوجد في العالم متسع لأكثر من قيصر واحد. بسقوط المملكة البطلمية، أصبحت مصر مقاطعة رومانية، معلنةً بذلك نهاية العصر الهلنستي. لاحقًا، غيّر أوكتافيان اسمه إلى أغسطس قيصر، أي "الموقر"، في يناير عام 27 قبل الميلاد، ووسع سلطاته الدستورية، ليصبح أول إمبراطور روماني، ويفتتح بذلك عصر الزعامة للإمبراطورية الرومانية.

## مملكة كليوباترا ودورها كملكة

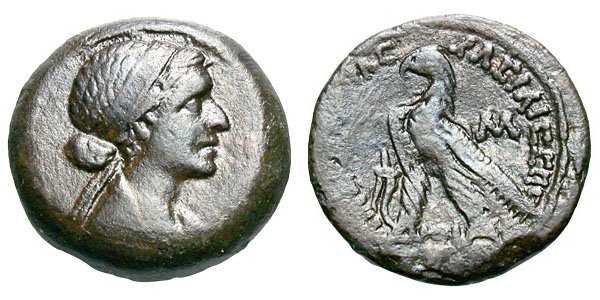
عملة معدنية من فئة 40 دراخما التي تعود إلى الفترة من 51 إلى 30 قبل الميلاد، والمُصكوكة في الإسكندرية، تُظهر صورة مميزة لكليوباترا على وجهها الأول وهي ترتدي إكليلًا ملكيًا. على الوجه الآخر، يظهر نقش "ΒΑΣΙΛΙΣΣΗΣ ΚΛΕΟΠΑΤΡΑΣ" الذي يُترجم إلى "الملكة كليوباترا"، بالإضافة إلى صورة نسر يقف على شعلة. تمثل هذه العملة رمزًا لسلطة كليوباترا واستقلالها الملكي في تلك الفترة.

وفقًا لتقاليد الحكام المقدونيين، حكمت كليوباترا مصر وبعض المناطق الأخرى مثل قبرص كحاكمة مطلقة، حيث كانت صاحبة السلطة الوحيدة في المملكة، وشغلت أيضًا منصب رأس السلطة الدينية. كانت كليوباترا تشرف على الاحتفالات الدينية المكرسة للآلهة المصرية واليونانية الوثنيتين، بالإضافة إلى إشرافها على بناء العديد من المعابد المخصصة لهذه الآلهة، بما في ذلك معبد لليهود في مصر. كما أمرت ببناء معبد القيصريون، وهو نصب تذكاري مخصص لعبادة قيصر، راعيها وعشيقها.
تدخلت كليوباترا بشكل مباشر في الشؤون الإدارية لمملكتها، وحرصت على معالجة الأزمات الاقتصادية، مثل المجاعة، من خلال إصدار أوامر بتوزيع الطعام من مخازن الحبوب الملكية على الجياع أثناء الجفاف الذي وقع في بداية عهدها. ورغم أن النظام الاقتصادي الذي سعت لتطبيقه كان مثاليًا إلى حد بعيد، فقد حاولت الحكومة فرض ضوابط على الأسعار، والرسوم الجمركية، واحتكار الدولة لبعض السلع، وضبط أسعار صرف العملات الأجنبية. كما أصدرت قوانين صارمة تجبر الفلاحين والمزارعين على البقاء في قراهم أثناء مواسم الزراعة والحصاد. ومع ظهور مشكلات مالية واضحة في المملكة، اضطرت كليوباترا إلى تخفيض قيمة العملة، بما في ذلك العملات الفضية والبرونزية، بينما لم تشمل هذه التخفيضات العملات الذهبية التي سكّها بعض أسلافها من حكام البطالمة.

## العرق والسلالة
تنتمي كليوباترا إلى سلالة البطالمة اليونانية المقدونية التي تنحدر أصولهم الأوروبية من شمال اليونان. يعود نسبها من خلال والدها بطليموس الثاني عشر إلى اثنين من رفاق الإسكندر الأكبر المقدوني البارزين: الجنرال بطليموس الأول مؤسس المملكة البطلمية في مصر، وسلوقس الأول اليوناني المقدوني مؤسس الإمبراطورية السلوقية في غرب آسيا. يمكن تتبع نسب كليوباترا من جهة الأب تتبعًا موثقًا جيدًا، بينما كانت هوية والدتها غير مؤكدة. من المفترض أنها كانت إبنة كليوباترا الخامسة (شقيقة بطليموس الثاني عشر وزوجته) والتي سبق لها أن أنجبت ابنتهما برنيكي الرابعة.
من المؤكد أن كليوباترا الأولى هي العضو الوحيد في الأسرة البطلمية الذي أدخل بعض الأصول غير اليونانية إلى نسله. والدتها لاوديس الثالثة هي إبنة الملك ميثريداتس الثاني، وهو فارسي من سلالة ميثريداتيك، أما زوجته لاوديس فكان لها تراث يوناني-فارسي مختلط. كان أنطيوخوس الثالث الكبير (والد كليوباترا الأولى) من نسل الملكة أباما زوجة سلوقس الأول الإيرانية الصغدية. ويعتقد عموماً أن البطالمة لم يتزاوجوا مع المصريين الأصليين. يؤكد مايكل جرانت أنه لا يوجد سوى عشيقة مصرية واحدة معروفة لبطليموس ولا زوجة مصرية معروفة له، مجادلًا أيضًا بأنَّ كليوباترا ربما لم يكن لديها أيُّ أصل مصري وكانت تصف نفسها بأنها يونانية.
كتبت ستايسي شيف أنَّ كليوباترا كانت يونانية مقدونية مع بعض الأصول الفارسية، بحجة أنه من غير المألوف أنْ يكون للبطالمة عشيقة مصرية. يقترح دوان دبليو رولر بأنَّ كليوباترا يمكن أنْ تكون من نسل إمرأة نصف مقدونية يونانية ونصف مصرية من ممفيس في شمال مصر تنتمي إلى عائلة من الكهنة المكرسين لبتاح (وهي نظرية لم تُتَبنَّى على نطاق واسع في الأوساط العلمية) ومع ذلك، يؤكد رولر أنًّ كليوباترا كانت تضع تراثها البطلمي اليوناني في أعلى درجات التقدير بغض النظر عن نسبها. وفقًا للمؤرخ البريطاني إرنلي برادفورد فإن تحدي كليوباترا لروما لم يكن باعتبارها إمرأة مصرية بل باعتبارها يونانية مثقفة.
لا أي دليل قط على أنًّ كليوباترا هي طفلة غير شرعية مثلما ورد في الدعاية الرومانية عليها. سترابو هو المؤرخ القديم الوحيد الذي ادعى أن أطفال بطليموس الثاني عشر الذين ولدوا بعد برنيس الرابعة (بما في ذلك كليوباترا) كانوا غير شرعيين. طُردت كليوباترا الخامسة (أو السادسة) من بلاط بطليموس الثاني عشر في أواخر عام 69 قبل الميلاد بعد أشهر قليلة من ولادة كليوباترا، بينما وُلد أطفال بطليموس الثاني عشر الأصغر سنًا عندما كان الزوجان منفصلين. وتتضح الدرجة العالية من زواج الأقارب بين البطالمة من خلال نسب كليوباترا المباشر، والذي يظهر أدناه عند إعادة بناءه.
تدرج شجرة العائلة الواردة أدناه أيضًا كليوباترا الخامسة باعتبارها إبنة بطليموس العاشر وبرنيكي الثالثة، وهذا من شأنه أن يجعلها إبنة عم زوجها بطليموس الثاني عشر، ومن الممكن أيضا أن تكون كليوباترا الخامسة هي إبنة بطليموس التاسع، ففي هذه الحالة تصبح زوجة بطليموس الثاني عشر وشقيقته. أدت الروايات المشوشة في المصادر الأولية القديمة أيضًا إلى ترقيم العلماء لزوجة بطليموس الثاني عشر على أنها إما كليوباترا الخامسة أو كليوباترا السادسة؛ وربما كانت في الواقع إبنة بطليموس الثاني عشر. يؤكد المؤرخان (فليتشر) و(جون وايتهورن) أن هذه الشكوك يمكن أن تشير إلى وفاة كليوباترا الخامسة عام 69 قبل الميلاد بدلاً من ظهورها لاحقًا كحاكم مشارك مع برينيكي الرابعة عام 58 قبل الميلاد، وهو ما حدث حين نفي بطليموس الثاني عشر إلى روما.
|                |                |                |                | بطليموس الخامس          | بطليموس الخامس          | بطليموس الخامس          | بطليموس الخامس          | بطليموس الخامس          | بطليموس الخامس          |                |                | كليوباترا الأولى  | كليوباترا الأولى  | كليوباترا الأولى  | كليوباترا الأولى  | كليوباترا الأولى   | كليوباترا الأولى   |                    |                    |                    |                    |                   |                   |                   |                   |
|                |                |                |                | بطليموس الخامس          | بطليموس الخامس          | بطليموس الخامس          | بطليموس الخامس          | بطليموس الخامس          | بطليموس الخامس          |                |                | كليوباترا الأولى  | كليوباترا الأولى  | كليوباترا الأولى  | كليوباترا الأولى  | كليوباترا الأولى   | كليوباترا الأولى   |                    |                    |                    |                    |                   |                   |                   |                   |
|                |                |                |                | {{{،}}}                 |                         |                         |                         |                         |                         |                |                |                   |                   |                   |                   |                    |                    |                    |                    |                    |                    |                   |                   |                   |                   |
|                |                |                |                |                         |                         |                         |                         |                         |                         |                |                |                   |                   |                   |                   |                    |                    |                    |                    |                    |                    |                   |                   |                   |                   |
|                |                |                |                |                         |                         |                         |                         | بطليموس السادس          | بطليموس السادس          | بطليموس السادس | بطليموس السادس | بطليموس السادس    | بطليموس السادس    |                   |                   | كليوباترا الثانية  | كليوباترا الثانية  | كليوباترا الثانية  | كليوباترا الثانية  | كليوباترا الثانية  | كليوباترا الثانية  |                   |                   |                   |                   |
|                |                |                |                |                         |                         |                         |                         | بطليموس السادس          | بطليموس السادس          | بطليموس السادس | بطليموس السادس | بطليموس السادس    | بطليموس السادس    |                   |                   | كليوباترا الثانية  | كليوباترا الثانية  | كليوباترا الثانية  | كليوباترا الثانية  | كليوباترا الثانية  | كليوباترا الثانية  |                   |                   |                   |                   |
|                |                |                |                |                         |                         |                         |                         |                         |                         |                |                |                   |                   |                   |                   |                    |                    |                    |                    |                    |                    |                   |                   |                   |                   |
|                |                | بطليموس الثامن | بطليموس الثامن | بطليموس الثامن          | بطليموس الثامن          | بطليموس الثامن          | بطليموس الثامن          |                         |                         |                |                | كليوباترا الثالثة | كليوباترا الثالثة | كليوباترا الثالثة | كليوباترا الثالثة | كليوباترا الثالثة  | كليوباترا الثالثة  |                    |                    |                    |                    |                   |                   |                   |                   |
|                |                | بطليموس الثامن | بطليموس الثامن | بطليموس الثامن          | بطليموس الثامن          | بطليموس الثامن          | بطليموس الثامن          |                         |                         |                |                | كليوباترا الثالثة | كليوباترا الثالثة | كليوباترا الثالثة | كليوباترا الثالثة | كليوباترا الثالثة  | كليوباترا الثالثة  |                    |                    |                    |                    |                   |                   |                   |                   |
|                |                | {{{،}}}        |                |                         |                         |                         |                         |                         |                         |                |                |                   |                   |                   |                   |                    |                    |                    |                    |                    |                    |                   |                   |                   |                   |
|                |                |                |                |                         |                         |                         |                         |                         |                         |                |                |                   |                   |                   |                   |                    |                    |                    |                    |                    |                    |                   |                   |                   |                   |
|                |                |                |                | كليوباترا سيليني الأولى | كليوباترا سيليني الأولى | كليوباترا سيليني الأولى | كليوباترا سيليني الأولى | كليوباترا سيليني الأولى | كليوباترا سيليني الأولى |                |                | بطليموس التاسع    | بطليموس التاسع    | بطليموس التاسع    | بطليموس التاسع    | بطليموس التاسع     | بطليموس التاسع     |                    |                    | كليوباترا الرابعة  | كليوباترا الرابعة  | كليوباترا الرابعة | كليوباترا الرابعة | كليوباترا الرابعة | كليوباترا الرابعة |
|                |                |                |                | كليوباترا سيليني الأولى | كليوباترا سيليني الأولى | كليوباترا سيليني الأولى | كليوباترا سيليني الأولى | كليوباترا سيليني الأولى | كليوباترا سيليني الأولى |                |                | بطليموس التاسع    | بطليموس التاسع    | بطليموس التاسع    | بطليموس التاسع    | بطليموس التاسع     | بطليموس التاسع     |                    |                    | كليوباترا الرابعة  | كليوباترا الرابعة  | كليوباترا الرابعة | كليوباترا الرابعة | كليوباترا الرابعة | كليوباترا الرابعة |
|                |                |                |                |                         |                         |                         |                         |                         |                         | {{{،}}}        |                |                   |                   |                   |                   |                    |                    |                    |                    |                    |                    |                   |                   |                   |                   |
|                |                |                |                |                         |                         |                         |                         |                         |                         |                |                |                   |                   |                   |                   |                    |                    |                    |                    |                    |                    |                   |                   |                   |                   |
| بطليموس العاشر | بطليموس العاشر | بطليموس العاشر | بطليموس العاشر | بطليموس العاشر          | بطليموس العاشر          |                         |                         | برنيكي الثالثة          | برنيكي الثالثة          | برنيكي الثالثة | برنيكي الثالثة | برنيكي الثالثة    | برنيكي الثالثة    |                   |                   |                    |                    |                    |                    |                    |                    |                   |                   |                   |                   |
| بطليموس العاشر | بطليموس العاشر | بطليموس العاشر | بطليموس العاشر | بطليموس العاشر          | بطليموس العاشر          |                         |                         | برنيكي الثالثة          | برنيكي الثالثة          | برنيكي الثالثة | برنيكي الثالثة | برنيكي الثالثة    | برنيكي الثالثة    |                   |                   |                    |                    |                    |                    |                    |                    |                   |                   |                   |                   |
|                |                |                |                |                         |                         |                         |                         |                         |                         |                |                |                   |                   |                   |                   |                    |                    |                    |                    |                    |                    |                   |                   |                   |                   |
|                |                |                |                |                         |                         |                         |                         |                         |                         |                |                |                   |                   |                   |                   |                    |                    |                    |                    |                    |                    |                   |                   |                   |                   |
|                |                |                |                | كليوباترا الخامسة       | كليوباترا الخامسة       | كليوباترا الخامسة       | كليوباترا الخامسة       | كليوباترا الخامسة       | كليوباترا الخامسة       |                |                |                   |                   |                   |                   | بطليموس الثاني عشر | بطليموس الثاني عشر | بطليموس الثاني عشر | بطليموس الثاني عشر | بطليموس الثاني عشر | بطليموس الثاني عشر |                   |                   |                   |                   |
|                |                |                |                | كليوباترا الخامسة       | كليوباترا الخامسة       | كليوباترا الخامسة       | كليوباترا الخامسة       | كليوباترا الخامسة       | كليوباترا الخامسة       |                |                |                   |                   |                   |                   | بطليموس الثاني عشر | بطليموس الثاني عشر | بطليموس الثاني عشر | بطليموس الثاني عشر | بطليموس الثاني عشر | بطليموس الثاني عشر |                   |                   |                   |                   |
|                |                |                |                |                         |                         |                         |                         |                         |                         |                |                |                   |                   |                   |                   |                    |                    |                    |                    |                    |                    |                   |                   |                   |                   |
|                |                |                |                |                         |                         |                         |                         |                         |                         |                |                |                   |                   |                   |                   |                    |                    |                    |                    |                    |                    |                   |                   |                   |                   |
|                |                |                |                |                         |                         |                         |                         |                         |                         |                |                |                   |                   |                   |                   | كليوباترا السابعة  |                    |                    |                    |                    |                    |                   |                   |                   |                   |

## الإرث

### الأبناء والخلفاء

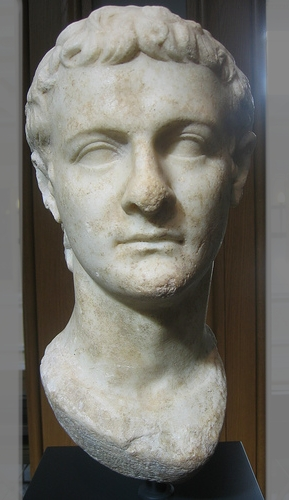
الإمبراطور الروماني كاليغولا.

أُرسل أطفال كليوباترا الثلاثة الباقين على قيد الحياة (كليوباترا سيليني الثانية، والإسكندر هيليوس، وبطليموس فيلادلفوس) بعد انتحارها إلى روما وتولت أوكتافيا الصغرى (شقيقة أوكتافيان) والزوجة السابقة لأبيهم دور الوصي عليهم. كان كل من كليوباترا سيليني الثانية والإسكندر هيليوس حاضرين في عرض الانتصار الروماني لأوكتافيان عام 29 قبل الميلاد، أما مصير الإسكندر هيليوس وبطليموس فيلادلفوس فظل مجهولاً بعد هذا الحدث. رتبت أوكتافيا خطوبة كليوباترا سيليني الثانية على يوبا الثاني (ابن يوبا الأول)، الذي تحولت مملكته نوميديا في شمال إفريقيا إلى مقاطعة رومانية عام 46 قبل الميلاد على يد قيصر بسبب دعم يوبا الأول لبومبي.
ثبت الإمبراطور أغسطس قيصر جوبا الثاني وكليوباترا سيليني الثانية بعد زواجهما عام 25 قبل الميلاد حكامًا جدد لموريطنية، فحولوا مدينة إيول القرطاجية القديمة إلى عاصمتهم الجديدة، وأعادوا تسميتها إلى قيصرية موريطنية (شرشال، الجزائر). جلبت كليوباترا سيليني الثانية العديد من العلماء والفنانين والمستشارين المهمين من بلاط والدتها الملكي في الإسكندرية لخدمتها في قيصرية، وسرعان ما أصبحت هذه المدينة متغلغلة في الثقافة اليونانية الهلنستية. وسمَّت ابنها (بطليموس الموريطني) تكريمًا لتراثهم الأسري البطلمي.
توفيت كليوباترا سيليني الثانية قرابة العام 5 قبل الميلاد، وعندما توفي يوبا الثاني عام 23/24 م، خلفه ابنه بطليموس الموريطني. ومع ذلك، أعدم بطليموس الموريطني في نهاية المطاف على يد الإمبراطور الروماني كاليغولا في عام 40 بعد الميلاد، ربما بحجة أن بطليموس الموريطني سكَّ عملاته الملكية سكًّا غير قانوني واستخدم الشعارات المخصصة للإمبراطور الروماني. كان بطليموس الموريطني آخر الملوك المعروفين من سلالة البطالمة. ومن الجدير بالذكر أن الملكة زنوبيا التي حكمت مملكة تدمر قصيرة العمر خلال القرن الثالث ادعت لاحقًا أنها تنحدر من نسل كليوباترا. من اللافت للنظر أن العبادة المخصصة لكليوباترا استمرت حتى عام 373 م، إذ ذكر بيتسينوفي وهو كاتب مصري لكتاب إيزيس أن «شخصية كليوباترا كانت مغطاة بالذهب»، وهو ما يعني أن كليوباترا ظلت تحتل مكانة مهمة في الممارسات الدينية أو الثقافية لبعض الأفراد أو الجماعات بعد وقت طويل من عصرها.

### الأدب الروماني والتأريخ

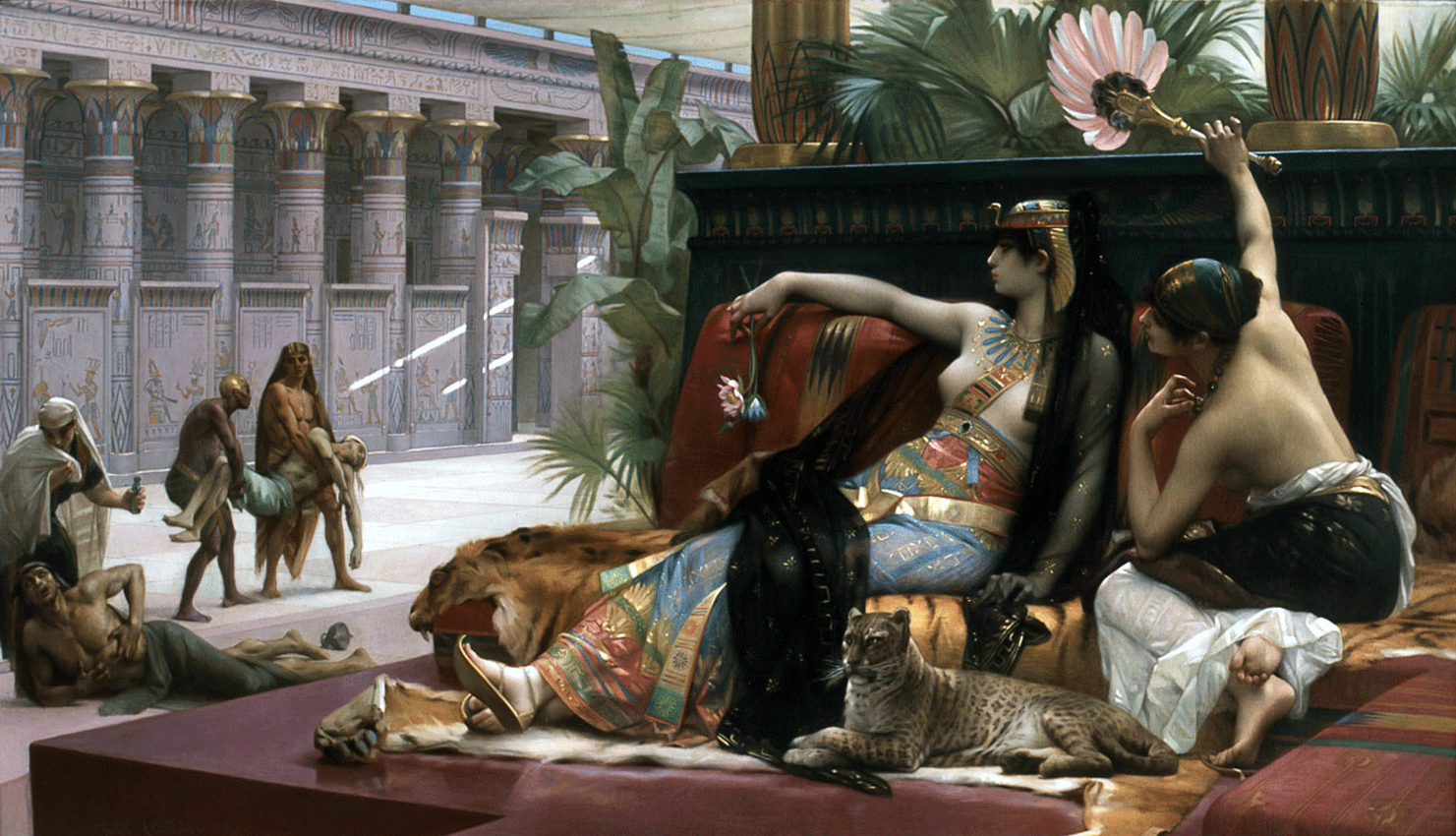
لوحة (كليوباترا تختبر السموم على السجناء المدانين) (1887)، بريشة ألكسندر كابانيل.

على الرغم من أن ما يقرب من 50 عملًا قديمًا في التأريخ الروماني تذكر كليوباترا، إلا أن هذه الأعمال غالبًا ما تضمنت روايات مختصرة عن بعض الأحداث في حياتها كمعركة أكتيوم، وانتحارها، والدعاية التي أطلقها أغسطس قيصر حول عيوبها الشخصية. يوفر كتاب (حياة أنطونيوس) الذي كتبه بلوطرخس في القرن الأول الميلادي أكثر الروايات الباقية شمولاً عن حياة كليوباترا (بالرغم من أنه لا يعتبر كتاب سيرة ذاتية لكليوباترا). عاش بلوطرخس بعد قرن من كليوباترا لكنه اعتمد على مصادر أولية في كتاباته مثل فيلوتاس الأمفيسي، الذي كان لديه إمكانية الوصول إلى القصر الملكي البطلمي، وطبيب كليوباترا الشخصي المسمى أوليمبوس، بالإضافة إلى كوينتوس ديليوس وهو أحد المقربين من مارك أنطوني وكليوباترا. تضمن عمل بلوطرخس كلا من وجهة نظر أغسطس قيصر لكليوباترا - والتي أصبحت وجهة النظر المقبولة في عصره - بالإضافة إلى مصادر أخرى بما في ذلك شهادات شهود العيان.
يقدم المؤرخ اليهودي الروماني يوسيفوس فلافيوس الذي كتب في القرن الأول الميلادي معلومات قيمة عن حياة كليوباترا من خلال علاقتها الدبلوماسية مع هيرودس الكبير. ومع ذلك، يعتمد هذا العمل إلى حد كبير على مذكرات هيرودس والرواية المتحيزة لنقولا الدمشقي (معلم أطفال كليوباترا في الإسكندرية) قبل أن ينتقل إلى يهودا للعمل مستشارًا ومؤرخ في بلاط هيرودس. يقدم التاريخ الروماني الذي نشره المسؤول والمؤرخ كاسيوس ديو في أوائل القرن الثالث الميلادي تاريخًا مستمرًا لعصر حكم كليوباترا على الرغم من فشله في الفهم الكامل لتعقيدات العصر الهلنستي المتأخر.

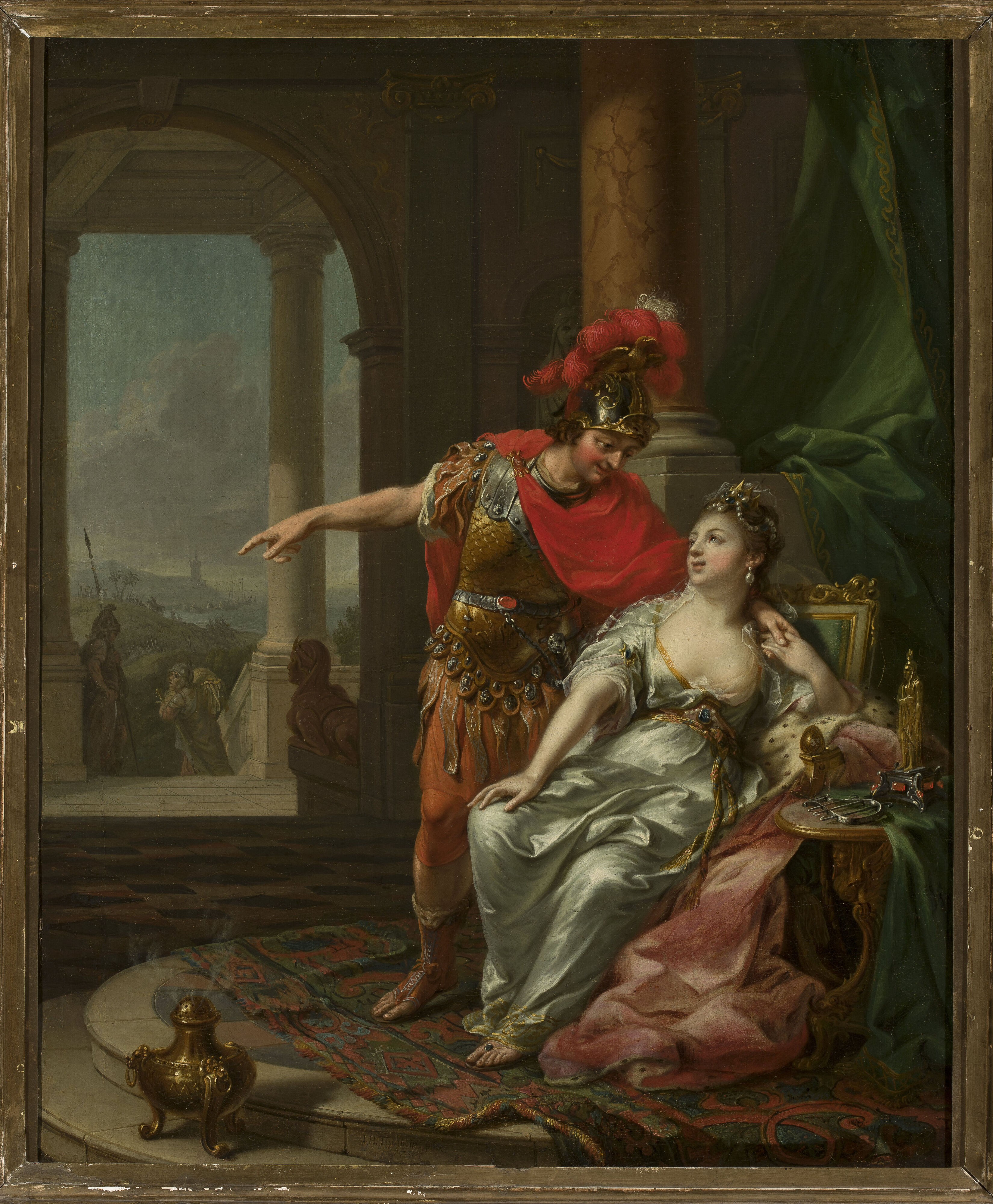
لوحة كليوباترا ومارك أنطوني، بريشة الفنان يوهان هاينريش تيشبين 1773.

نادرًا ما تُذكر كليوباترا في كتاب دي بيلو ألكساندرينو، وهي مذكرات ضابط أركان مجهول خدم في عهد قيصر. تقدم كتابات شيشرون الذي عرفها شخصيًا صورة غير محببة لكليوباترا.
خلد مؤلفو الفترة الأوغسطية بما في ذلك فيرجيل، وهوراس، وبروبرتيوس، وأوفيد، وجهات النظر السلبية عن كليوباترا التي وافق عليها النظام الروماني الحاكم، على الرغم من أن فيرجيل أسس فكرة كليوباترا كشخصية رومانسية وميلودراما ملحمية. واعتبر هوراس قرار كليوباترا بإنهاء حياتها قرارًا شجاعًا، وهي فكرة لاقت قبولًا في أواخر العصور الوسطى من خلال أعمال جيفري تشوسر.
قدم المؤرخون مثل سترابو، وفيليوس، و فاليريوس مكسيموس، وبليني الأكبر، وأبيان (على الرغم من أنهم لم يقدموا روايات كاملة مثل بلوطرخس، يوسيفوس فلافيوس، أو كاسيوس ديو) بعض التفاصيل عن حياة كليوباترا التي لم يُحفاظ عليها في السجلات التاريخية الأخرى. تظهر بعض النقوش على العملات المعدنية من العصر البطلمي وبعض وثائق البردي المصرية لمحة عن وجهة نظر كليوباترا على الرغم من أن هذه المادة محدودة للغاية بالمقارنة مع الأعمال الأدبية الرومانية. تقدم رواية (ليبيكا) غير المكتملة التي أمر بكتابتها جوبا الثاني صهر كليوباترا، مصدرًا محتملاً للمواد التاريخية التي ربما كانت تدعم وجهة نظر كليوباترا.
من المحتمل أن جنس كليوباترا قد ساهم في تصويرها كشخصية ثانوية ليست ذات أهمية في التأريخ القديم والعصور الوسطى وحتى الحديثة حول مصر القديمة والعالم اليوناني الروماني. على سبيل المثال، اقترح المؤرخ رونالد سيم أن كليوباترا لم تكن ذات أهمية كبيرة بالنسبة لقيصر وأن دعاية أوكتافيان ضخمت أهميتها إلى درجة مفرطة. على الرغم من أن النظرة الشائعة لكليوباترا بأنها كانت فاتنة متعددة العلاقات الجنسية، إلا أنه لم يكن لديها سوى شريكين معروفين وهما قيصر وأنطوني، وهما أبرز شخصيتين من الرومان في تلك الفترة الزمنية، واللذان كان لهما دور حاسم في ضمان بقاء سلالتها. وصف بلوطرخس كليوباترا بأنها تتمتع بشخصية قوية وذكاء ساحر ولم تكن تعتمد فقط على جمالها الجسدي.

## التصوير الثقافي

### التماثيل
صُوِّرت كليوباترا في العديد من الأعمال الفنية القديمة بأساليب متنوعة، منها الطراز المصري التقليدي، إلى جانب الأسلوبين الهلنستي اليوناني والروماني. تضمنت هذه الأعمال تماثيل كاملة ونصفية، نقوشًا، وعملات مسكوكة،  بالإضافة إلى نقوش حجرية قديمة، مثل تلك التي تصور كليوباترا ومارك أنطوني وفق النمط الهلنستي، والمعروضة حاليًا في متحف ألتيس ببرلين.

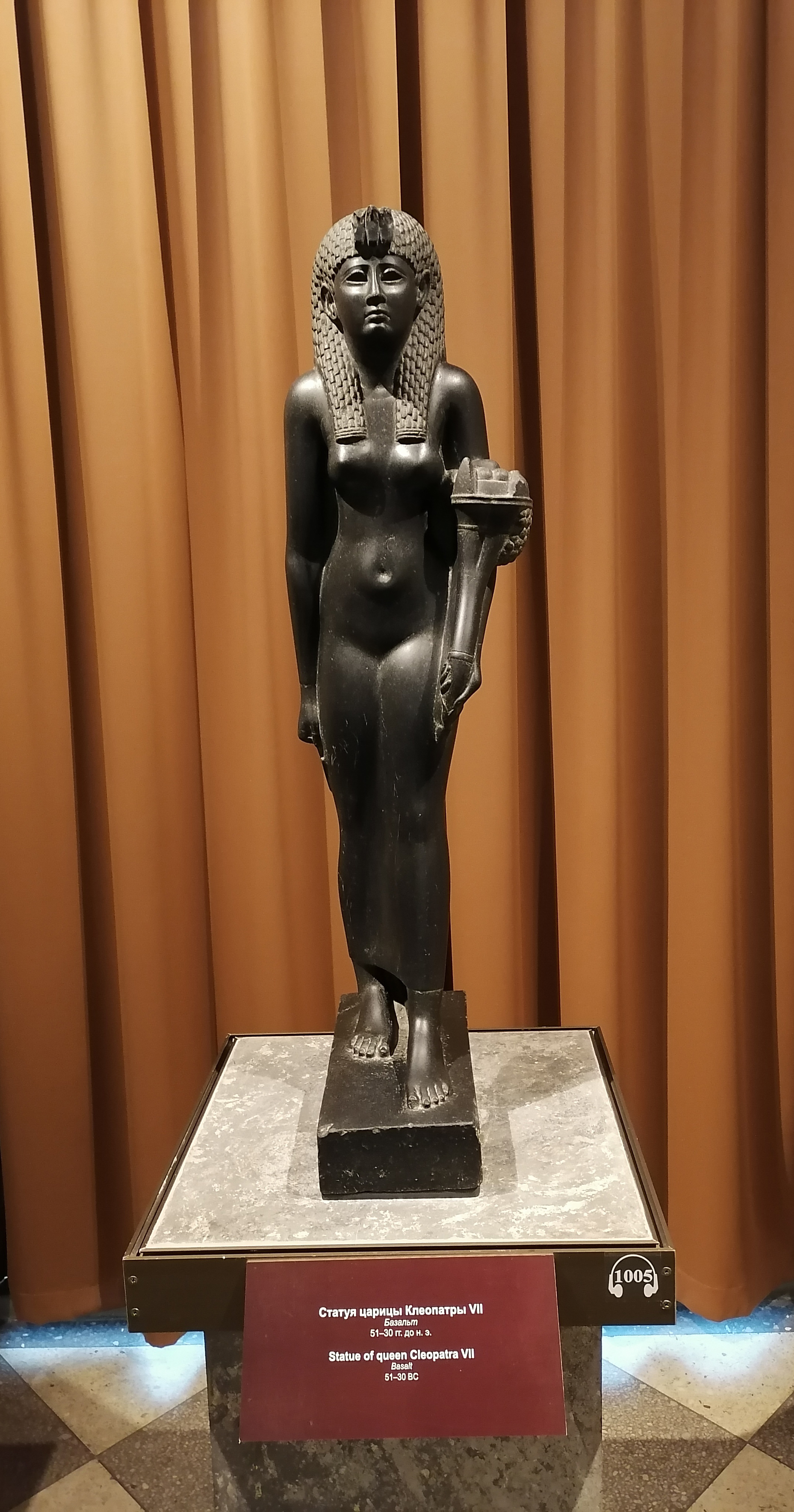
تمثال الملكة كليوباترا السابعة. بازلت حجر بركاني. 50-30 قبل الميلاد. (متحف هيرميتاج)

ظهرت صور معاصرة لكليوباترا داخل مصر البطلمية وخارجها. على سبيل المثال، ضم معبد فينوس جينيتريكس في روما تمثالًا كبيرًا من البرونز المذهب لكليوباترا، مما جعله أول تمثال لشخص حي يُوضع بجوار تمثال إله داخل معبد روماني. شيد يوليوس قيصر هذا التمثال، وبقي في المعبد حتى القرن الثالث الميلادي على الأقل. يُرجَّح أن بقاؤه يعود إلى رعاية قيصر له، خاصة أن أغسطس قيصر لم يُقدم على إزالة أو تدمير الأعمال الفنية التي تصوِّر كليوباترا في الإسكندرية.
عثر على تمثال بالحجم الطبيعي لكليوباترا، مصنوع على الطراز الروماني، بالقرب من تومبا دي نيرون في روما، على طول طريق كاسيا. يُعرض هذا التمثال حاليًا في متحف بيو كليمنتينو، وهو جزء من متاحف الفاتيكان.
وفقًا للمؤرخ بلوطرخس في كتابه (حياة أنطونيوس)، هدم أغسطس قيصر التماثيل العامة لمارك أنطوني، لكنه أبقى على تماثيل كليوباترا بعد وفاتها. يُعزى الحفاظ على هذه التماثيل إلى صديقها أرشيبيوس، الذي يُقال إنه دفع 2000 طالن لأغسطس قيصر لإثنائه عن تدميرها.
ناقش العلماء منذ خمسينيات القرن العشرين ما إذا كان تمثال فينوس إسكويلين، الذي اكتُشف عام 1874 على تل إسكويلين في روما ويُحفظ حاليًا في قصر المعهد الموسيقي بمتاحف كابيتولين، يمثل تصويرًا لكليوباترا. استندت هذه الفرضية إلى تسريحة شعر التمثال، وملامح الوجه، والإكليل الملكي، إضافة إلى الصل المصري للكوبرا الملفوف حول القاعدة.
ومع ذلك، يجادل معارضو هذه النظرية بأن ملامح الوجه في التمثال تبدو أنحف مقارنة بصورة كليوباترا في برلين، كما يستبعدون أن تُصوَّر الملكة المصرية على هيئة الإلهة العارية فينوس (أو أفروديت عند الإغريق). لكن بالمقابل، هناك سوابق لتصوير كليوباترا في هيئة إلهية، حيث صورت على هيئة إيزيس في تمثال مصري، كما ظهرت في بعض العملات المعدنية بشخصية فينوس أفروديت. وارتدت زي أفروديت عندما التقت بمارك أنطوني في طرسوس.
يُعتقد عمومًا أن تمثال فينوس إسكويلين هو نسخة رومانية تعود إلى منتصف القرن الأول الميلادي، مستوحاة من نسخة يونانية أقدم تعود إلى القرن الأول قبل الميلاد، والتي تنتمي إلى مدرسة باسيتيليس.

### صور العملات
تشمل العملات الباقية من عهد كليوباترا عينات من كل سنة ملكية تمتد من عام 51 إلى 30 قبل الميلاد. من المؤكد أن كليوباترا هي الملكة البطلمية الوحيدة التي أصدرت عملات معدنية باسمها، ومن المحتمل جدًا أنها ألهمت شريكها قيصر ليصبح أول روماني على قيد الحياة يضع صورته على عملاته المعدنية. كانت كليوباترا أيضا أول ملكة أجنبية تظهر صورتها على العملة الرومانية. العملات المعدنية التي يرجع تاريخها إلى فترة زواجها من أنطوني والتي تحمل صورته أيضًا تصور كليوباترا بأنف معقوف وذقن بارز مشابه جدًا لأنف زوجها. اتبعت ملامح الوجه المتشابهة هذه تقليدًا فنيًا يمثل الانسجام المتبادل بين الزوجين الملكيين.

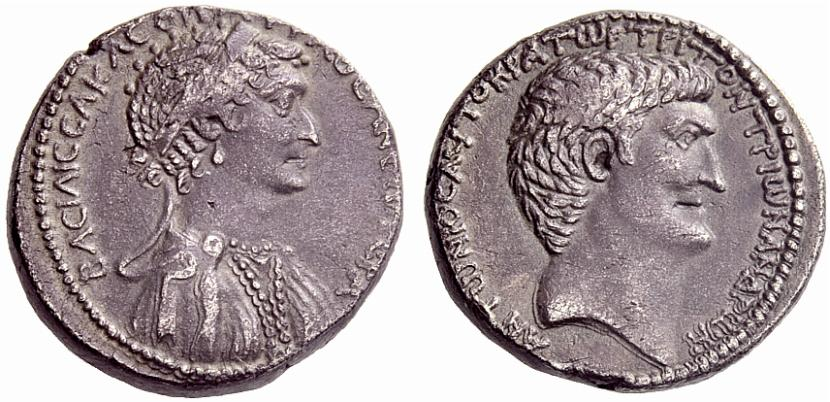
كليوباترا ومارك أنطوني على الوجه والخلف على التوالي على عملة التترادراخما الفضية التي ضربت في دار سك العملة الأنطاكية عام 36 قبل الميلاد.

تختلف ملامح وجه كليوباترا القوية شبه الذكورية في هذه العملات المعينة اختلافًا لافتًا للنظر عن الصور المنحوتة الأكثر سلاسة ونعومة وربما المثالية لها سواء في الأساليب المصرية أو الهلنستية. تتشابه ملامح وجهها الذكورية على العملة المسكوكة مع ملامح والدها بطليموس الثاني عشر، وربما أيضًا تلك الخاصة بسلفها البطلمي أرسينوي الثانية (316-260 ق.م.) وحتى تصوير الملكات السابقات مثل حتشبسوت ونفرتيتي. من المحتمل (مدفوعًا باعتبارات سياسية) أن تكون صورة أنطوني قد صُمِّمَت لتتوافق ليس فقط مع صورتها ولكن أيضًا مع أسلافها اليونانيين المقدونيين الذين أسسوا السلالة البطلمية، ليتعرف أنطوني على رعاياها بصفته عضوًا شرعيًا في البيت الملكي.
كتبت النقوش الموجودة على العملات باللغة اليونانية، مع اعتماد الحالة الاسمية المميزة للعملات الرومانية بدلاً من الحالة المضافة النموذجية للعملات اليونانية، بالإضافة إلى وضع الحروف وضعًا دائريًا على طول حواف العملة بدلاً من وضعها أفقياً أو عموديًا مثلما جرت العادة عند اليونانيين. تشير هذه الميزات في العملات إلى اندماج الثقافة الرومانية والهلنستية، وربما تحمل أيضا رسالة إلى رعاياها، على الرغم من أن القصد لا يزال غامضًا بالنسبة للعلماء المعاصرين فيما يتعلق بالتفوق الملحوظ لأي من أنطوني أو كليوباترا على الآخر. تجادل ديانا كلاينر بأن كليوباترا في إحدى عملاتها المعدنية المسكوكة بالصورة المزدوجة لزوجها أنطوني، قدمت نفسها أكثر ذكورية من الصور الأخرى وأشبه بملكة عميلة رومانية مقبولة أكثر من كونها حاكمة هلنستية. حققت كليوباترا بالفعل هذه النظرة الذكورية في العملات المعدنية التي سبقت علاقتها مع أنطوني، مثل العملات المعدنية التي ضربت في دار سك العملة في عسقلان خلال فترة نفيها القصيرة إلى سوريا وبلاد الشام، والتي تفسرها جوان فليتشر على أنها محاولة من كليوباترا للظهور مثل والدها وتأكيد نفسها خليفةً شرعيةً لحاكم بطلمي ذكر.
تصور كليوباترا وهي ترتدي إكليلًا ملكيًا وتصفيفة شعر على شكل ثمرة البطيخ على العديد من العملات المعدنية مثل عملة التترادراخما الفضية التي سُكَّت في وقت ما بعد زواج كليوباترا من أنطوني عام 37 قبل الميلاد. تظهر تصفيفة الشعر هذه المقترنة بالإكليل أيضًا في رأسين رخاميين منحوتين محفوظين. تصفيفة الشعر هذه مع الشعر المسحوب للخلف على شكل كعكة هي نفس التسريحة التي ظهرت فيها أسلافها البطالمة أرسينوي الثانية وبرنيس الثانية في عملاتهما المعدنية. اكتسبت تسريحة الشعر هذه شعبية بين النساء الرومانيات بعد زيارة كليوباترا إلى روما بين 46-44 قبل الميلاد، ولكن تُخُلِّي عنها للحصول على مظهر أكثر تواضعًا وتقشفًا خلال الحكم المحافظ لأغسطس.

### التماثيل النصفية والرؤوس اليونانية الرومانية
من بين التماثيل النصفية ورؤوس كليوباترا الباقية على الطراز اليوناني الروماني، يُعتبر تمثال «كليوباترا برلين» أحد أبرز التماثيل المحفوظة في مجموعة آثار برلين بمتحف ألتيس. يتميز هذا التمثال بوجود أنف كليوباترا كاملاً، مما يتيح رؤية تفاصيل وجهها بشكل أفضل مقارنةً بتمثال رأس كليوباترا المعروف باسم «كليوباترا الفاتيكان»، الذي يفتقر إلى الأنف بسبب التلف.

يتميز كلا التمثالين، سواء تمثال «كليوباترا برلين» أو «كليوباترا الفاتيكان»، بوجود تيجان ملكية على رأس كليوباترا، مما يبرز مكانتها كملكة، إلى جانب ملامح وجه متشابهة، مما يشير إلى أن ملامح وجهها ربما كانت مماثلة للتمثال البرونزي الذي كان موجودًا في معبد فينوس جينيتريكس.
تمثل رؤوس التماثيل النصفية لكليوباترا، مثل تمثال «كليوباترا برلين» و«كليوباترا الفاتيكان»، بعضًا من أهم الأعمال الفنية التي تعود إلى منتصف القرن الأول قبل الميلاد، وقد عثور عليها في الفيلات الرومانية على طول طريق أبيا في إيطاليا. تم اكتشاف تمثال «كليوباترا الفاتيكان» في فيلا كوينتيلي.
كتب المؤرخ فرانسيسكو بينا بولو أن عملات كليوباترا تقدم صورة دقيقة لها، مشيرًا إلى أن الصورة المنحوتة لتمثال «كليوباترا برلين» تؤكد هذه التفاصيل. يتضح من هذه التماثيل أن كليوباترا كانت تُصور مع شعر مسحوب إلى الوراء على شكل كعكة مزينة بإكليل ملكي، مع أنف معقوف، وهي السمات التي تميز ملامحها في العديد من الصور المعروفة عنها.
عثر على تمثال رأس ثالث لكليوباترا في المتحف الأثري في شرشال، الجزائر، ويُعتبر هذا التمثال أصليًا حسب رأي العديد من العلماء. يتميز هذا التمثال بوجود إكليل ملكي وملامح وجه مشابهة لرأسي «برلين» و«الفاتيكان»، لكنه يمتلك تصفيفة شعر مميزة، مما دفع بعض العلماء إلى اقتراح أنه قد يصور كليوباترا سيليني الثانية، ابنة كليوباترا، بدلاً من الملكة نفسها.
أما في متاحف الكابيتولين في روما، فهناك تمثال آخر من رخام باريان يظهر كليوباترا وهي ترتدي غطاء رأس النسر على الطراز المصري. هذا التمثال يعود تاريخه إلى القرن الأول قبل الميلاد، وتم اكتشافه بالقرب من معبد إيزيس في روما. من المحتمل أن يكون من أصل روماني أو هلنستي-مصري.
تشمل التماثيل المنحوتة الأخرى المحتملة لكليوباترا تمثال في المتحف البريطاني في لندن، مصنوع من الحجر الجيري، يُحتمل أن يصور امرأة من حاشية كليوباترا أثناء زيارتها لروما، بدلاً من الملكة نفسها. على الرغم من أن ملامح الوجه في هذا التمثال تشبه تلك الموجودة في تماثيل أخرى، بما في ذلك الأنف المعقوف الواضح، إلا أنه يفتقر إلى التاج الملكي ويتميز بتسريحة شعر مختلفة. من المحتمل أن يكون هذا الرأس جزءًا من تمثال أكبر، وقد يُصور كليوباترا في مرحلة مختلفة من حياتها أو يكون تمثالًا يبرز اختيارها لتقليل الرموز الملكية مثل الإكليل لتكون أكثر قبولًا لدى المواطنين الرومان.
يعتقد الباحث دوان دبليو رولر أن هذا التمثال، بالإضافة إلى تماثيل أخرى في متحف القاهرة والمتحف الكابيتولين، والمجموعة الخاصة لموريس نحمن، يشترك في ملامح وجه وتسريحات شعر مماثلة لتلك الموجودة في تمثال "كليوباترا برلين". ومع ذلك، فإن هذه المنحوتات تفتقر إلى التاج الملكي، مما يشير إلى احتمال أنها تمثل نساء من البلاط الملكي أو حتى نساء رومانيات يقلدن تسريحة شعر كليوباترا العصرية في تلك الفترة.

### اللوحات
عُثر في منزل ماركوس فابيوس روفوس، وهو مواطن روماني عاش في مدينة بومبي بإيطاليا، على لوحة جدارية تعود إلى منتصف القرن الأول قبل الميلاد. تمثل اللوحة الجدارية من الطراز الثاني الإلهة فينوس وهي تحمل إله الحب كيوبيد، وقد كانت معلقة بالقرب من أبواب المعبد الضخمة. يُعتقد أن هذه اللوحة قد صورت كليوباترا على أنها فينوس جينيتريكس برفقة ابنها قيصريون.
من المحتمل أن زمن رسم اللوحة تزامن مع تشييد معبد فينوس جينيتريكس في منتدى قيصر في سبتمبر 46 قبل الميلاد، حيث نصب يوليوس قيصر تمثالًا مذهّبًا يصور كليوباترا. من المرجح أن هذا التمثال كان مصدر إلهام لتمثيلات مختلفة لها في الفنون، بما في ذلك المنحوتات واللوحات الجدارية الموجودة في بومبي. تظهر المرأة في اللوحة وهي ترتدي إكليلًا ملكيًا فوق رأسها، ويشبه مظهرها تمثال كليوباترا الفاتيكان المصنوع من الرخام، مع بعض الكسور التي قد تظهر على خدها الأيسر، وربما تكون ذراع كيوبيد قد كسرت أيضًا.
من المحتمل أن مالك اللوحة قد وضع سياجًا حول الغرفة التي تحتوي عليها، ربما كرد فعل على إعدام قيصريون في 30 قبل الميلاد بأمر من أوكتافيان، حيث أصبح التصوير العام لابن كليوباترا غير مناسب للنظام الروماني الجديد.

### مزهرية بورتلاند
مزهرية بورتلاند هي مزهرية زجاجية رومانية تعود إلى عهد أغسطس قيصر، وهي محفوظة حاليًا في المتحف البريطاني. يتضمن العمل الفني تصويرًا محتملاً لكليوباترا مع أنطوني، حيث يظهر كليوباترا وهي تمسك بأنطوني وتجره نحوها، بينما يرتفع الثعبان (أي الأفعى) بين ساقيها. وفوقهما يحوم إيروس، في مشهد يعكس يأس أنطوني وهو يُقاد نحو مصيره المأساوي.
من المحتمل أن يحتوي الجانب الآخر من المزهرية على مشهد لأوكتيفيا الصغرى، التي هجرها زوجها أنطوني لكنها ظلت تحت مراقبة شقيقها الإمبراطور أغسطس قيصر. من المرجح أن تكون هذه المزهرية قد صنعت قبل عام 35 قبل الميلاد، في الوقت الذي أرسل فيه أنطوني زوجته أوكتيفيا الصغرى إلى إيطاليا وبقي مع كليوباترا في الإسكندرية.

### الفن المصري الأصيل
يعد التمثال النصفي المحفوظ في متحف أونتاريو الملكي أحد أقدم التماثيل التي تمثل كليوباترا على الطراز المصري. يعود تاريخه إلى منتصف القرن الأول قبل الميلاد، ويُحتمل أن يكون أول تصوير لها كإلهة وفرعون حاكم لمصر. يتميز التمثال بعيون واضحة تشبه النسخ الرومانية للأعمال الفنية المنحوتة في العصر البطلمي.
توجد صور بارزة على الطراز المصري تزين الجدران الخارجية لمعبد حتحور، بالقرب من دندرة في مصر، داخل مجمع معبد دندرة، تظهر هذه الصور كليوباترا وابنها الصغير قيصرون في هيئة بالغين، حيث يُصوّران كفرعونين حاكمين يقدمان القرابين للآلهة. ومن الجدير بالذكر أن اسم "قيصر" قد نُقش في نفس الموقع بعد وفاة كليوباترا.
يوجد تمثال كبير من البازلت الأسود يبلغ ارتفاعه 104 سم (41 بوصة)، في متحف أرميتاج في سانت بطرسبرغ، كان يُعتقد في البداية أنه يصور أرسينوي الثانية، زوجة بطليموس الثاني. ومع ذلك، تشير الدراسات الحديثة إلى أن التمثال من المرجح أن يصور كليوباترا باعتبارها من نسل أرسينوي الثانية. هذه الدراسات تعتمد على وجود ثلاثة رموز (على شكل ثعبان) تزين غطاء رأس التمثال، في حين أن أرسينوي الثانية كانت معروفة بارتداء اثنين من هذه الرموز فقط لتمثيل سلطتها على مصر السفلى والعليا.
المرأة المصورة في التمثال البازلتي تحمل أيضًا زوجين من قرن الوفرة (ديكيراس)، وهي سمة لوحظت على العملات المعدنية المرتبطة بكل من أرسينوي الثانية وكليوباترا. ومع ذلك، يرى برنارد أندريا في كتابه كليوباترا والقياصرة أن هذا التمثال، مثل غيره من الصور المصرية المثالية للملكة، يفتقر إلى ملامح الوجه الواقعية، ولذلك لا يساهم كثيرًا في فهمنا لمظهر كليوباترا الجسدي.
ويضيف أدريان غولدزورثي أنه رغم أن هذه التمثيلات تتبع الطراز المصري التقليدي، فمن المحتمل أن كليوباترا كانت ترتدي ملابس مصرية أصلية فقط في "طقوس معينة". بدلاً من ذلك، كانت ملابسها المعتادة تتضمن ملابس الملوك اليونانيين، بما في ذلك عصابة الرأس اليونانية التي تظهر في تماثيلها النصفية اليونانية الرومانية.

### في العصور الوسطى وأوائل العصر الحديث

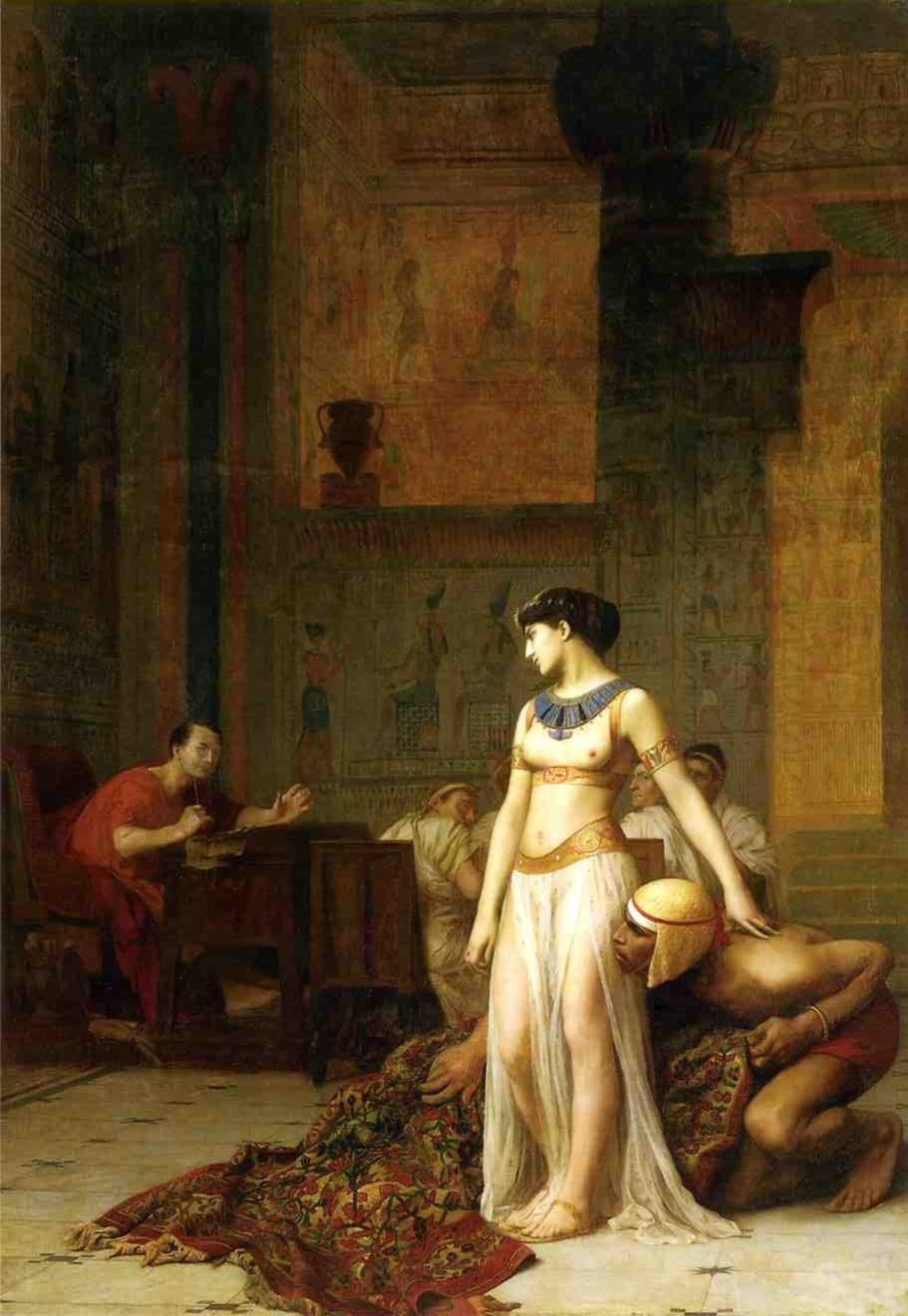
كليوباترا وقيصر (1866)، لوحة للرسام جان ليون جيروم.

أصبحت كليوباترا في العصر الحديث أيقونة للثقافة الشعبية، وهو وضع تشكل من خلال التمثيلات المسرحية منذ عصر النهضة، بالإضافة إلى اللوحات والأفلام. وقد تجاوزت هذه الصورة الشعبية نطاق الأدبيات التاريخية الأصلية التي تعود إلى العصور الكلاسيكية القديمة، وكان لها تأثير أعمق على نظرة عامة الناس إليها مقارنةً بالروايات التاريخية ذاتها.
في القرن الرابع عشر، وضع الشاعر الإنجليزي جيفري تشوسر كليوباترا ضمن سياق العالم المسيحي في العصور الوسطى من خلال قصيدته أسطورة النساء الصالحات. وقد صوّرها إلى جانب أنطوني كفارس نبيل منخرط في قصة حب مثالية، وهو تصوير فُسّر في العصر الحديث على أنه إما هجاء ساخر أو انتقاد ينطوي على كره للنساء.
ركز جيفري تشوسر في تصويره لكليوباترا على علاقتها برجلين فقط، مقدمًا صورة لحياتها لا تتوافق مع سمعتها كفاتنة، وجاءت أعماله جزئيًا كرد فعل على التصوير السلبي لها في الأدبيات اللاتينية، مثل «دي موليريبوس كلاريس» و«دي كاسيبوس فيروروم إليستريوم»، اللتين كتبهما الشاعر الإيطالي جيوفاني بوكاتشيو في القرن الرابع عشر.
وفي عصر النهضة، كان عالم الإنسانيات برناردينو كاتشيانت أول إيطالي يدافع عن سمعة كليوباترا في كتابه Libretto apologetico delle donne (1504)، حيث انتقد النزعة الوعظية وكراهية النساء التي ظهرت في كتابات بوكاتشيو.
أما في العالم الإسلامي، فقد تناولت بعض الأعمال التاريخية المكتوبة باللغة العربية فترة من عهد كليوباترا، ومن بينها «مروج الذهب» للمسعودي في القرن العاشر. ومع ذلك، وقع المسعودي في خطأ تاريخي حين ذكر أن أوكتافيان توفي بعد فترة وجيزة من انتحار كليوباترا.
ظهرت كليوباترا في المنمنمات المزخرفة داخل المخطوطات، مثل تصويرها برفقة أنطوني وهما مستلقيان في قبر على الطراز القوطي، وهو عمل أنجزه بوكيكوت ماستر عام 1409.
أما في الفنون البصرية، فقد بدأ نحاتو القرن السادس عشر، مثل بارتولوميو باندينيلي وأليساندرو فيتوريا، بتصويرها كشخصية عارية تحاول الانتحار. كما تضمنت المطبوعات المبكرة التي تصورها تصميمات لفناني عصر النهضة، مثل رافائيل وميكيلانجيلو، إلى جانب نقوش خشبية تعود إلى القرن الخامس عشر عُثِر عليها في طبعات مصورة لأعمال جيوفاني بوكاتشيو.
في الفنون المسرحية، أثّرت وفاة إليزابيث الأولى ملكة إنجلترا عام 1603، والنشر الألماني للرسائل المزعومة لكليوباترا عام 1606، على صموئيل دانيال، الذي قام بمراجعة مسرحيته كليوباترا الصادرة عام 1594 وأعاد نشرها عام 1607. تبعه ويليام شكسبير، الذي قُدّمت مسرحيته أنتوني وكليوباترا لأول مرة عام 1608، حيث استند فيها إلى كتابات المؤرخ بلوطرخس، مقدمًا صورة جريئة لكليوباترا تتناقض بوضوح مع صورة الملكة العذراء إليزابيث الأولى.
كما وجدت كليوباترا طريقها إلى الأوبرا، حيث قدم جورج فريدريك هاندل عام 1724 أوبرا «يوليوس قيصر في مصر» التي تناولت علاقتها بقيصر، فيما كتب دومينيكو تشيماروزا عام 1789 أوبرا «كليوباترا» التي حملت مضمونًا مشابهًا.

### الصور الحديثة وتصوير العلامة التجارية

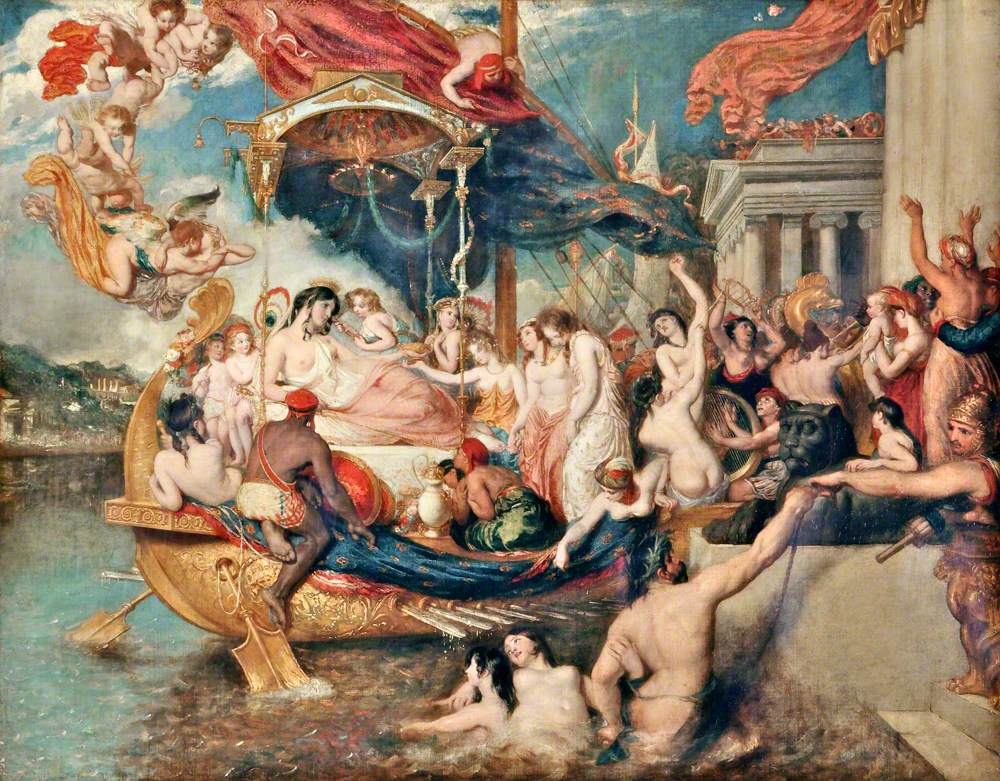
لوحة انتصار كليوباترا (1821)، بريشة الفنان ويليام إيتي في معرض ليدي ليفر للفنون، بورت صن لايت، إنجلترا.

ارتبطت كليوباترا ارتباطًا وثيقًا بالثقافة المصرية القديمة خلال العصر الفيكتوري في بريطانيا، حيث استُخدمت صورتها على نطاق واسع في تسويق مختلف المنتجات المنزلية، مثل مصابيح الزيت، والمطبوعات الحجرية، والبطاقات البريدية، وحتى السجائر.
في الأعمال الأدبية، قدمت الروايات الخيالية كليوباترا في صورة شرقية حسية وغامضة، كما في كليوباترا (1889) للكاتب هنري رايدر هاجارد إحدى ليالي كليوباترا (1838) لتيوفيل غوتيه، في حين قدمت رواية كليوباترا (1894) لعالم المصريات جورج إيبرس صورة أكثر دقة تاريخيًا.
أما في المسرح، فقد تناول كل من الكاتب المسرحي الفرنسي فيكتورين ساردو والإيرلندي جورج برنارد شو شخصية كليوباترا في أعمالهما، في حين قدمت العروض الهزلية، مثل مسرحية أنطوني وكليوباترا للمخرج فرانسيس كاولي برناند، صورًا ساخرة لكليوباترا تمزج بين بيئتها التاريخية والعصر الحديث.
اعتُبرت مسرحية شكسبير  (أنتوني وكليوباترا) مقبولة قانونيًا خلال العصر الفيكتوري، وساهمت شعبيتها في انتشار اعتقاد خاطئ بأن لوحة لورنس ألما تاديما، التي رسمها عام 1885، تصور لقاء أنطوني وكليوباترا على متن مركبها الترفيهي في طرسوس. غير أن تاديما أوضح في رسالة خاصة أن لوحته تصوّر اجتماعًا لاحقًا لهما في الإسكندرية.
استلهم المؤلف الموسيقي صموئيل باربر مسرحية شكسبير لإنتاج أوبرا بعنوان أنتوني وكليوباترا، والتي عُرضت عام 1966 في افتتاح دار أوبرا متروبوليتان. أما في الأدب، فقد نشر ألكسندر بوشكين في قصته القصيرة غير المكتملة الليالي المصرية (1825) ادعاءات المؤرخ الروماني أوريليوس فيكتور من القرن الرابع، والتي تم تجاهلها إلى حد كبير من قبل المؤرخين، حول ممارسة كليوباترا الدعارة، حيث كان يدفع الرجال حياتهم مقابل قضاء ليلة معها.
امتد الاهتمام بشخصية كليوباترا إلى خارج العالم الغربي والشرق الأوسط، إذ كتب الباحث الصيني ين فو، خلال عهد أسرة تشينغ، سيرة ذاتية موسعة عنها.
يُعد فيلم سرقة قبر كليوباترا (Cléopâtre)، الذي أخرجه جورج ميلييس عام 1899، أول فيلم يصور شخصية كليوباترا، وهو فيلم رعب فرنسي صامت.

في القرن العشرين، تأثرت أفلام هوليوود بالإعلام الفيكتوري السابق، مما ساهم في تشكيل الصورة السينمائية لكليوباترا، والتي جسدتها كل من ثيدا بارا في كليوباترا (1917)، وكلوديت كولبيرت في كليوباترا (1934)، وإليزابيث تايلور في كليوباترا (1963).

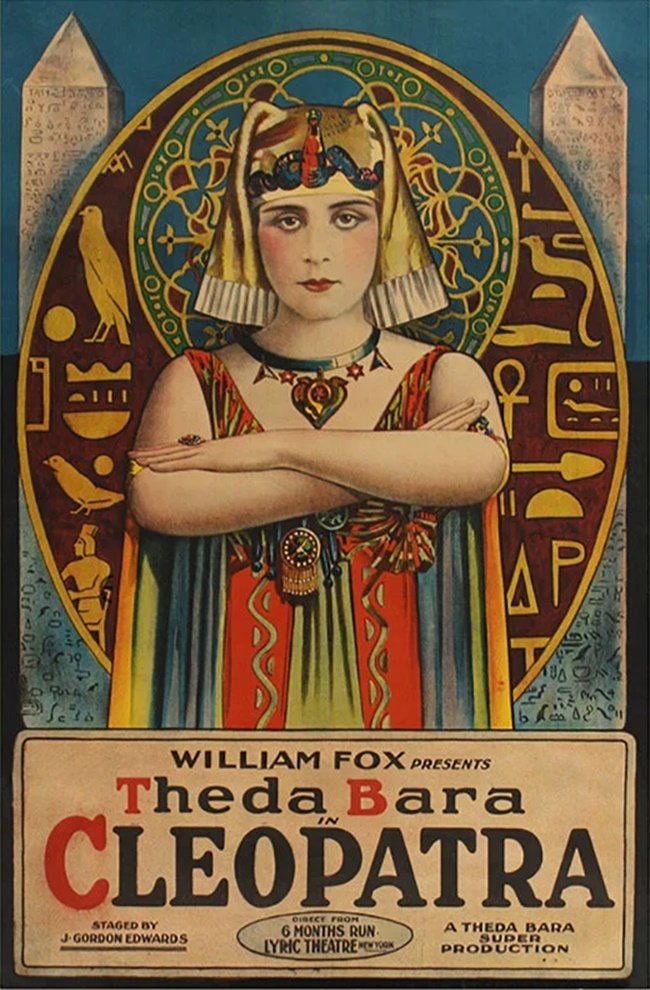
غلاف فيلم كليوباترا الصادر عام 1917.

إلى جانب تصويرها كملكة "مصاصة دماء"، قدمت ثيدا بارا شخصية كليوباترا بأسلوب مستوحى من المجازات الشائعة في الرسم الاستشراقي خلال القرن التاسع عشر، حيث جمعت بين السلوك الاستبدادي والأنوثة الجريئة التي تعكس خطورةً وجاذبية في آنٍ واحد.
جسّدت كلوديت كولبيرت شخصية كليوباترا بأسلوب ساحر أصبح نموذجًا تسويقيًا لبيع المنتجات ذات الطابع المصري في المتاجر الكبرى خلال ثلاثينيات القرن العشرين، مستهدفًا النساء من رواد السينما.
وفي أوائل الستينيات، قدمت المجلات النسائية إرشادات حول كيفية استخدام المكياج، والملابس، والمجوهرات، وتسريحات الشعر لتحقيق المظهر المصري المستوحى من الملكتين كليوباترا ونفرتيتي، وذلك تزامنًا مع الاستعدادات لعرض فيلم كليوباترا (1963) الذي أدت بطولته إليزابيث تايلور.
مع نهاية القرن العشرين، بلغ عدد الأعمال الفنية المستوحاة من كليوباترا ثلاثة وأربعين فيلمًا، ومائتي مسرحية ورواية، وخمسًا وأربعين أوبرا، إلى جانب خمسة عروض باليه.
عربيًا، جسّدت الممثلة السورية سلاف فواخرجي شخصية كليوباترا في مسلسل درامي يروي قصة حياتها، أُنتج عام 2010، وأخرجه زوجها السابق وائل رمضان.

### الأعمال المكتوبة
في حين أن الأساطير المحيطة بكليوباترا لا تزال تحظى باهتمام واسع في وسائل الإعلام الشعبية، فإن بعض الجوانب المهمة من حياتها المهنية غالبًا ما تُغفل، مثل قيادتها للقوات البحرية وإدارتها الفعالة لشؤون دولتها. يُرجح أن بعض المنشورات المنسوبة إليها في مجال الطب اليوناني القديم تعود في الواقع إلى طبيبة تحمل الاسم نفسه (كليوباترا الطبيبة)، عاشت في أواخر القرن الأول الميلادي.
ألقت الباحثة الأمريكية إنغريد د. رولاند الضوء على عبارة "برنيكي التي تدعى كليوباترا"، التي ذكرتها الطبيبة الرومانية ميترودورا في القرن الثالث أو الرابع، مشيرةً إلى أنها قد تكون نتيجة لخلط علماء العصور الوسطى بين هوية برنيكي وكليوباترا.
لم يتبقَ سوى أجزاء من كتابات كليوباترا في مجالي الطب والتجميل، من بينها تلك التي حفظها جالينوس، والتي تضمنت علاجات لمشكلات مثل أمراض الشعر، والصلع، والقشرة، بالإضافة إلى قائمة بالأوزان والمقاييس المستخدمة في الأغراض الصيدلانية. كما نسب الطبيب اليوناني أيتيوس إليها وصفة لصنع الصابون المعطر، بينما احتفظ بولس الأجانيطي بتعليماتها المزعومة حول صبغ الشعر وتجعيده.

### فهرس المراجع
فهرس المنشورات
1. ↑  [a] Roller (2010), vol. 1, p. 33–32.
[b] Fletcher (2008), vol. 1, p. 129 ,11 ,3, 1.
[c] Burstein (2004), vol. 1, p. 11.
2. ↑  [a] Roller (2010), vol. 1, p. 33–29.
[b] Fletcher (2008), vol. 1, p. 1، 5، 13–14، 88، 105–106.
[c] Burstein (2004), vol. 1, p. 11–12.
3. ↑  [a] Schiff (2011), vol. 1, p. 35.
[b] Roller (2010), vol. 1, p. 48-46.
[c] Burstein (2004), vol. 1, p. 12-11.
4. ↑  [a] Roller (2010), vol. 1, p. 48-46.
[b] Burstein (2004), vol. 1, p. 12-11.
[c] Fletcher (2008), vol. 1, p. 5، 82، 88، 105–106.
5. ↑  Roller (2010), vol. 1, p. 46–48، 100.
6. ↑  [a] Roller (2010), vol. 1, p. 38–42.
[b] Burstein (2004), vol. 1, p. 10.
[c] Grant (1972), vol. 1, p. 9–12.
7. 1 2  [a] Roller (2010), vol. 1, p. 17.
[b] Grant (1972), vol. 1, p. 11-10.
8. ↑  [a] Roller (2010), vol. 1, p. 17.
[b] Burstein (2004), vol. 1, p. xix.
[c] Grant (1972), vol. 1, p. 11.
9. ↑  [a] Roller (2010), vol. 1, p. 17.
[b] Burstein (2004), vol. 1, p. 12.
[c] Fletcher (2008), vol. 1, p. 74.
10. ↑  [a] Roller (2010), vol. 1, p. 17.
[b] Burstein (2004), vol. 1, p. xix.
11. ↑  [a] Grant (1972), vol. 1, p. 3.
[b] Roller (2010), vol. 1, p. 15.
12. ↑  [a] Grant (1972), vol. 1, p. 4.
[b] Preston (2009), vol. 1, p. 22.
[c] Jones (2006), vol. 1, p. xiii، 28.
13. 1 2  [a] Roller (2010), vol. 1, p. 16.
[b] Anderson (2003), vol. 1, p. 38.
[c] Fletcher (2008), vol. 1, p. 73.
14. ↑  [a] Roller (2010), vol. 1, p. 18-19.
[b] Fletcher (2008), vol. 1, p. 68-69.
15. ↑  [a] Roller (2010), vol. 1, p. 19.
[b] Fletcher (2008), vol. 1, p. 69.
16. ↑  Roller (2010), vol. 1, p. 45-46.
17. ↑  [a] Roller (2010), vol. 1, p. 45.
[b] Fletcher (2008), vol. 1, p. 81.
18. ↑  [a] Roller (2010), vol. 1, p. 20.
[b] Burstein (2004), vol. 1, p. xix ،13–12.
19. ↑  [a] Roller (2010), vol. 1, p. 20-21.
[b] Burstein (2004), vol. 1, p. xx ،13–12.
[c] Fletcher (2008), vol. 1, p. 74-76.
20. ↑  [a] Roller (2010), vol. 1, p. 21.
[b] Burstein (2004), vol. 1, p. 13.
[c] Fletcher (2008), vol. 1, p. 76.
21. ↑  [a] Roller (2010), vol. 1, p. 22.
[b] Burstein (2004), vol. 1, p. xx ،75 ،13.
[c] Fletcher (2008), vol. 1, p. 76.
22. ↑  [a] Roller (2010), vol. 1, p. 22.
[b] Burstein (2004), vol. 1, p. 13، 75.
[c] Grant (1972), vol. 1, p. 14-15.
23. ↑  [a] Roller (2010), vol. 1, p. 22.
[b] Burstein (2004), vol. 1, p. xx ،75 ،13.
[c] Fletcher (2008), vol. 1, p. 76-77.
24. ↑  [a] Roller (2010), vol. 1, p. 22.
[b] Fletcher (2008), vol. 1, p. 76-77.
25. ↑  [a] Roller (2010), vol. 1, p. 23.
[b] Burstein (2004), vol. 1, p. 13.
[c] Fletcher (2008), vol. 1, p. 77-78.
26. ↑  [a] Roller (2010), vol. 1, p. 23-24.
[b] Fletcher (2008), vol. 1, p. 78.
[c] Grant (1972), vol. 1, p. 16.
27. ↑  Roller (2010), vol. 1, p. 24.
28. ↑  [a] Roller (2010), vol. 1, p. 24.
[b] Burstein (2004), vol. 1, p. xx ،13.
[c] Grant (1972), vol. 1, p. 16-17.
29. ↑  [a] Roller (2010), vol. 1, p. 24.
[b] Burstein (2004), vol. 1, p. 13، 76.
30. ↑  Burstein (2004), vol. 1, p. 76.
31. ↑  [a] Roller (2010), vol. 1, p. 24–25.
[b] Burstein (2004), vol. 1, p. 76.
32. ↑  [a] Roller (2010), vol. 1, p. 24-25.
[b] Burstein (2004), vol. 1, p. 23، 73.
33. ↑  [a] Roller (2010), vol. 1, p. 25.
[b] Grant (1972), vol. 1, p. 18.
34. ↑  [a] Roller (2010), vol. 1, p. 25.
[b] Burstein (2004), vol. 1, p. xx.
35. ↑  [a] Roller (2010), vol. 1, p. 25-26.
[b] Burstein (2004), vol. 1, p. 13–14, 76.
[c] Fletcher (2008), vol. 1, p. 11-12.
36. ↑  [a] Roller (2010), vol. 1, p. 25-26.
[b] Burstein (2004), vol. 1, p. 13-14.
[c] Fletcher (2008), vol. 1, p. 11–12, 80.
37. ↑  [a] Roller (2010), vol. 1, p. 26.
[b] Burstein (2004), vol. 1, p. 14.
[c] Fletcher (2008), vol. 1, p. 11-12.
38. ↑  [a] Roller (2010), vol. 1, p. 26–27.
[b] Burstein (2004), vol. 1, p. 14.
[c] Fletcher (2008), vol. 1, p. 80، 85.
39. ↑  [a] Roller (2010), vol. 1, p. 27.
[b] Burstein (2004), vol. 1, p. 14، xx.
[c] Fletcher (2008), vol. 1, p. 84-85.
40. ↑  [a] Roller (2010), vol. 1, p. 26.
[b] Grant (1972), vol. 1, p. 18.
41. ↑  [a] Hölbl (2000), vol. 1, p. 231.
[b] Roller (2010), vol. 1, p. 53، 56.
[c] Burstein (2004), vol. 1, p. 15-16، xx.
42. ↑  [a] Roller (2010), vol. 1, p. 53-54.
[b] Burstein (2004), vol. 1, p. 16-17.
43. ↑  Roller (2010), vol. 1, p. 53.
44. ↑  Roller (2010), vol. 1, p. 54-56.
45. ↑  [a] Roller (2010), vol. 1, p. 54-56.
[b] Burstein (2004), vol. 1, p. 16.
46. ↑  [a] Roller (2010), vol. 1, p. 56.
[b] Burstein (2004), vol. 1, p. 16.
47. ↑  Roller (2010), vol. 1, p. 56.
48. ↑  [a] Roller (2010), vol. 1, p. 53.
[b] Burstein (2004), vol. 1, p. 16.
[c] Fletcher (2008), vol. 1, p. 91-92.
49. ↑  Burstein (2004), vol. 1, p. xx.
50. ↑  Hölbl (2000), vol. 1, p. 231.
51. ↑  [a] Roller (2010), vol. 1, p. 36–37.
[b] Burstein (2004), vol. 1, p. 5.
[c] Grant (1972), vol. 1, p. 26-27.
52. 1 2  [a] Roller (2010), vol. 1, p. 36-37.
[b] Burstein (2004), vol. 1, p. 5.
[c] Grant (1972), vol. 1, p. 26-27.
53. ↑  [a] Roller (2010), vol. 1, p. 56-57.
[b] Burstein (2004), vol. 1, p. 16-17.
[c] Fletcher (2008), vol. 1, p. 73، 92–93.
54. ↑  [a] Roller (2010), vol. 1, p. 56-57.
[b] Fletcher (2008), vol. 1, p. 92-93.
55. ↑  [a] Hölbl (2000), vol. 1, p. 231.
[b] Roller (2010), vol. 1, p. 57.
[c] Burstein (2004), vol. 1, p. 17، xx.
56. ↑  Roller (2010), vol. 1, p. 57.
57. ↑  [a] Roller (2010), vol. 1, p. 58.
[b] Fletcher (2008), vol. 1, p. 94-95.
58. ↑  [a] Roller (2010), vol. 1, p. 58.
[b] Fletcher (2008), vol. 1, p. 95.
59. ↑  [a] Roller (2010), vol. 1, p. 58-59.
[b] Burstein (2004), vol. 1, p. 17.
[c] Fletcher (2008), vol. 1, p. 95-96.
60. ↑  [a] Roller (2010), vol. 1, p. 59.
[b] Burstein (2004), vol. 1, p. 17، xx.
[c] Fletcher (2008), vol. 1, p. 96.
61. ↑  [a] Roller (2010), vol. 1, p. 59-60.
[b] Burstein (2004), vol. 1, p. 17، xx.
[c] Fletcher (2008), vol. 1, p. 97-98.
62. ↑  [a] Roller (2010), vol. 1, p. 33–32.
[b] Bringmann (2007), vol. 1, p. 259.
[c] Burstein (2004), vol. 1, p. 17، xxi.
63. ↑  [a] Roller (2010), vol. 1, p. 60.
[b] Burstein (2004), vol. 1, p. xxi ،17.
[c] Fletcher (2008), vol. 1, p. 97-98.
64. ↑  [a] Roller (2010), vol. 1, p. 60.
[b] Bringmann (2007), vol. 1, p. 259.
[c] Burstein (2004), vol. 1, p. xxi ،17–18.
65. ↑  [a] Roller (2010), vol. 1, p. 60-61.
[b] Bringmann (2007), vol. 1, p. 259-260.
[c] Burstein (2004), vol. 1, p. xxi ،18.
66. ↑  [a] Roller (2010), vol. 1, p. 60-61.
[b] Burstein (2004), vol. 1, p. 18، xxi.
[c] Bringmann (2007), vol. 1, p. 260.
67. ↑  [a] Roller (2010), vol. 1, p. 61.
[b] Fletcher (2008), vol. 1, p. 100.
68. ↑  [a] Roller (2010), vol. 1, p. 61.
[b] Burstein (2004), vol. 1, p. 18.
[c] Fletcher (2008), vol. 1, p. 100.
69. ↑  [a] Roller (2010), vol. 1, p. 61.
[b] Hölbl (2000), vol. 1, p. 234-235.
[c] Jones (2006), vol. 1, p. 56-57.
70. ↑  [a] Roller (2010), vol. 1, p. 61.
[b] Hölbl (2000), vol. 1, p. 234.
[c] Jones (2006), vol. 1, p. 57-58.
71. ↑  [a] Roller (2010), vol. 1, p. 61-62.
[b] Hölbl (2000), vol. 1, p. 235.
[c] Fletcher (2008), vol. 1, p. 112-113.
72. ↑  [a] Roller (2010), vol. 1, p. 26، 62.
[b] Hölbl (2000), vol. 1, p. 235.
[c] Burstein (2004), vol. 1, p. 18.
73. ↑  [a] Roller (2010), vol. 1, p. 61.
[b] Hölbl (2000), vol. 1, p. 235.
[c] Burstein (2004), vol. 1, p. 18، 76.
74. ↑  [a] Roller (2010), vol. 1, p. 61.
[b] Hölbl (2000), vol. 1, p. 235.
[c] Burstein (2004), vol. 1, p. 18-19.
75. ↑  [a] Roller (2010), vol. 1, p. 63.
[b] Hölbl (2000), vol. 1, p. 236.
[c] Fletcher (2008), vol. 1, p. 118-119.
76. ↑  [a] Roller (2010), vol. 1, p. 63.
[b] Burstein (2004), vol. 1, p. xxi ،76.
[c] Fletcher (2008), vol. 1, p. 119.
77. ↑  [a] Roller (2010), vol. 1, p. 62-63.
[b] Bringmann (2007), vol. 1, p. 260.
[c] Hölbl (2000), vol. 1, p. 235–236.
78. ↑  [a] Roller (2010), vol. 1, p. 63.
[b] Bringmann (2007), vol. 1, p. 260.
[c] Burstein (2004), vol. 1, p. 19.
79. ↑  [a] Roller (2010), vol. 1, p. 63–64.
[b] Bringmann (2007), vol. 1, p. 260.
[c] Burstein (2004), vol. 1, p. xxi ,19 ,76.
80. ↑  [a] Roller (2010), vol. 1, p. 64.
[b] Burstein (2004), vol. 1, p. xxi ,19–21 ,76.
[c] Fletcher (2008), vol. 1, p. 172.
81. ↑  [a] Roller (2010), vol. 1, p. 64, 69.
[b] Burstein (2004), vol. 1, p. xxi ,19–20.
[c] Fletcher (2008), vol. 1, p. 120.
82. 1 2  Roller (2010), vol. 1, p. 64.
83. ↑  [a] Roller (2010), vol. 1, p. 64–65.
[b] Bringmann (2007), vol. 1, p. 260.
[c] Burstein (2004), vol. 1, p. 19.
84. ↑  [a] Roller (2010), vol. 1, p. 65.
[b] Burstein (2004), vol. 1, p. 19.
85. ↑  [a] Bringmann (2007), vol. 1, p. 260.
[b] Burstein (2004), vol. 1, p. 19–20.
[c] Fletcher (2008), vol. 1, p. 125.
86. ↑  Roller (2010), vol. 1, p. 65-66.
87. ↑  [a] Roller (2010), vol. 1, p. 65–66.
[b] Fletcher (2008), vol. 1, p. 126.
88. ↑  [a] Roller (2010), vol. 1, p. 66.
[b] Fletcher (2008), vol. 1, p. 108، 149–150.
89. ↑  Roller (2010), vol. 1, p. 67.
90. ↑  [a] Roller (2010), vol. 1, p. 67.
[b] Burstein (2004), vol. 1, p. 19–20.
91. ↑  [a] Roller (2010), vol. 1, p. 67.
[b] Burstein (2004), vol. 1, p. 20.
[c] Fletcher (2008), vol. 1, p. 153.
92. ↑  [a] Roller (2010), vol. 1, p. 69–70.
[b] Bringmann (2007), vol. 1, p. 260.
[c] Burstein (2004), vol. 1, p. xxi ،20.
93. ↑  Roller (2010), vol. 1, p. 70.
94. ↑  [a] Roller (2010), vol. 1, p. 70.
[b] Fletcher (2008), vol. 1, p. 162–163.
[c] Jones (2006), vol. 1, p. xiv.
95. ↑  [a] Roller (2010), vol. 1, p. 71.
[b] Burstein (2004), vol. 1, p. xxi, 20.
[c] Fletcher (2008), vol. 1, p. 179–182.
96. ↑  [a] Roller (2010), vol. 1, p. 21، 57، 72.
[b] Burstein (2004), vol. 1, p. xxi ،20 ،64.
[c] Fletcher (2008), vol. 1, p. 181–182.
97. ↑  [a] Roller (2010), vol. 1, p. 72.
[b] Fletcher (2008), vol. 1, p. 194–195.
98. ↑  [a] Roller (2010), vol. 1, p. 72، 126.
[b] Burstein (2004), vol. 1, p. 21.
[c] Fletcher (2008), vol. 1, p. 201–202.
99. ↑  [a] Roller (2010), vol. 1, p. 72، 175.
[b] Burstein (2004), vol. 1, p. 21.
[c] Fletcher (2008), vol. 1, p. 195–196، 201.
100. ↑  Roller (2010), vol. 1, p. 72.
101. 1 2 3  [a] Roller (2010), vol. 1, p. 72–74.
[b] Fletcher (2008), vol. 1, p. 205–206.
102. ↑  [a] Roller (2010), vol. 1, p. 74.
[b] Burstein (2004), vol. 1, p. xxi ،21.
[c] Fletcher (2008), vol. 1, p. 207–213.
103. ↑  [a] Roller (2010), vol. 1, p. 74.
[b] Burstein (2004), vol. 1, p. xxi ،21.
[c] Fletcher (2008), vol. 1, p. 213–214.
104. ↑  [a] Roller (2010), vol. 1, p. 74–75.
[b] Burstein (2004), vol. 1, p. xxi ،22.
[c] Jones (2006), vol. 1, p. xiv.
105. ↑  [a] Roller (2010), vol. 1, p. 75.
[b] Burstein (2004), vol. 1, p. xxi ،21–22.
106. ↑  Roller (2010), vol. 1, p. 75.
107. 1 2  [a] Roller (2010), vol. 1, p. 75.
[b] Burstein (2004), vol. 1, p. 22.
108. ↑  [a] Roller (2010), vol. 1, p. 25.
[b] Burstein (2004), vol. 1, p. 22–23.
109. ↑  [a] Roller (2010), vol. 1, p. 75.
[b] Burstein (2004), vol. 1, p. xxi ،22–23.
110. ↑  Roller (2010), vol. 1, p. 76.
111. ↑  [a] Roller (2010), vol. 1, p. 76–77.
[b] Burstein (2004), vol. 1, p. xxi ،23.
112. ↑  [a] Roller (2010), vol. 1, p. 77.
[b] Burstein (2004), vol. 1, p. xxi ،23.
113. ↑  [a] Roller (2010), vol. 1, p. 77–79.
[b] Burstein (2004), vol. 1, p. 23.
114. ↑  [a] Roller (2010), vol. 1, p. 79.
[b] Burstein (2004), vol. 1, p. xxi ،24 ،76.
115. ↑  [a] Roller (2010), vol. 1, p. 79.
[b] Burstein (2004), vol. 1, p. 24.
116. ↑  [a] Roller (2010), vol. 1, p. 79.
[b] Burstein (2004), vol. 1, p. xxii ،24.
117. ↑  [a] Roller (2010), vol. 1, p. 79–80.
[b] Burstein (2004), vol. 1, p. 25.
118. ↑  [a] Roller (2010), vol. 1, p. 77–79، 82.
[b] Burstein (2004), vol. 1, p. 24.
119. ↑  [a] Burstein (2004), vol. 1, p. 25.
[b] Bivar (1983), vol. 1, p. 58.
[c] Brosius (2006), vol. 1, p. 96.
120. ↑  Roller (2010), vol. 1, p. 81–82.
121. ↑  [a] Roller (2010), vol. 1, p. 82–83.
[b] Bringmann (2007), vol. 1, p. 301.
122. ↑  Roller (2010), vol. 1, p. 82–83.
123. 1 2 3  Roller (2010), vol. 1, p. 83.
124. ↑  [a] Roller (2010), vol. 1, p. 83–84.
[b] Burstein (2004), vol. 1, p. xxii ،25.
125. ↑  Roller (2010), vol. 1, p. 84.
126. 1 2  Burstein (2004), vol. 1, p. 25.
127. ↑  [a] Roller (2010), vol. 1, p. 84.
[b] Burstein (2004), vol. 1, p. 73.
128. ↑  Roller (2010), vol. 1, p. 84–85.
129. ↑  Roller (2010), vol. 1, p. 85.
130. ↑  [a] Roller (2010), vol. 1, p. 85.
[b] Burstein (2004), vol. 1, p. 25.
131. ↑  [a] Roller (2010), vol. 1, p. 85–86.
[b] Burstein (2004), vol. 1, p. xxii ،25 ،73.
132. 1 2 3  Roller (2010), vol. 1, p. 86.
133. ↑  [a] Roller (2010), vol. 1, p. 86–87.
[b] Burstein (2004), vol. 1, p. 26.
134. ↑  Roller (2010), vol. 1, p. 86–87.
135. 1 2  Roller (2010), vol. 1, p. 89.
136. ↑  Roller (2010), vol. 1, p. 89–90.
137. ↑  Roller (2010), vol. 1, p. 90.
138. ↑  [a] Roller (2010), vol. 1, p. 90.
[b] Burstein (2004), vol. 1, p. xxii ،25–26.
139. ↑  [a] Roller (2010), vol. 1, p. 90–91.
[b] Burstein (2004), vol. 1, p. 77.
140. ↑  Burstein (2004), vol. 1, p. xxii ،25–26.
141. ↑  [a] Roller (2010), vol. 1, p. 91–92.
[b] Bringmann (2007), vol. 1, p. 301.
142. ↑  [a] Roller (2010), vol. 1, p. 92.
[b] Bringmann (2007), vol. 1, p. 301.
[c] Burstein (2004), vol. 1, p. xxii ،25–26.
143. ↑  Roller (2010), vol. 1, p. 92.
144. ↑  [a] Roller (2010), vol. 1, p. 92–93.
[b] Burstein (2004), vol. 1, p. xxii ،25–26.
145. ↑  [a] Roller (2010), vol. 1, p. 93–94.
[b] Burstein (2004), vol. 1, p. 26.
146. ↑  [a] Roller (2010), vol. 1, p. 94، 142.
[b] Burstein (2004), vol. 1, p. 26.
147. ↑  [a] Roller (2010), vol. 1, p. 94.
[b] Burstein (2004), vol. 1, p. xxii ،25–26.
148. ↑  [a] Roller (2010), vol. 1, p. 95.
[b] Burstein (2004), vol. 1, p. 26–27.
149. 1 2  Roller (2010), vol. 1, p. 94–95.
150. 1 2  Roller (2010), vol. 1, p. 95.
151. ↑  Roller (2010), vol. 1, p. 95–96.
152. ↑  Roller (2010), vol. 1, p. 96.
153. ↑  [a] Roller (2010), vol. 1, p. 96.
[b] Burstein (2004), vol. 1, p. xxii ،25–26.
154. ↑  [a] Roller (2010), vol. 1, p. 97.
[b] Bringmann (2007), vol. 1, p. 301.
[c] Burstein (2004), vol. 1, p. xxii ،27.
155. ↑  [a] Roller (2010), vol. 1, p. 97.
[b] Burstein (2004), vol. 1, p. 27.
156. ↑  Roller (2010), vol. 1, p. 97.
157. 1 2  [a] Roller (2010), vol. 1, p. 97–98.
[b] Burstein (2004), vol. 1, p. 27–28.
158. ↑  [a] Roller (2010), vol. 1, p. 98.
[b] Bringmann (2007), vol. 1, p. 301.
159. ↑  [a] Roller (2010), vol. 1, p. 98.
[b] Bringmann (2007), vol. 1, p. 301.
[c] Burstein (2004), vol. 1, p. 27.
160. ↑  [a] Roller (2010), vol. 1, p. 99.
[b] Burstein (2004), vol. 1, p. 28.
161. ↑  [a] Roller (2010), vol. 1, p. 99.
[b] Burstein (2004), vol. 1, p. xxii ،28.
162. ↑  [a] Roller (2010), vol. 1, p. 99.
[b] Burstein (2004), vol. 1, p. 28–29.
163. ↑  Roller (2010), vol. 1, p. 99.
164. ↑  [a] Roller (2010), vol. 1, p. 99–100.
[b] Bringmann (2007), vol. 1, p. 301–302.
[c] Burstein (2004), vol. 1, p. xxii ،29.
165. ↑  [a] Roller (2010), vol. 1, p. 100.
[b] Burstein (2004), vol. 1, p. 29.
166. ↑  [a] Roller (2010), vol. 1, p. 100.
[b] Burstein (2004), vol. 1, p. xxii ،29.
167. ↑  [a] Roller (2010), vol. 1, p. 100–101.
[b] Burstein (2004), vol. 1, p. 29.
168. ↑  [a] Roller (2010), vol. 1, p. 129–130.
[b] Burstein (2004), vol. 1, p. 29.
[c] Jones (2006), vol. 1, p. xiv.
169. ↑  [a] Roller (2010), vol. 1, p. 129–130.
[b] Burstein (2004), vol. 1, p. 29.
170. ↑  [a] Roller (2010), vol. 1, p. 130.
[b] Burstein (2004), vol. 1, p. 65–66.
171. ↑  Roller (2010), vol. 1, p. 130–131.
172. ↑  Roller (2010), vol. 1, p. 132.
173. ↑  
Roller (2010), vol. 1, p. 133.
174. ↑  [a] Roller (2010), vol. 1, p. 133–134.
[b] Burstein (2004), vol. 1, p. 33.
175. 1 2 3  [a] Roller (2010), vol. 1, p. 134.
[b] Burstein (2004), vol. 1, p. 33.
176. ↑  Reece (2017), vol. 1, p. 201–202.
177. 1 2  Bringmann (2007), vol. 1, p. 302.
178. ↑  [a] Roller (2010), vol. 1, p. 134.
[b] Bringmann (2007), vol. 1, p. 302–303.
179. ↑  [a] Roller (2010), vol. 1, p. 134.
[b] Bringmann (2007), vol. 1, p. 303.
180. ↑  [a] Roller (2010), vol. 1, p. 134.
[b] Bringmann (2007), vol. 1, p. 303.
[c] Burstein (2004), vol. 1, p. 29–30.
181. ↑  Roller (2010), vol. 1, p. 134.
182. 1 2 3  [a] Roller (2010), vol. 1, p. 135.
[b] Burstein (2004), vol. 1, p. 30.
183. ↑  [a] Roller (2010), vol. 1, p. 135.
[b] Bringmann (2007), vol. 1, p. 303.
184. ↑  [a] Roller (2010), vol. 1, p. 135.
[b] Bringmann (2007), vol. 1, p. 303.
[c] Burstein (2004), vol. 1, p. xxii ،29.
185. ↑  [a] Roller (2010), vol. 1, p. 135.
[b] Bringmann (2007), vol. 1, p. 303.
[c] Burstein (2004), vol. 1, p. 29.
186. ↑  [a] Roller (2010), vol. 1, p. 135.
[b] Burstein (2004), vol. 1, p. 29.
187. ↑  [a] Roller (2010), vol. 1, p. 136.
[b] Bringmann (2007), vol. 1, p. 303.
[c] Burstein (2004), vol. 1, p. 29.
188. 1 2  Bringmann (2007), vol. 1, p. 303.
189. ↑  [a] Roller (2010), vol. 1, p. 136.
[b] Burstein (2004), vol. 1, p. xxii ،30.
[c] Jones (2006), vol. 1, p. 147.
190. ↑  Roller (2010), vol. 1, p. 136–137.
191. ↑  [a] Roller (2010), vol. 1, p. 137، 139.
[b] Burstein (2004), vol. 1, p. 30.
192. ↑  Bringmann (2007), vol. 1, p. 303–304.
193. ↑  [a] Roller (2010), vol. 1, p. 137.
[b] Burstein (2004), vol. 1, p. 30.
194. ↑  [a] Roller (2010), vol. 1, p. 137.
[b] Bringmann (2007), vol. 1, p. 303–304.
195. ↑  Roller (2010), vol. 1, p. 137–138.
196. 1 2  Roller (2010), vol. 1, p. 138.
197. 1 2  Roller (2010), vol. 1, p. 139.
198. ↑  [a] Roller (2010), vol. 1, p. 139.
[b] Bringmann (2007), vol. 1, p. 303–304.
[c] Burstein (2004), vol. 1, p. xxii ،30.
199. ↑  [a] Roller (2010), vol. 1, p. 139–140.
[b] Bringmann (2007), vol. 1, p. 304.
[c] Burstein (2004), vol. 1, p. 30–31.
200. ↑  Burstein (2004), vol. 1, p. 30–31.
201. ↑  Roller (2010), vol. 1, p. 139–140.
202. 1 2  Roller (2010), vol. 1, p. 140.
203. ↑  [a] Roller (2010), vol. 1, p. 140.
[b] Bringmann (2007), vol. 1, p. 304.
[c] Burstein (2004), vol. 1, p. xxii–xxiii ،30–31.
204. ↑  [a] Roller (2010), vol. 1, p. 140.
[b] Burstein (2004), vol. 1, p. xxii–xxiii.
205. ↑  Brambach (1995), vol. 1, p. 312.
206. ↑  [a] Roller (2010), vol. 1, p. 141.
[b] Burstein (2004), vol. 1, p. 31.
207. 1 2 3 4  Roller (2010), vol. 1, p. 141.
208. 1 2  Roller (2010), vol. 1, p. 141–142.
209. 1 2 3  Roller (2010), vol. 1, p. 142.
210. 1 2  [a] Roller (2010), vol. 1, p. 142.
[b] Burstein (2004), vol. 1, p. 31.
211. 1 2  Roller (2010), vol. 1, p. 143.
212. ↑  Roller (2010), vol. 1, p. 142-143.
213. ↑  [a] Roller (2010), vol. 1, p. 143.
[b] Burstein (2004), vol. 1, p. 31.
214. ↑  Roller (2010), vol. 1, p. 143-144.
215. ↑  Roller (2010), vol. 1, p. 144.
216. ↑  Burstein (2004), vol. 1, p. xxiii ،31.
217. ↑  Roller (2010), vol. 1, p. 144-145.
218. 1 2  [a] Roller (2010), vol. 1, p. 145.
[b] Southern (2009), vol. 1, p. 153.
219. ↑  [a] Roller (2010), vol. 1, p. 145.
[b] Bringmann (2007), vol. 1, p. 304.
[c] Southern (2009), vol. 1, p. 153-154.
220. ↑  [a] Roller (2010), vol. 1, p. 145.
[b] Southern (2009), vol. 1, p. 154.
[c] Jones (2006), vol. 1, p. 184.
221. ↑  [a] Roller (2010), vol. 1, p. 145.
[b] Bringmann (2007), vol. 1, p. 304.
[c] Burstein (2004), vol. 1, p. 31.
222. ↑  [a] Roller (2010), vol. 1, p. 145.
[b] Southern (2009), vol. 1, p. 154-155.
[c] Jones (2006), vol. 1, p. 184-185.
223. ↑  [a] Roller (2010), vol. 1, p. 146.
[b] Jones (2006), vol. 1, p. 185-186.
224. ↑  [a] Roller (2010), vol. 1, p. 146.
[b] Burstein (2004), vol. 1, p. 31.
225. ↑  [a] Roller (2010), vol. 1, p. 146.
[b] Southern (2009), vol. 1, p. 155.
226. ↑  [a] Roller (2010), vol. 1, p. 146–147، 213.
[b] Gurval (2011), vol. 1, p. 61.
227. ↑  Roller (2010), vol. 1, p. 147.
228. ↑  [a] Roller (2010), vol. 1, p. 147.
[b] Bringmann (2007), vol. 1, p. 304.
[c] Burstein (2004), vol. 1, p. 31.
229. ↑  [a] Roller (2010), vol. 1, p. 147-148.
[b] Burstein (2004), vol. 1, p. xxiii ،31–32.
230. ↑  [a] Roller (2010), vol. 1, p. 147.
[b] Jones (2006), vol. 1, p. 194.
231. ↑  [a] Roller (2010), vol. 1, p. 147.
[b] Burstein (2004), vol. 1, p. 65.
[c] Jones (2006), vol. 1, p. 194–195.
232. ↑  [a] Roller (2010), vol. 1, p. 84.
[b] Anderson (2003), vol. 1, p. 56.
[c] Burstein (2004), vol. 1, p. 31.
233. ↑  [a] Roller (2010), vol. 1, p. 148.
[b] Anderson (2003), vol. 1, p. 56.
[c] Burstein (2004), vol. 1, p. 31–32.
234. ↑  [a] Roller (2010), vol. 1, p. 148–149.
[b] Burstein (2004), vol. 1, p. 31–32.
[c] Jones (2006), vol. 1, p. 194–195.
235. ↑  [a] Roller (2010), vol. 1, p. 149.
[b] Burstein (2004), vol. 1, p. 32.
[c] Southern (2009), vol. 1, p. 153.
236. ↑  [a] Roller (2010), vol. 1, p. 84.
[b] Burstein (2004), vol. 1, p. 11.
[c] Skeat (1953), vol. 1, p. 99–100.
237. ↑  [a] Roller (2010), vol. 1, p. 150.
238. ↑  [a] Roller (2010), vol. 1, p. 150–151.
[b] Bringmann (2007), vol. 1, p. 304.
[c] Jones (2006), vol. 1, p. 197–198.
239. ↑  [a] Burstein (2004), vol. 1, p. xxiii ،1.
[b] Grant (1972), vol. 1, p. 5–6.
240. ↑  Bringmann (2007), vol. 1, p. 304–307.
241. ↑  Grant (1972), vol. 1, p. 6–7.
242. ↑  Burstein (2004), vol. 1, p. 34.
243. ↑  Chauveau (2000), vol. 1, p. 69–71.
244. ↑  [a] Roller (2010), vol. 1, p. 104، 110–113.
[b] Fletcher (2008), vol. 1, p. 216–217.
245. ↑  Burstein (2004), vol. 1, p. 33–34.
246. ↑  Roller (2010), vol. 1, p. 103–104.
247. ↑  Burstein (2004), vol. 1, p. 39-40.
248. ↑  [a] Chauveau (2000), vol. 1, p. 78–80.
[b] Roller (2010), vol. 1, p. 104–105.
[c] Burstein (2004), vol. 1, p. 37–38.
249. ↑  Roller (2010), vol. 1, p. 106–107.
250. ↑  [a] Roller (2010), vol. 1, p. 15–16.
[b] Jones (2006), vol. 1, p. xiii ،3 ،279.
[c] Southern (2009), vol. 1, p. 43.
251. ↑  Fletcher (2008), vol. 1, p. 1، 23.
252. ↑  [a] Roller (2010), vol. 1, p. 15–16.
[b] Burstein (2004), vol. 1, p. 3، 34، 36، 51.
[c] Fletcher (2008), vol. 1, p. 23، 37–42.
253. ↑  [a] Roller (2010), vol. 1, p. 15–16، 164–166.
[b] Jones (2006), vol. 1, p. xiii.
[c] Dodson (2004), vol. 1, p. 273.
254. ↑  [a] Roller (2010), vol. 1, p. 18.
[b] Jones (2006), vol. 1, p. xiii.
[c] Burstein (2004), vol. 1, p. 11، 75.
255. 1 2  [a] Grant (1972), vol. 1, p. 5.
[b] Fletcher (2008), vol. 1, p. 56، 73.
256. ↑  [a] Fletcher (2008), vol. 1, p. 73.
[b] Burstein (2004), vol. 1, p. 69–70.
257. ↑  Grant (1972), vol. 1, p. 5.
258. ↑  Schiff (2011), vol. 1, p. 2، 42.
259. ↑  Roller (2010), vol. 1, p. 15، 18، 166.
260. ↑  Bradford (2001)، ج. 1، ص. 17.
261. ↑  [a] Grant (1972), vol. 1, p. 4.
[b] Roller (2010), vol. 1, p. 165.
262. ↑  [a] Grant (1972), vol. 1, p. 4.
[b] Roller (2010), vol. 1, p. 165.
[c] Burstein (2004), vol. 1, p. 11، 69.
263. ↑  Roller (2010), vol. 1, p. 18–19.
264. ↑  [a] Dodson (2004), vol. 1, p. 268–269، 273.
[b] Grant (1972), vol. 1, p. 4.
265. ↑  [a] Fletcher (2008), vol. 1, p. 50.
[b] Whitehorne (1994), vol. 1, p. 182.
266. ↑  [a] Roller (2010), vol. 1, p. 153.
[b] Burstein (2004), vol. 1, p. 32، 76–77.
267. 1 2  [a] Roller (2010), vol. 1, p. 153.
[b] Burstein (2004), vol. 1, p. 77.
268. ↑  [a] Roller (2010), vol. 1, p. 33–32.
[b] Burstein (2004), vol. 1, p. 11.
[c] Southern (2009), vol. 1, p. 155.
269. ↑  [a] Roller (2010), vol. 1, p. 153–154.
[b] Burstein (2004), vol. 1, p. 77.
270. ↑  Roller (2010), vol. 1, p. 154–155.
271. ↑  [a] Roller (2010), vol. 1, p. 155.
[b] Burstein (2004), vol. 1, p. 32، 77.
272. ↑  [a] Roller (2010), vol. 1, p. 155.
[b] Burstein (2004), vol. 1, p. xxiii ،32 ،77.
273. ↑  [a] Roller (2010), vol. 1, p. 155–156.
[b] Burstein (2004), vol. 1, p. xxiii ،32 ،77–78.
274. ↑  [a] Roller (2010), vol. 1, p. 156.
[b] Burstein (2004), vol. 1, p. 32، 69، 77–78.
275. ↑  Roller (2010), vol. 1, p. 151.
276. ↑  Roller (2010), vol. 1, p. 7.
277. ↑  [a] Roller (2010), vol. 1, p. 7-8.
[b] Burstein (2004), vol. 1, p. 67، 93.
[c] Jones (2006), vol. 1, p. 32.
278. ↑  Roller (2010), vol. 1, p. 7–8، 44.
279. ↑  [a] Roller (2010), vol. 1, p. 7–8.
[b] Jones (2006), vol. 1, p. 32.
280. 1 2  [a] Roller (2010), vol. 1, p. 8.
[b] Gurval (2011), vol. 1, p. 57–58.
281. ↑  Roller (2010), vol. 1, p. 8.
282. ↑  [a] Roller (2010), vol. 1, p. 8–9.
[b] Burstein (2004), vol. 1, p. 93.
[c] Jones (2006), vol. 1, p. 60–62.
283. 1 2  Roller (2010), vol. 1, p. 8–9.
284. ↑  [a] Roller (2010), vol. 1, p. 8–9.
[b] Burstein (2004), vol. 1, p. 67.
285. ↑  Gurval (2011), vol. 1, p. 66–70.
286. ↑  [a] Gurval (2011), vol. 1, p. 65–66.
[b] Burstein (2004), vol. 1, p. 67.
287. ↑  [a] Anderson (2003), vol. 1, p. 54.
[b] Burstein (2004), vol. 1, p. 68.
288. ↑  [a] Roller (2010), vol. 1, p. 8–9.
[b] Chauveau (2000), vol. 1, p. 2–3.
289. ↑  Plant (2004), vol. 1, p. 8–9.
290. 1 2  Roller (2010), vol. 1, p. 1-2.
291. ↑  [a] Roller (2010), vol. 1, p. 2.
[b] Burstein (2004), vol. 1, p. 63.
292. ↑  [a] Roller (2010), vol. 1, p. 3.
[b] Burstein (2004), vol. 1, p. 11.
[c] Anderson (2003), vol. 1, p. 37–38.
293. 1 2  Anderson (2003), vol. 1, p. 36.
294. ↑  Roller (2010), vol. 1, p. 176.
295. ↑  [a] Roller (2010), vol. 1, p. 72، 175.
[b] Fletcher (2008), vol. 1, p. 195–196.
296. ↑  [a] Roller (2010), vol. 1, p. 72، 151، 175.
[b] Varner (2004), vol. 1, p. 20.
297. ↑  [a] Burstein (2004), vol. 1, p. 11.
[b] Roller (2010), vol. 1, p. 84.
298. 1 2  [a] PinaPolo (2013), vol. 1, p. 186، 194.
[b] Roller (2010), vol. 1, p. 175.
[c] Higgs (2001), vol. 1, p. 208–209.
299. ↑  Ashton (2008), vol. 1, p. 83.
300. ↑  [a] Meadows (2001), vol. 1, p. 178.
[b] Fletcher (2008), vol. 1, p. 205.
301. ↑  Burstein (2004), vol. 1, p. 23.
302. ↑  Roller (2010), vol. 1, p. 175.
303. ↑  Roller (2010), vol. 1, p. 182–186.
304. ↑  Fletcher (2008), vol. 1, p. 205.
305. ↑  Roller (2010), vol. 1, p. 107.
306. ↑  Jones (2006), vol. 1, p. 31، 34.
307. ↑  Crawford (1974)، ج. 1، ص. 102، 539.
308. ↑  [a] Kleiner (2005), vol. 1, p. 144.
[b] Fletcher (2008), vol. 1, p. 104.
309. ↑  [a] Roller (2010), vol. 1, p. 18، 182.
[b] Fletcher (2008), vol. 1, p. 96.
310. ↑  Roller (2010), vol. 1, p. 185.
311. ↑  Fletcher (2008), vol. 1, p. 104.
312. ↑  Kleiner (2005), vol. 1, p. 144.
313. ↑  [a] Fletcher (2008), vol. 1, p. 96.
[b] Roller (2010), vol. 1, p. 182.
314. ↑  Roller (2010), vol. 1, p. 182.
315. ↑  [a] Anderson (2003), vol. 1, p. 36.
[b] Fletcher (2008), vol. 1, p. 195.
316. ↑  Fletcher (2008)، ج. 1، ص. 87.
317. ↑  Fletcher (2008), vol. 1, p. 195.
318. ↑  [a] Roller (2010), vol. 1, p. 174–175.
[b] PinaPolo (2013), vol. 1, p. 185–186.
[c] Fletcher (2008), vol. 1, p. 198–199.
319. ↑  [a] PinaPolo (2013), vol. 1, p. 185–186.
[b] Kleiner (2005), vol. 1, p. 151–153، 155.
[c] Fletcher (2008), vol. 1, p. 198–199.
320. ↑  [a] Roller (2010), vol. 1, p. 174–175.
[b] Fletcher (2008), vol. 1, p. 198–199.
321. ↑  PinaPolo (2013), vol. 1, p. 184–186.
322. ↑  [a] Varner (2004), vol. 1, p. 20.
[b] Ferroukhi (2001), vol. 1, p. 219.
[c] Kleiner (2005), vol. 1, p. 155–156.
323. ↑  [a] Kleiner (2005), vol. 1, p. 33–32.
[b] Preston (2009), vol. 1, p. 305.
[c] Roller (2010), vol. 1, p. 139.
324. ↑  [a] Fletcher (2008), vol. 1, p. 199–200.
325. ↑  Ashton (2002), vol. 1, p. 217.
326. ↑  Roller (2010), vol. 1, p. 175–176.
327. 1 2  [a] Roller (2010), vol. 1, p. 175.
[b] Walker (2001), vol. 1, p. 35، 42–44.
328. ↑  [a] Roller (2010), vol. 1, p. 175.
[b] Walker (2001), vol. 1, p. 35، 44.
329. ↑  [a] Roller (2010), vol. 1, p. 175.
[b] Walker (2001), vol. 1, p. 40.
[c] Fletcher (2008), vol. 1, p. 198-199.
330. ↑  [a] Roller (2010), vol. 1, p. 175.
[b] Walker (2001), vol. 1, p. 43–44.
331. ↑  [a] Roller (2010), vol. 1, p. 178.
[b] Walker (2001), vol. 1, p. 41–59.
332. 1 2  [a] Roller (2010), vol. 1, p. 178.
[b] Caygill (2009), vol. 1, p. 146.
333. ↑  Roller (2010), vol. 1, p. 178.
334. 1 2  Ashton (2002), vol. 1, p. 39.
335. ↑  Ashton (2002), vol. 1, p. 36.
336. ↑  [a] Kleiner (2005), vol. 1, p. 87.
[b] Roller (2010), vol. 1, p. 113–114، 176–177.
337. ↑  [a] Kleiner (2005), vol. 1, p. 87.
[b] Roller (2010), vol. 1, p. 113–114.
338. ↑  [a] Roller (2010), vol. 1, p. 84.
[b] Ashton (2008), vol. 1, p. 83–85.
339. ↑  Ashton (2008), vol. 1, p. 83–85.
340. ↑  PinaPolo (2013), vol. 1, p. 194.
341. ↑  Goldsworthy (2010), vol. 1, p. 8.
342. ↑  Roller (2010), vol. 1, p. 6–7.
343. ↑  Roller (2010), vol. 1, p. 6–9.
344. 1 2  Gurval (2011), vol. 1, p. 73–74.
345. ↑  [a] Anderson (2003), vol. 1, p. 51–54.
[b] Burstein (2004), vol. 1, p. 68.
346. ↑  Anderson (2003), vol. 1, p. 54–55.
347. ↑  Preston (2009), vol. 1, p. 25.
348. ↑  Jones (2006), vol. 1, p. 271–274.
349. ↑  Anderson (2003), vol. 1, p. 54.
350. ↑  Anderson (2003), vol. 1, p. 60.
351. ↑  Anderson (2003), vol. 1, p. 51، 60–62.
352. ↑  Rowland (2011), vol. 1, p. 232.
353. ↑  Rowland (2011), vol. 1, p. 232–233.
354. ↑  Woodstra (2005), vol. 1, p. 548.
355. ↑  Woodstra (2005), vol. 1, p. 299.
356. ↑  Wyke (2011), vol. 1, p. 173–174.
357. ↑  [a] Wyke (2011), vol. 1, p. 173–174.
[b] Pucci (2011), vol. 1, p. 201.
358. ↑  Pucci (2011), vol. 1, p. 173–177.
359. ↑  Wyke (2011), vol. 1, p. 173.
360. ↑  Smith (2011), vol. 1, p. 161.
361. ↑  Woodstra (2005), vol. 1, p. 1175.
362. ↑  [a] Pucci (2011), vol. 1, p. 198، 201.
[b] Jones (2006), vol. 1, p. 260–263.
363. ↑  Hsia (2004), vol. 1, p. 227.
364. ↑  Jones (2006), vol. 1, p. 325.
365. ↑  Wyke (2011), vol. 1, p. 172–173، 178.
366. ↑  Wyke (2011), vol. 1, p. 178–180.
367. ↑  Wyke (2011), vol. 1, p. 181–183.
368. ↑  Wyke (2011), vol. 1, p. 172–173.
369. ↑  Pucci (2011), vol. 1, p. 195.
370. ↑  Plant (2004), vol. 1, p. 135–144.
371. ↑  Rowland (2011), vol. 1, p. 141–142.
372. ↑  [a] Roller (2010), vol. 1, p. 50-51.
[b] Burstein (2004), vol. 1, p. 11-12.
[c] Fletcher (2008), vol. 1, p. 81-82.
373. ↑  Roller (2010), vol. 1, p. 50-51.

فهرس الويب
بالعربية
1. ↑  "مسلسل - كليوباترا - 2010 طاقم العمل، فيديو، الإعلان، صور، النقد الفني، مواعيد العرض"، السينما.كوم، مؤرشف من الأصل في 2022-11-17، اطلع عليه بتاريخ 2023-10-22

بالإنجليزية
1. ↑  Jean Marie Carey (2018). "This Day in History: January 14". Italianartsociety (بالإنجليزية). Archived from the original on 2023-09-20. Retrieved 2023-11-27.
2. ↑  "Pliny the Elder, The Natural History, BOOK IX. THE NATURAL HISTORY OF FISHES., CHAP. 58.—INSTANCES OF THE USE OF PEARLS". perseus.tufts.edu (بالإنجليزية). Archived from the original on 2023-11-27. Retrieved 2023-12-09.
3. ↑  "Apame I - Livius". livius.org (بالإنجليزية). Archived from the original on 2023-05-28. Retrieved 2023-11-20.
4. 1 2 3 4 5 6 7 8  "Cat. 22 Tetradrachm Portraying Queen Cleopatra VII". publications.artic.edu (بالإنجليزية). Archived from the original on 2022-11-10. Retrieved 2023-12-18.
5. 1 2 3 4  Ann R. Raia; Judith Lynn Sebesta. "The world of state". The College of New Rochelle (بالإنجليزية). Archived from the original on 2018-03-06. Retrieved 2023-11-16.
6. 1 2 3 4 5  "Portrait head". British Museum (بالإنجليزية). 6 Mar 2018. Archived from the original on 2018-03-06. Retrieved 2023-11-18.

### معلومات المراجع
المقالات المحكمة
- T. C. Skeat (1953). "The Last Days of Cleopatra: A Chronological Problem". The Journal of Roman Studies (بالإنجليزية). 43 (1–2): 98–100. DOI:10.2307/297786. ISSN:0075-4358. OCLC:5548684587. QID:Q133188365.
- J. F. Hansman (Sep 1984). "The Cambridge History of Iran. Vol. III. The Seleucid, Parthian and Sasanian Periods. 2 parts. Edited by Ehsan Yarshater. 23.5 × 16 cm. Pp. xcvi + 1494, 29 figs., 16 maps + 148 pls. Cambridge: Cambridge University Press, 1983. ISBN 0–521–24699?". Antiquaries Journal (بالإنجليزية). 64 (02): 460–462. DOI:10.1017/S0003581500080847. ISSN:0003-5815. QID:Q59173830.
- Andrew Meadows; Sally-Ann Ashton (2001). "186 Bronze coin of Cleopatra VII". Cleopatra of Egypt: From History to Myth (بالإنجليزية). ISBN:978-0-691-08835-8. QID:Q133188544.
- Peter Ware Higgs (2001). "Searching for Cleopatra's image: classical portraits in stone". In Susan Walker (ed.). Cleopatra of Egypt: from History to Myth (بالإنجليزية) (1 ed.). Princeton University Press. ISBN:978-0-691-08835-8.
- Mahfoud Ferroukhi (2001). "197 Marble portrait, perhaps of Cleopatra VII's daughter, Cleopatra Selene, Queen of Mauretania". In Susan Walker, Peter Higgs (ed.). Cleopatra of Egypt: from History to Myth (بالإنجليزية) (1 ed.). Princeton University Press. ISBN:978-0-691-08835-8.

الكتب
- Sally-Ann Ashton (2002). "Identifying the ROM's Cleopatra". In Northwestern University (ed.). Rotunda (بالإنجليزية) (1 ed.). Royal Ontario Museum.
- Margaret Melanie Miles (2011). Cleopatra: a sphinx revisited (بالإنجليزية) (1st ed.). University of California Press. ISBN:978-0-520-24367-5. OL:25045985M. QID:Q124613025.
- Anne H. Groton (2017). Ab omni parte beatus: Classical Essays in Honor of James M. May (بالإنجليزية) (1st ed.). ISBN:978-0-86516-843-5. OL:44504771M. QID:Q124466422.
- Edward Bond (2013). Seduction and Power: Antiquity in the Visual and Performing Arts (بالإنجليزية). London: Bloomsbury Publishing. ISBN:978-1-4411-9065-9. OL:31124181M. QID:Q124466341.
- Becca Fizell. Encaustic Materials and Methods: A facsimile edition (بالإنجليزية). CreateSpace.com. ISBN:978-1-519-17626-4. QID:Q124460158.
- Harold V. Cordry (1997). A Dictionary of American English Pronunciation (بالإنجليزية). ISBN:978-1-57292-055-2. OL:993466M. QID:Q124460054.{{استشهاد بكتاب}}:  صيانة الاستشهاد: ref duplicates default (link)
- Maria Brosius (2006). The Persians (Peoples of the Ancient World). Q22718431: روتليدج. ISBN:978-0-415-32089-4. OL:24878006M. QID:Q124440764.{{استشهاد بكتاب}}:  صيانة الاستشهاد: مكان (link)
- Chris Woodstra; Gerald Brennan; Allen Schrott (2005). All Music Guide to Classical Music (بالإنجليزية). ISBN:978-0-87930-865-0. OL:18396876M. QID:Q124440100.
- Marjorie Caygill (2009). Treasures of the British Museum (بالإنجليزية). London: British Museum. ISBN:978-0-7141-5062-8. OL:23869920M. QID:Q124434056.
- Pat Southern (2009). Antony & Cleopatra: The Doomed Love Affair That United Ancient Rome & Egypt (بالإنجليزية) (1st ed.). Amberley Publishing. ISBN:978-1-84868-324-2. OL:23997465M. QID:Q123337295.
- sally-ann ashton (2008). Cleopatra and Egypt (بالإنجليزية) (1st ed.). Hoboken: Wiley-Blackwell. ISBN:978-1-4051-1390-8. OL:21039557M. QID:Q124434042.
- Diana Kleiner (2009), Cleopatra and Rome (بالإنجليزية), Harvard University Press, QID:Q54636950
- Hsia Chih-tsing (2004). C. T. Hsia on Chinese Literature (بالإنجليزية) (1st ed.). New York City: Columbia University Press. ISBN:978-0-231-12990-9. OL:9308361M. QID:Q124427526.
- Klaus Bringmann (2007). A History of the Roman Republic (بالإنجليزية) (1st ed.). Cambridge: Polity. ISBN:978-0-7456-3371-8. OL:7956698M. QID:Q124427518.
- Diana Preston (2009). Cleopatra and Antony: Power, Love, and Politics in the Ancient World (بالإنجليزية). London: Walker Books. ISBN:978-0-8027-1738-2. OL:23164902M. QID:Q124421929.
- Brambach Joachim (1995). Kleopatra. Herrscherin und Geliebte (بالألمانية). München: Diederichs Verlag. ISBN:978-3-42-401239-2. QID:Q124417122.
- John Whitehorne (1994). Cleopatras (بالإنجليزية) (1st ed.). London: Routledge. ISBN:978-0-415-05806-3. OL:1398029M. QID:Q124417101.
- Michael Grant (1972). Cleopatra (بالإنجليزية) (1st ed.). London: Weidenfeld & Nicolson. ISBN:978-0-297-99502-9. OL:5448480M. QID:Q124218589.
- Michael Crawford (1974), Roman Republican Coinage (بالإنجليزية), Cambridge, QID:Q41454992{{استشهاد}}:  صيانة الاستشهاد: مكان بدون ناشر (link)
- Ernle Bradford (2001). Cleopatra (بالإنجليزية). London: Penguin Books. ISBN:978-0-14-139014-7. OL:3971945M. QID:Q124359154.
- Adrian Goldsworthy (2010). Antony and Cleopatra (بالإنجليزية) (1st ed.). Connecticut, New Haven: Yale University Press. ISBN:978-0-300-16534-0. OL:25093846M. QID:Q124350070.
- Michel Chauveau (2000). Egypt in the Age of Cleopatra (بالفرنسية) (1st ed.). Ithaca: Cornell University Press. ISBN:978-0-8014-8576-3. OL:48400M. QID:Q116735997.
- Günther Hölbl (2000). A History of the Ptolemaic Empire (بالإنجليزية) (1st ed.). London: Routledge. ISBN:978-0-415-20145-2. OL:22411806M. QID:Q124349832.
- Jaynie Anderson (2003). Tiepolo's Cleopatra (بالإنجليزية). London: Macmillan Publishers. ISBN:978-1-876832-44-5. OL:3369650M. QID:Q123346784.
- Susan Walker; Peter Higgs, eds. (2001). Cleopatra of Egypt: From History to Myth (بالإنجليزية). New Jersey: Princeton University Press. ISBN:978-0-691-08835-8. OCLC:48713747. OL:7758000M. QID:Q124374207.
- Stanley M. Burstein (2004). The Reign of Cleopatra (بالإنجليزية) (1st ed.). Santa Barbara: Greenwood. ISBN:978-0-313-32527-4. OL:3294153M. QID:Q123333415.
- Ian Plant (2004). Women Writers of Ancient Greece and Rome (بالإنجليزية). Norman: University of Oklahoma Press. ISBN:978-0-8061-3622-6. QID:Q121536754.
- Aidan Dodson (2004). The Complete Royal Families of Ancient Egypt (بالإنجليزية). High Holborn: Thames & Hudson. ISBN:978-0-500-05128-3. OCLC:929661263. OL:3697922M. QID:Q97955631.
- Eric R. Varner (2004). Multilation and Transformation: Damnatio Memoriae and Roman Imperial Portaiture (بالإنجليزية). Leiden: Brill. ISBN:978-90-04-13577-2. OL:22125697M. QID:Q124359228.
- Prudence J. Jones (2006). Cleopatra: A Sourcebook (بالإنجليزية). Norman: University of Oklahoma Press. ISBN:978-0-8061-3741-4. OL:3429110M. QID:Q123334257.
- Joann Fletcher (2008). Cleopatra the Great: The Woman Behind the Legend (بالإنجليزية) (1st ed.). New York City: Harper. ISBN:978-0-06-058558-7. OL:25011887M. QID:Q123333442.
- Duane W. Roller (2010). Cleopatra: A Biography (Women in Antiquity) (بالإنجليزية) (1st ed.). Oxford: Oxford University Press. ISBN:978-0-19-536553-5. OL:24519898M. QID:Q123333340.
- Stacy Schiff (2011). Cleopatra: A Life (بالإنجليزية). London: Virgin Books. ISBN:978-0-7535-3956-9. QID:Q117751549.

## وصلات خارجية
- أثريون يبحثون عن مقبرة كليوباترا في مصر، رويترز نسخة محفوظة 27 أبريل 2013 at Archive.is
- كليوباترا البطلمية في الثقافة العالمية

| كليوباترا عاهلة البطالمةولد: 69 ق.م توفي: 30 ق.م | |                                                     |
| منصب                                             | |                                                     |
| سبقه بطليموس الثاني عشر                          | ملكة مصر 51–30 ق.م مع بطليموس الثاني عشر، بطليموس الثالث عشر، بطليموس الرابع عشر، بطليموس الخامس عشر (قيصرون) | نهاية الملكية مصر تدخل تحت جناح الجُمهُوريَّة الرومانيَّة |